# Adolf Hitler
Adolf Hitler (Braunau am Inn, 20 d'abril de 1889 - Berlín, 30 d'abril de 1945) fou un polític austríac, principal ideòleg i cap del nazisme. Esdevingué, escollit democràticament, canceller d'Alemanya, però progressivament anà eliminant els mecanismes de separació de poders dins l'estat alemany aglutinant-los en la seva persona i esdevenint de facto un dels dictadors més poderosos del segle xx. Liderà el Partit Nacional Socialista dels Treballadors Alemanys i fou canceller del Tercer Reich.
L'ideari del nacionalsocialisme desenvolupat durant el govern de Hitler incloïa la discriminació racial i ideològica en contra especialment del poble jueu, resultant en l'Holocaust. Tanmateix el racisme desenvolupat pel nacionalsocialisme alemany inclogué altres grups ètnics com gitanos i, en general, qualsevol persona considerada no ària, basat en el concepte de puresa de raça que Hitler va desenvolupar en el seu llibre Mein Kampf. Ideològicament l'estat alemany i Hitler mateix es postulaven contraris al comunisme imperant a l'URSS.
En l'àmbit de la política internacional, Hitler tenia com a objectiu recuperar a foc i a sang els territoris de parla alemanya que s'havien perdut després de la Primera Guerra Mundial amb el col·lapse de l'Imperi Austrohongarès. Tanmateix, també perseguí una major expansió cap a l'est d'Europa (Lebensraum) i, algunes fonts consideren que l'objectiu final era el domini del món. La invasió de Polònia, de setembre de 1939, suposà l'inici de la Segona Guerra Mundial de la qual fou el màxim dirigent dels exèrcits del Tercer Reich. El curs de la guerra, tot i ser-li favorable als primers anys, es tornà en una derrota inexorable que el conduí a suïcidar-se el 30 d'abril del 1945, poques hores abans de l'arribada de les tropes soviètiques al Führerbunker, situat a sota de la Cancelleria del Reich, a Berlín, que allotjava les restes del govern alemany, evitant així esdevenir presoner.

## Introducció
El 1913, els sentiments pro-Gran Alemanya de Hitler l'empenyeren a viatjar a la ciutat alemanya de Múnic (Baviera). Es diu que quan esclatà la Primera Guerra Mundial (1914-1918), s'oferí immediatament com a voluntari. Serví durant quatre anys com a soldat ras i com a caporal (gegreiter) al 16è Regiment Bavarès d'Infanteria de Reserva, lluitant, entre d'altres, a la primera batalla d'Ieper, la batalla del Somme, la batalla d'Arràs i la batalla de Passendale. Va ser ferit diverses vegades. A Mesen, una bala li fregà el front, i més endavant amagà la cicatriu resultant amb el serrell. Va ser condecorat amb les dues versions de la Creu de Ferro però, per la seva frustració, només pujà fins al rang de gefreiter, car els seus superiors opinaven que mancava de qualitats de lideratge. Al novembre del 1918 decidí entrar en la política, unint-se a una de les moltes formacions polítiques petites que existien: el Partit dels Treballadors Alemanys (DAP), que més tard esdevindria el Partit Nacional Socialista dels Treballadors Alemanys.
Hitler va arribar al poder en una època en què el poble alemany patia per l'atur, la pobresa i la humiliació de la Primera Guerra Mundial. Sota el Tractat de Versalles, Alemanya va ser obligada a compensar pels danys de la guerra. Aquesta obligació pesava significativament sobre l'economia del país. Quan a l'octubre del 1929 Alemanya tot just començava a recuperar-se, el crack de la borsa de Nova York va fer col·lapsar l'economia alemanya i va donar a Hitler la seva oportunitat. A través d'una eficient maquinària propagandística, va aconseguir fer-se a si mateix i el seu partit molt populars i obtenir més i més escons al parlament.
Després de la seva victòria electoral el 1933, el President d'Alemanya Paul von Hindenburg va nomenar-lo finalment Canceller d'Alemanya. Immediatament, va posar en marxa els seus plans ben preparats per a apropiar-se de tot el poder, allunyar els jueus de la vida pública i preparar Alemanya per a una guerra de conquesta. La vetlla de la mort de Hindenburg, va publicar la llei per fusionar en la seva persona ambdós càrrecs: el de president i el de canceller. Aquesta llei va ser proposada al referèndum sobre el cap d'estat del Reich del 19 d'agost i va ser aprovada per 89,83% dels alemanys.
El 1938 annexà Àustria (Anschluss), que a partir d'aleshores fou denominada Ostmark. El 28 de setembre del 1938, el Reich va enviar un ultimàtum a Txecoslovàquia per a recuperar els Sudets. A iniciativa de Mussolini, es va concloure apressadament l'Acord de Múnic entre Hitler, França i Anglaterra per a intentar evitar la guerra imminent. El 30 de setembre, Txecoslovàquia es va veure obligada a concedir els Sudets.
El 1939, Hitler va ordenar la invasió de Polònia, provocant que el Regne Unit i França declaressin la guerra a Alemanya. Fou el principi de la Segona Guerra Mundial. Inicialment, Hitler fou capaç d'ocupar gran part d'Europa però després de l'atac contra la Unió Soviètica el 1941, a partir del 1943, les seves possibilitats s'enfonsaren i el Tercer Reich quedà contra les cordes. A l'hivern del 1944-1945, els aliats ja es trobaven a les fronteres d'Alemanya, i van procedir vers Berlín.
Després que esdevingués clar que els nazis havien perdut la Segona Guerra Mundial, a la tarda del 30 d'abril del 1945, se suïcidà juntament amb la seva esposa Eva Braun al seu búnquer de Berlín, on s'havien casat el dia abans. Ella s'enverinà, mentre que Hitler es disparà al cap. Una mica més tard foren trets a l'exterior, i sembla que foren coberts de benzina i cremats en un forat. Possiblement, els soviètics s'endugueren el crani de Hitler i les restes dels seus cossos a Moscou per una posterior investigació. En la guerra desencadenada per Hitler, a Europa perderen la vida 39 milions de persones, entre els quals sis milions de jueus. Gran part d'Europa quedà destruïda durant l'atac de Hitler, i el continent perdé la seva anterior hegemonia mundial davant dels Estats Units i la Unió Soviètica. Alemanya perdé un territori considerable a les fronteres orientals amb Polònia i Rússia, els habitants del qual foren perseguits vers l'oest. El que restava d'Alemanya fou dividida en una part occidental i una d'oriental pel començament imminent de la Guerra Freda. Europa i Alemanya romandrien dividides pel teló d'acer fins al 1990.

## Infantesa i joventut

### Orígens familiars

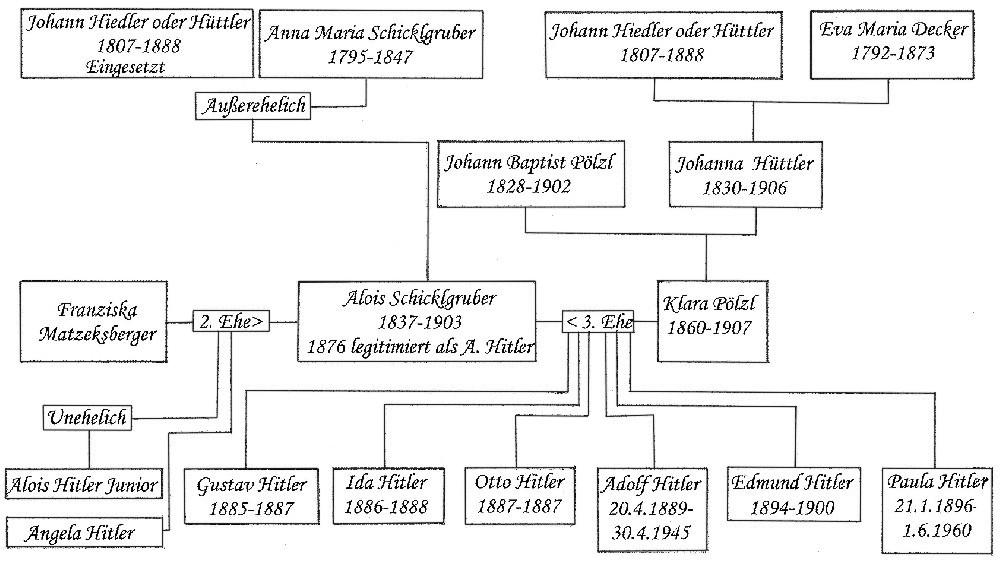
Arbre genealògic de Hitler

El pare d'Adolf Hitler, Alois Hitler, nasqué el 1837 com a fill il·legítim de Maria Anna Schicklgruber, de manera que se li donà el nom de sa mare. Cinc anys més tard, Maria Anna es casà amb el moliner Johann Georh Hiedler, que probablement també era el pare biològic d'Alois. El 23 de novembre del 1876, el cognom d'Alois Schicklgruber fou canviat a Hitler pel sacerdot de Döllersheim, després que Hitler l'hagués fet modificar pel notari Penkner de Weitra més aviat el dia anterior. Així doncs, el cognom Hitler no era un error d'ortografia sinó una escriptura poc comuna d'un cognom que també es podia escriure Hütler, Hüttler, Hüetler, Hüettler, Hiedler, Hietler o Hitler. Més endavant, el seu fill Adolf mencionaria al seu llibre Mein Kampf (La meva lluita) que aquest canvi de nom era l'únic motiu que tenia per estar agraït al seu pare: «després de tot, "Heil, Hitler" sonava molt millor que "Heil Schicklgruber!"». La mare d'Adolf Hitler s'anomenava Klara Pölzl i era vint-i-tres anys més jove que el seu marit (va nàixer el 1860). Adolf Hitler tenia un lligam estret amb la seva mare però tenia conflictes constants amb el seu pare.

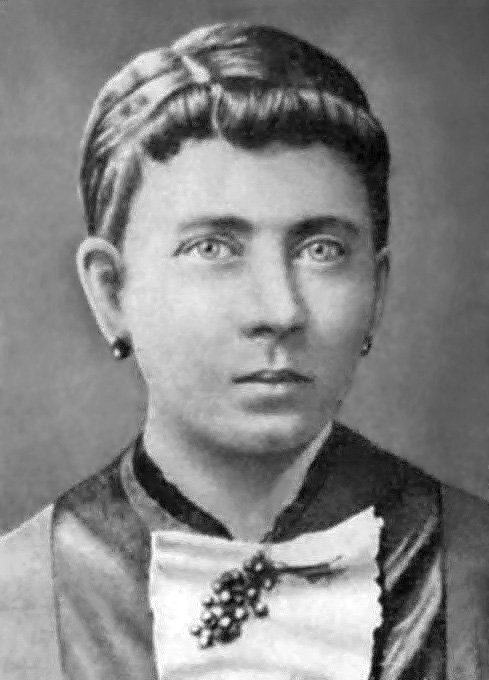
Mare d'Adolf, Klara, aquest l'estimava i admirava profundament, tot al contrari que al seu pare. Es diu que Hitler comparava Alemanya amb la seva mare i Àustria, antiquada i decadent, amb el seu pare.

Tant de la banda del pare com de la mare, la família d'Adolf Hitler era originària del Waldviertel de l'Imperi Austríac, una regió entre el Danubi i l'actual República Txeca. El nom Hitler derivava probablement de Huttler, que literalment vol dir «el que viu en una cabana».
Johann Georg Hiedler, considerat oficialment l'avi del Führer durant el Tercer Reich, possiblement no era el pare biològic d'Alois. Un altre possible pare d'Alois era el germà de Johann Georg, anomenat Johann Nepomuk Hiedler, que vivia a l'Spital núm. 36 i que fou el que crià Alois quan era un nen. En tots els respectes, Alois Hitler era un Hitler autèntic i no un bastard. La investigació del cromosoma Y permet demostrar si dues persones pertanyen al mateix llinatge masculí/patern, és a dir, si descendeixen d'un avantpassat comú. Les anàlisis de l'ADN dels rebesnets d'Alois Hitler es revelaren idèntiques a les del material genètic dels parents de Hitler de la Baixa Àustria, demostrant irrefutablement que Alois Hitler compartia un avantpassat masculí amb els Hüttler encara vivents del Waldviertel. En altres paraules, això demostrava que Alois Hitler no era un bastard.
Adolf Hitler tenia tres germans, un germanastre, dues germanes i una germanastra, tots ells fills d'Alois Hitler. Els tres germans i una de les germanes moriren a una edat jove:
- Alois Hitler jr. (germanastre), 13 de gener del 1882 - 20 de maig del 1956
- Angela Hitler (germanastra), 28 de juliol del 1883 - 30 d'octubre del 1949
- Gustav Hitler (germà), 10 de maig del 1885 - 8 de desembre del 1887
- Ida Hitler (germana), 23 de setembre del 1886 - 2 de gener del 1888
- Otto Hitler (germà), 1887 - 1887
- Edmund Hitler (germà), 24 de març del 1894 - 28 de febrer del 1900
- Paula Hitler (germana), 21 de gener del 1896 - 1 de juny del 1960

La germana de Hitler, Paula Hitler, dugué una vida reservada i morí a Berchtesgaden. La germanastra de Hitler, Angela Hitler, es casà amb Leo Raubal i tingué (que se sàpiga) un fill i dues filles. La filla més gran d'Angela Hitler, que tenia més o menys el mateix nom però que tenia l'àlies Geli (Angelika (Geli) Raubal), tingué més tard una relació amb Adolf Hitler i el 18 de setembre del 1931 se suïcidà.
El germanastre de Hitler, Alois Hitler jr., esdevingué propietari d'un cafè a Berlín. Se'l descrigué com un amable barman grassonet que no s'assemblava en res al seu germanastre. Alois Visqué amb l'angoixa que el seu cèlebre (i va) germanastre li retirés la llicència a causa de la vergonya. Tanmateix, Adolf i Alois Hitler mantingueren un lligam molt estret.

### Infància

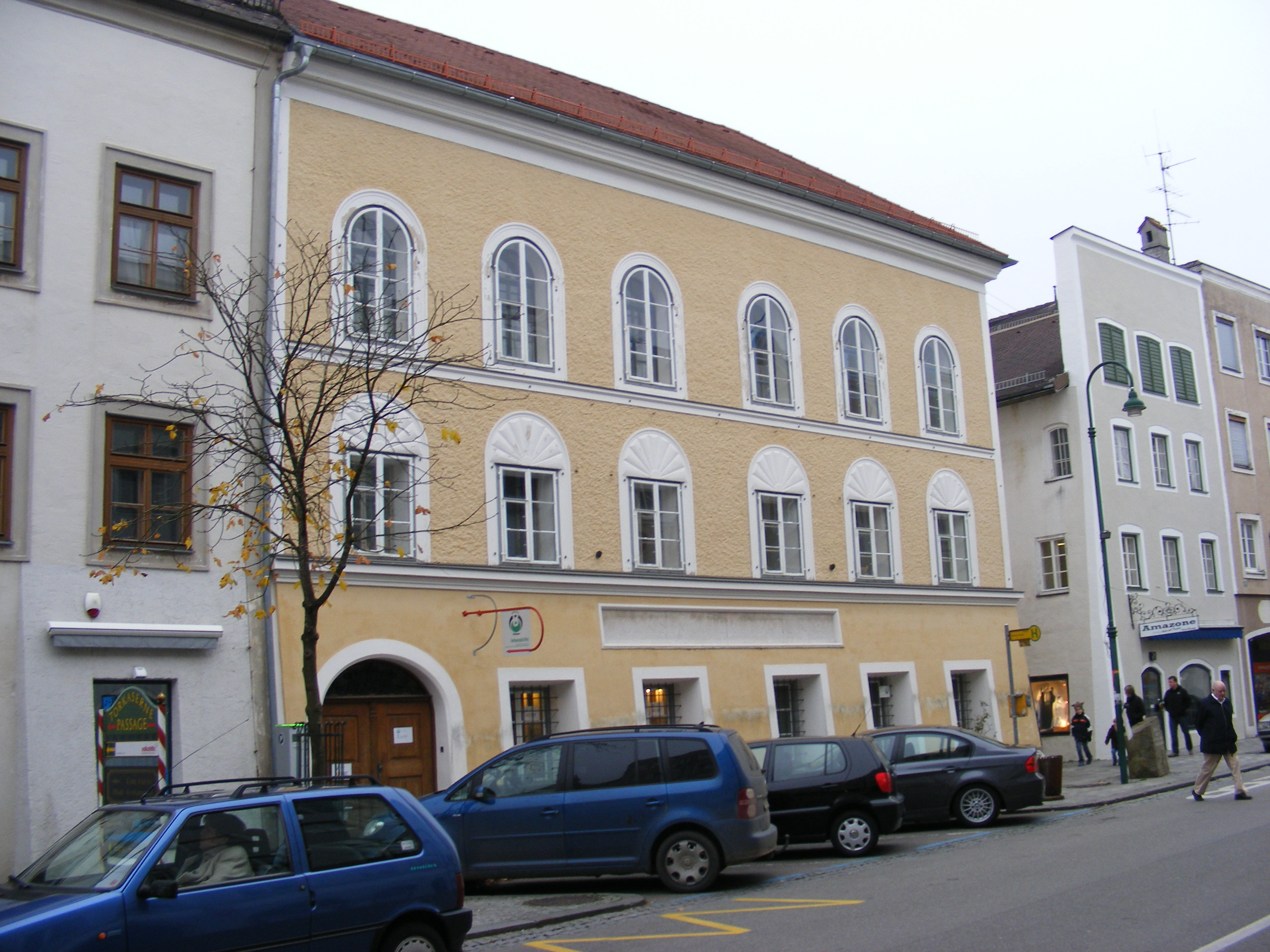
Casa que va veure nàixer Hitler a Braunau am Inn

Adolf Hitler va néixer a Braunau am Inn, un petit llogaret prop de Linz a la província de l'Alta Àustria, no gaire lluny de la frontera alemanya, en el que llavors era l'Imperi Austríac. Nascut en una família de classe mitjana, el seu pare, Alois Hitler, va ser un agent de duanes. La seva mare, Klara Pölzl, va ser la tercera esposa d'Alois. Hitler va ser el tercer fill de la parella. Com els pares de Hitler eren cosins, van haver d'obtenir una dispensa papal per al matrimoni.
El nom Adolf ve de l'antic alemany i significa «llop noble» (Adel = noblesa + wolf = llop). Per aquest motiu un dels sobrenoms de Hitler introduïts per ell mateix fou Wolf o Herr Wolf, va començar a utilitzar aquest sobrenom a principis dels anys 1920 i se li dirigien amb ell només els amics íntims, fins a la caiguda del Tercer Reich. Els noms de diversos dels seus quarters generals dispersos per tot Europa Continental (Wolfsschanze a Prússia Oriental, Wolfsschlucht a França, Werwolf a Ucraïna, etc.) reflecteixen això. Fins i tot Hitler va suggerir a la seva germana Paula que es canviés de nom durant els jocs Olímpics en Garmisch i es mantingués en estricte incògnit sota el cognom Wolff, mantenint el seu nom si volia. Per suggeriment de Paula, es va afegir el qualificatiu de Frau (Senyora) per fer menys sospitós el canvi de nom davant els seus coneguts (fent veure que el canvi de nom fora a causa d'un matrimoni). Hitler era conegut com a Adi per la seva família i parents més propers.
Creient tenir un especial do pel dibuix, Hitler va sol·licitar dos cops l'ingrés a l'Acadèmia de Belles Arts de Viena el 1908
Hitler, de nen, era assotat sovint pel seu pare. Anys més tard li va dir a la seva secretària: «Llavors vaig prendre la decisió de no plorar mai més quan el meu pare em castigava. Uns pocs dies després vaig tenir l'oportunitat de posar a prova la meva voluntat. La meva mare, espantada, es va amagar al davant de la porta. Pel que fa a mi, vaig comptar silenciosament els cops del pal que assotaven el meu darrere ».
La família de Hitler es va mudar sovint, de Braunau am Inn a Passau, Lambach, Leonding i Linz. El jove Hitler va ser un bon estudiant en primària. Però en sisè, en el seu primer any d'ensenyament secundari (Realschule) a Linz (ciutat de la qual sempre n'aprecià el seu conservadorisme), va ser suspès i va haver de repetir curs. Els seus professors van dir que no tenia «desitjos de treballar». No obstant això, va quedar captivat per les lectures pangermanistes del professor Leopold Poetsch, qui va influir notablement en la ment del jove. Tal volta aquesta deixadesa en la seva formació intel·lectual expliqui el seu menyspreu cap en saber acadèmic. A més, tenia una actitud força rebel i violenta envers els seus companys.
A Mein Kampf, Hitler va concloure que el seu baix acompliment en l'educació va ser una rebel·lió contra el seu pare, que volia que el seu fill seguís una carrera com a agent de duanes, en canvi, Hitler volia convertir-se en pintor. Aquesta explicació se sosté encara més per la posterior descripció de Hitler d'ell mateix com un artista incomprès. No obstant això, Alois Hitler desitjava que el seu fill arribés a ser funcionari com ell, ocupació del qual se sentia molt orgullós i al que havia arribat pràcticament sense una base acadèmica. Però al jove Hitler aquest futur no li seduïa en absolut, ja que estava massa allunyat del seu objectiu, les arts. No obstant això, després de la mort d'Alois el 3 de gener de 1903, el treball escolar de Hitler no va millorar. A l'edat de 16 anys, Hitler va abandonar l'educació secundària sense cap títol (els abandonà als catorze anys, un cop el seu pare morí i la mare es despreocupà per la manca de disciplina del jove Adolf).

### Joventut

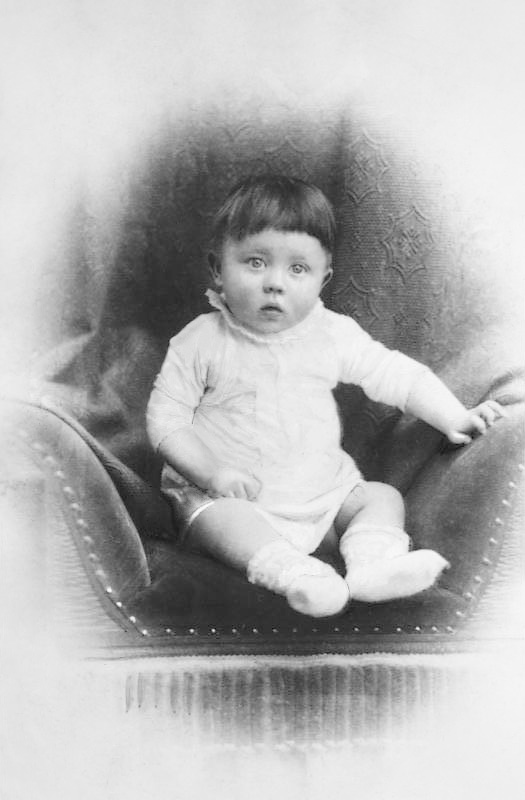
Hitler de petit

En morir el pare, la mare va mudar la família a un apartament modest a Urfahr, un suburbi de Linz. Poc abans de complir els 16 anys, Hitler va caure malalt d'una malaltia pulmonar, que el va obligar a suspendre els seus estudis en la secundària per un any. Un cop recuperat, va ingressar a l'escola estatal a Steyr. El setembre del 1905 va decidir abandonar l'escola, després d'haver estat qualificat positivament en l'assignatura de dibuix i haver-se convençut a si mateix que el seu futur estava en la pintura. Durant tres anys, Hitler va residir a Linz sense buscar treball, moltes vegades en companyia d'August Kubizek, probablement l'únic amic que va tenir en la seva adolescència, segons Hitler, aquests anys serien els «millors anys de la seva vida». Encara que Hitler considerava que el seu futur estava en la pintura o l'arquitectura, era un voraç lector, preferint obres d'història i mitologia alemanya. Amb setze anys, Hitler ja era un fervent nacionalista pangermanista, i avorria als Habsburg i la diversitat ètnica de l'Imperi Austrohongarès.
En complir disset anys, Hitler va viatjar a Viena per primera vegada, quedant-se a la ciutat per dos mesos, gràcies a l'ajuda monetària de parents i la seva mare. Durant la seva estada, va visitar l'Acadèmia de Belles Arts de Viena, on va consultar els requisits per ser admès, per tal d'esdevenir pintor. A l'octubre de 1907 va tornar a Viena i es va presentar la prova d'admissió, però no va ser admès perquè en una Viena on els nous estils avantguardistes eren cada cop més presents, van considerar que la correcció en el seu estil no era suficient. Potser per això, durant el seu pas pel poder es considerà un gran amant de l'art, però rebutjà l'art avantguardista, que ell considerava decadent. A l'any següent ho va intentar de nou, amb pitjors resultats. El rector de l'acadèmia li va aconsellar intentar en el camp de l'arquitectura, però com Hitler no s'havia graduat a l'escola, era molt difícil que fos admès a la respectiva institució d'arquitectura. No obstant això, en aquells anys joves amb «talent excepcional» eren admesos a l'escola d'arquitectura sense diploma de secundària, però es desconeix si Hitler va intentar ingressar-hi mai.
Malgrat el seu fracàs, Hitler va decidir quedar-se a Viena, encara que per uns mesos va traslladar-se a Linz amb la seva mare, que estava agonitzant per causa del càncer de mama. Després de la mort de la seva progenitora, el 21 de desembre de 1907, Hitler va tornar a Viena on, ja amb divuit anys, va viure inicialment tant de la pensió d'orfandat que li fou atorgada com d'una petita herència materna, per posteriorment començar a treballar en tota mena de feines, des d'escombrar la neu dels carrers o carregar maletes a l'estació de trens, fins a obrer de la construcció. No obstant això, els seus problemes econòmics no van acabar, i un any després d'haver arribat a Viena va ser desallotjat del seu apartament i va haver de viure en un miserable hostal, recorrent a menjadors d'indigents per poder aplacar la gana, segons un amic seu, August Kubizek, cada cop es comportava d'una manera més excèntrica. Per 1910 la seva situació econòmica era més estable, i es mantenia exclusivament pintant quadres. Viena, una ciutat cosmopolita, amb molta vitalitat intel·lectual i multicultural, li va ser del tot incomprensible. Encara que en posteriors discursos Hitler afirmaria que Viena era «una perla davant els seus ulls», Baldur von Schirach el contradiria dient que Hitler mai va estimar a Viena i odiava a la seva gent.
No obstant això, la seva estada a Viena va ser molt important. D'acord amb Hitler, el seu antisemitisme es va formar en aquesta ciutat; encara que el seu amic Kubizek ho contradiu, ja que assegura que Hitler ja era un profund antisemita a Linz. D'acord amb el testimoniatge del mateix Hitler a Mein Kampf, les seves idees polítiques i racials van ser formades, o almenys modelades, en aquesta ciutat. Hitler mateix reconeixeria que la ciutat li va ensenyar tot el que havia de saber en la vida:
| « | En aquest període va prendre forma dins de mi una imatge universal i una filosofia que es va convertir en la base de tots els meus actes. A més del que llavors vaig crear, he hagut d'aprendre res, i no he hagut de canviar res. | » |

Però en aquest període sempre es comportà com una persona convencional, conservadora i desarrelada, encara molt afectada per dos fets per a ell molt traumàtics com són la mort de la mare i el rebuig a l'Acadèmia de Belles Arts.

### Primers contactes polítics
El 1913, un cop se sentí fracassat i marginat per la seva família i la societat, anà per primer cop a Múnic, que en aquells anys immediatament anteriors a la I Guerra Mundial era un punt de reunió d'intel·lectuals progressistes vinguts d'arreu d'Alemanya que volien fugir de l'ortodòxia imperial que llavors estava instal·lada a Berlín, probablement per eludir el servei militar al seu país, ja que aparentment no desitjava servir juntament amb eslaus i jueus, tot i que també sempre s'havia sentit atret per la prosperitat i fortalesa que mostrava l'Imperi alemany, en contrast amb el decadent Imperi Austríac. Per la seva banda, Hitler va declarar que va abandonar Àustria, perquè la barreja de races a Viena li causava «repugnància».
En aquesta ciutat començà a mostrar interès per les tesis racistes i pangermanistes d'alguns polítics alemanys com per exemple Guido von List, Lanz von Liebenfels, Karl Luger i George Schönerer. Fou allà on es començà a convèncer de la necessitat d'acabar amb la socialdemocràcia utilitzant els seus mecanismes d'agitació de masses i de l'extermini d'altres ètnies considerades inferiors, com per exemple la jueva i l'eslava. Tanmateix, tant durant aquesta etapa com durant l'estada a Viena mantingué relacions amb famílies jueves, el que fan pensar que el seu pensament ideològic no es consolidà fins a la fi de la I Guerra Mundial.
El 1914, va ser localitzat per les autoritats austríaques, que li van exigir que tornés al seu país natal per a l'examen mèdic. Hitler va viatjar llavors a Salzburg, on va ser examinat el 5 de febrer, però va ser declarat «no apte» per prestar servei militar.

### Primera Guerra Mundial

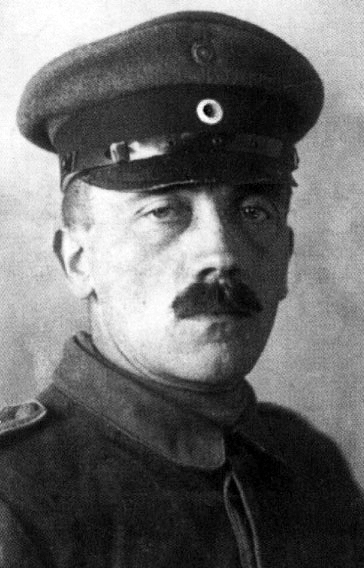
Durant la Primera Guerra Mundial, com a soldat, entre 1914 i 1919

El 28 de juliol de 1914 va esclatar la Primera Guerra Mundial, una setmana després, Hitler es va presentar com a voluntari a l'exèrcit alemany, sent assignat a un regiment bavarès. L'inici de la guerra va ocasionar gran entusiasme en el jove Hitler, qui va pensar que havia arribat una oportunitat per canviar la seva vida:
| « | No estic avergonyit de dir que, arrossegat pel meu entusiasme, em vaig agenollar i vaig agrair al Cel des del fons del meu cor... per haver-me permès viure en aquest temps. | » |

Després de menys de tres mesos d'entrenament, Hitler va ser enviat al front occidental. Va servir a França i Bèlgica, com a missatger de la 1a Companyia del 16è Regiment d'Infanteria Bavarès de Reserva, sent exposat al foc enemic. Va participar en la primera batalla d'Ieper, on la seva unitat va ser delmada en quatre dies. En finalitzar la batalla, dels 3.500 soldats inicials, solament 600 podien seguir combatent.
Posteriorment, els seus oponents polítics l'acusarien de ser un covard, però les proves els contradiuen. L'octubre de 1916, al nord de França, Hitler va ser ferit a la cama, tornant al front el març de 1917, ascendit al rang de Caporal. No obstant això, no va ser promogut més enllà d'aquest grau, ja que els seus superiors van considerar que Hitler no posseïa dots de comandament. Hitler va ser condecorat dues vegades: va rebre la Creu de Ferro de 2a classe el 2 de desembre de 1914, i la Creu de Ferro de 1a classe el 4 d'agost de 1918. Aquest honor era rares vegades atorgat a un soldat de tan baixa graduació. D'acord amb diversos testimonis, Hitler va guanyar la seva última Creu de Ferro en haver capturat sense ajuda a quinze soldats enemics, encara que els registres militars no especifiquen la raó d'aquesta condecoració.
Hitler era considerat com un soldat «correcte», però, segons s'informa, era impopular entre els seus companys a causa d'una actitud poc crítica cap als superiors. «Respectar al superior, no contradir a ningú, obeir a cegues», va dir, descrivint la seva actitud mentre era enjudiciat pel putsch de Múnic el 1923. Un dels seus camarades va comentar:
| « | El maleíem i el trobàvem intolerable. Hi havia un corb entre nosaltres que no volia seguir el corrent quan criticàvem la guerra. | » |

En efecte, Hitler mai es queixava de la brutícia del front i mai va demanar un permís per abandonar-lo, encara que va poder sortir quan va estar recuperant de la ferida a la cama en un hospital a Berlín. Quan va tornar, va començar a pronosticar repetidament que Alemanya perdria la guerra per causa dels jueus i els marxistes, als quals va acusar de robar a la nació i no prestar servei militar. En l'aspecte personal, Hitler mai rebia cartes o presents d'amics o familiars, i no acompanyava els soldats quan parlaven de dones. Durant la guerra, també va aprofitar l'oportunitat per dibuixar algunes historietes i dibuixos d'instrucció per al rotatiu de l'exèrcit.
El 13 d'octubre de 1918, poc abans del final de guerra, Hitler va quedar atrapat en un atac de gas verinós britànic, a prop d'Ypres. Va ser traslladat a un hospital de campanya, on va quedar temporalment cec per causa dels gasos tòxics. El 10 de novembre es trobava parcialment recuperat en un hospital militar al nord-est de Berlín, quan va ser informat que la monarquia havia estat deposada i que s'havia proclamat la República de Weimar. Quan va saber que l'endemà anaven a signar un armistici i que la guerra s'havia perdut, Hitler va quedar cec de nou.

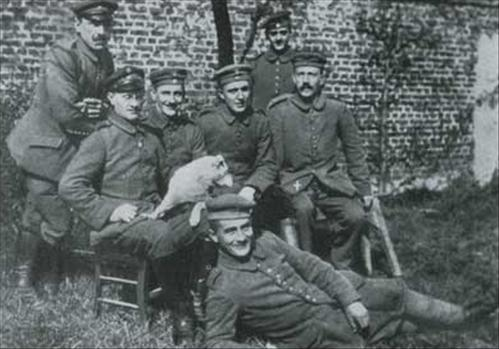
Hitler (assegut a la dreta) amb companys de l'exèrcit, fotografia presa durant la Guerra.

Una investigació de Bernhard Horstmann indica que la seva ceguesa temporal va poder haver estat resultat d'una reacció histèrica a la derrota alemanya. Hitler va expressar metafòricament que durant aquella experiència, en llevar-se la bena que cobria els seus ulls, va ser quan va descobrir que l'objectiu de la seva vida era aconseguir la salvació d'Alemanya. Mentrestant, va ser tractat per un metge militar i un especialista en psiquiatria, que, segons s'informa, va sentencià d'ell que era «incompetent per comandar gent» i «perillosament psicòtic». El seu comandant va declarar: «Mai promouré a aquest histèric!». No obstant això, l'historiador Sebastian Haffner, referint-se a l'experiència de Hitler en el front, suggereix que almenys va tenir algun tipus d'entesa amb els militars.
El Tractat de Versalles va imposar reparacions immenses de guerra i altres sancions econòmicament molt perjudicials per al país, declarant a Alemanya culpable dels horrors de la Primera Guerra Mundial. Durant la negociació del document van sorgir controvèrsies entre l'afany pacificador de Woodrow Wilson, president dels Estats Units i el revengisme del premier francès, Georges Clemenceau. La reconciliació mai va estar dins dels objectius del Regne Unit i França perquè, des de mitjan segle xix, Alemanya havia rivalitzat amb aquestes dues potències per l'hegemonia d'Europa i el control sobre els territoris colonials a Àfrica i Àsia. El tractat va ser considerat pels alemanys com una humiliació i va ser un important factor en la creació de les reivindicacions polítiques i territorials demandades per Hitler i el seu Partit Nacionalsocialista en arribar al poder.
La derrota alemanya al novembre de 1918 el va impactar en gran manera, perquè en la creença popular alemanya l'exèrcit alemany romania invicte. Com molts altres nacionalistes alemanys, Hitler va culpar als socialdemòcrates («els criminals de novembre») per l'armistici. Una explicació estesa per la dreta conservadora sobre la causa de la derrota va ser la Dolchstoßlegende («llegenda de la punyalada per l'esquena»), que pretenia argumentar que a esquena de l'exèrcit els polítics socialistes i marxistes havien traït i «apunyalat» per l'esquena als alemanys i als seus soldats.

## Inicis dintre l'NSDAP
Encara que el final l'havia convençut per entrar al món de la política, Hitler no comptava ni amb diners ni amics ni amb familiars amb contactes, estudis universitaris o experiència política; i va decidir continuar a l'Exèrcit. Va viatjar a Múnic per reintegrar al seu batalló, però allí va descobrir que s'havia proclamat una república soviètica bavaresa i que la seva unitat estava sota el control dels socialistes, per la qual cosa va demanar ser transferit a un altre destí. El crucial primer hivern de la República de Weimar, Hitler la va passar treballant com un guàrdia en un camp de presoners de guerra prop d'Àustria.
Va tornar a Múnic la primavera de 1919; poc després d'arribar el govern soviètic, enderrocat per l'Exèrcit alemany i grups paramilitars conservadors, Hitler va rebre llavors el seu primer treball polític. La seva missió consistia a investigar als membres de la seva unitat que havien col·laborat amb el govern soviètic. El seu treball va ser apreciat pels seus superiors, els qui el van emprar a temps complet, assignat al Departament polític d'assumptes de premsa de l'Exèrcit, a nivell distrital. D'aquesta manera, Hitler es va convertir en un espia militar, investigant als molts grups socialistes que estaven naixent a tota Alemanya. També va participar com a oficial educador en el «pensament nacional», uns cursos organitzats pel Departament d'Educació i Propaganda del grup bavarès de la Reichswehr. La principal tasca de Hitler era erradicar «idees perilloses», com la democràcia, el socialisme i el pacifisme. Un objectiu clau d'aquest grup era crear un «cap de turc» per justificar la derrota alemanya. Els caps de turc van ser trobats en el Judaisme Internacional, els comunistes i els polítics liberals, especialment els membres de la coalició de Weimar, que eren considerats com els «criminals de novembre».
El juliol de 1919, Hitler va ser designat V-Mann (Verbindungsmann, terme alemany per a un espia de la policia) del Comando d'Intel·ligència (Aufklärungskommando) de l'Exèrcit, amb l'objectiu d'atreure altres soldats d'idees similars. Al setembre, li van ordenar que investigués un petit partit anomenat Partit Obrer Alemany (DAP). Encara que aquest partit era nacionalista, els superiors de Hitler desconeixien aquest fet, i sospitaven que podia ser un partit de caràcter socialista o comunista.
Hitler va assistir llavors a una reunió del DAP, però, quan un dels presents va suggerir separar Baviera d'Alemanya i unificar-la amb Àustria, Hitler va pronunciar un discurs que va cridar l'atenció d'Anton Drexler, principal dirigent del partit. Hitler va ser acceptat en el partit, que ja comptava amb la filiació de Dietrich Eckart i Ernst Röhm.

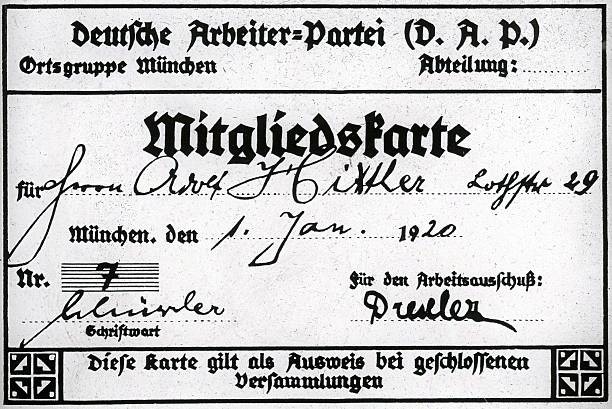
Carnet de Hitler com a membre del DAP

Des d'aquell moment, la figura de Hitler va anar cobrant més i més protagonisme, participant a temps complet en les activitats del partit i perfilant amb nitidesa la nova ideologia.
El 1920, va prendre el control de la maquinària de propaganda, i el 24 de febrer va celebrar una reunió d'importància, amb sis mil assistents. Per fer pública la reunió, va enviar dos camions de partidaris del Partit amb esvàstiques, per causar commoció i distribuir pamflets, va ser la primera feina de la tàctica de terror que faria famós al moviment nazi.
L'1 d'abril de 1920, el Partit Obrer Alemany va canviar el seu nom a Partit Nacionalsocialista Obrer Alemany, més conegut com a Partit Nazi; aquell mateix dia Hitler va abandonar l'Exèrcit. Poc després va organitzar esquadrons de veterans de guerra, liderats per Emil Maurice, perquè mantinguessin l'ordre en les reunions del Partit, i expulsessin als qui no estiguessin d'acord amb els oradors. El 5 d'octubre de 1921, aquests esquadrons van ser organitzats sota el nom de Sturmabteilung, més conegudes com les SA o els camises marrons, pel color dels seus uniformes. Molt aviat, les SA, sota el comandament inicial de Johann Ulrich Klintzich, van deixar de limitar-se al seu rol de mantenir l'ordre i van començar a atacar els grups polítics opositors i als jueus, la qual cosa va acabar convertint-se en la seva activitat principal. A la primavera de 1920, Hitler pren com a emblemes la creu gammada i la salutació del feixisme italià del braç en alt.
El 1921 era considerat com a gran orador i va començar a assumir el control de partit, en aquell any Hitler va conèixer a Rudolf Hess, Hermann Göring, Ernst Hanfstaengl i Alfred Rosenberg, qui juntament amb Eckart, el van introduir a cercles socials més alts, dels quals va poder obtenir generoses donacions per al naixent partit.
Encoratjat pel ràpid creixement, Hitler va començar a idear la presa del poder. No obstant això, el seu partit no era encara la principal força política a Baviera, i era desconegut fora d'aquest estat, per la qual cosa Hitler va concloure que necessitava el suport de les forces polítiques i les guarnicions militars bavareses per aconseguir aquest objectiu. Influenciat per la marxa sobre Roma de Benito Mussolini, Hitler va idear una marxa similar cap a Berlín, amb la qual doblegaria al govern nacional fàcilment.
A la fi de 1922, comptava ja amb una petita i cr
eixent banda de seguidors fanàtics, inspirada per la «Marxa sobre Roma» de Mussolini, que va començar a veure en ell el desig d'un líder nacional heroic. En aquest sentit, un llibre publicat aquell any es referia a Hitler explicant que:
| « | El secret de la seva personalitat resideix en el fet que el que jeia adormit en el més profund de l'ànima del poble alemany ha cobrat vida en ell [...]. I això és el que ha aparegut en Adolf Hitler: la viva encarnació de l'anhel de la nació. | » |

### Putsch de Múnic

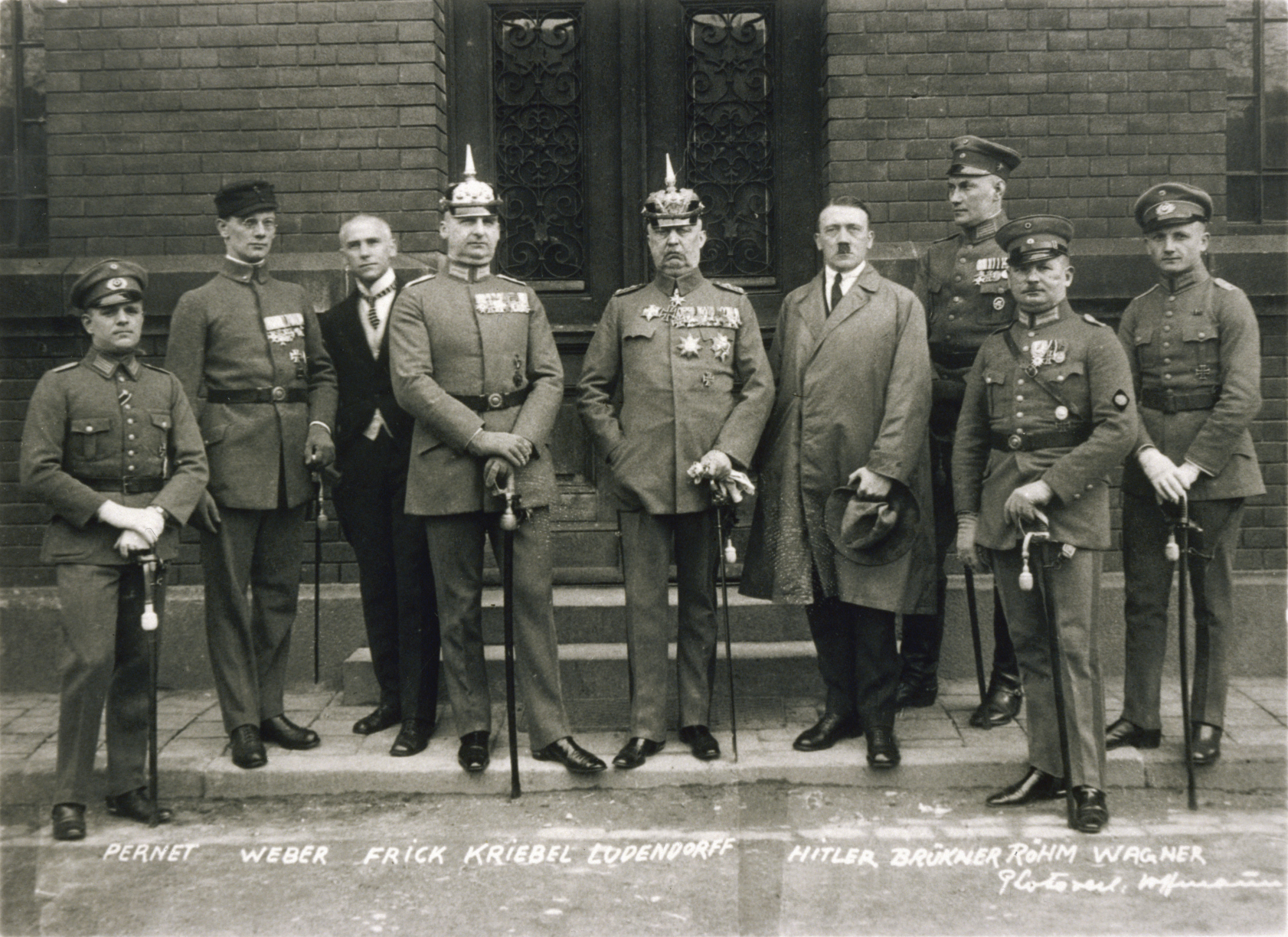
Hitler amb alguns dels responsables del Putsch durant el seu judici

El gener de 1923, després que el govern alemany es retardés en el pagament de les reparacions de guerra a França, aquesta nació va procedir a ocupar la regió industrial del Ruhr, devastant l'economia germànica. El govern va cridar llavors a la resistència no violenta contra França, però al setembre era obvi que aquesta estratègia no estava generant resultats. El 26 de setembre, el Canceller alemany Gustav Stresemann va decidir reiniciar els pagaments a França, i cancel·lar l'estratègia de resistència. Stresemann va preveure que els nacionalistes i els comunistes iniciarien tota classe de protestes i disturbis davant aquestes impopulars mesures, de manera que va declarar l'estat d'emergència aquest matell dia. D'aquesta manera, el comandant de l'Exèrcit, el general Hans von Seeckt, es va convertir en la principal autoritat de la República. Hitler va veure aquest període d'inestabilitat política com l'oportunitat per emular la «Marxa sobre Roma».
No obstant això, el tradicionalment autònom estat bavarès no estava disposat a acceptar l'autoritat centralista del General von Seeckt. Aquell mateix dia, el govern regional va proclamar el seu propi estat d'emergència i va col·locar a Gustav von Kahr al comandament de Baviera. El govern nacional va reaccionar exigint l'arrest de diversos líders nacionalistes i, a més, va reclamar la supressió del principal rotatiu nazi, el Völkischer Beobachter. Quan l'Exèrcit bavarès va refusar obeir al seu comandant en Cap, el General von Seeckt va amenaçar d'utilitzar la força contra Baviera. Hitler es va adonar llavors que la situació regional solament podria empitjorar per a ell, ja que, probablement, el govern de Stresemann aconseguiria estabilitzar la situació. Quan Kahr es va negar a discutir la situació amb Hitler i els seus aliats, aquest últim va sospitar que el govern de Baviera anava a capitular davant el govern de Berlín, o pitjor encara, anava a declarar la independència de Baviera.

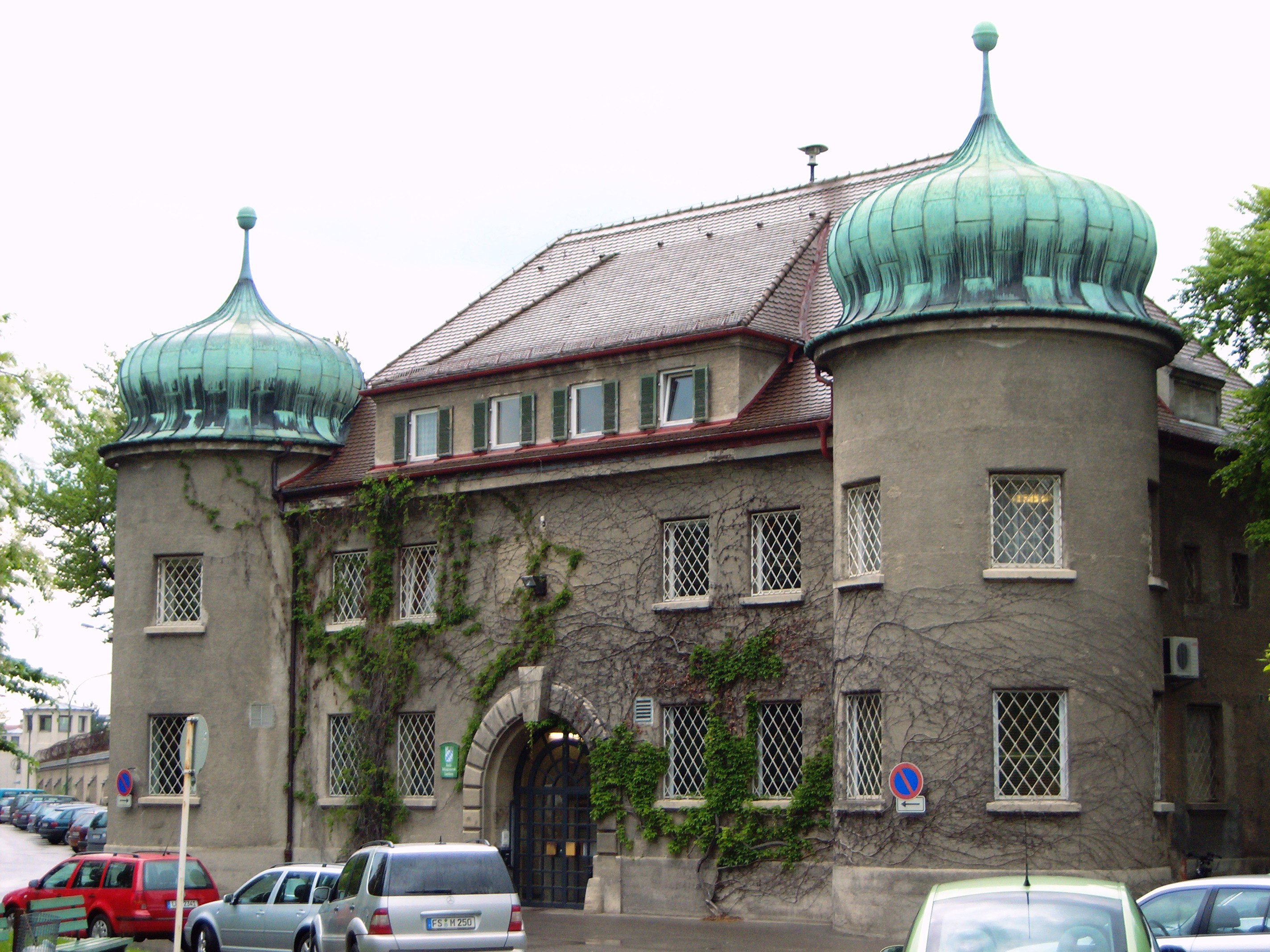
Landsberg, fortalesa on Hitler passà nou mesos de condemna

En la nit del 8 de novembre de 1923, Hitler i les SA van irrompre en una reunió pública liderada per Kahr a la Bürgerbräukeller, una cerveseria als afores de Múnic. Hitler va proclamar una revolució i va anunciar les seves intencions de formar un nou govern, al costat de Ludendorff, qui no estava assabentat del cop, Abans d'iniciar la seva «Marxa sobre Berlín», que enderrocaria al govern nacional, Hitler va reclamar l'ajuda de Kahr i de les forces militars locals. Aquest últim va fingir ajudar a Hitler, però, gràcies a la ingenuïtat de Ludendorff, va escapar així que va poder i va reprendre el control regional. A l'alba del 9 de novembre, l'Exèrcit i la policia bavaresa estaven prenent posicions contra els colpistes; Ernst Röhm i les seves tropes nazis es trobaven envoltats en el Ministeri de Guerra bavarès, i Hitler va decidir marxar juntament amb Ludendorff per alliberar-los. L'ancià comandant alemany havia convençut a Hitler que els soldats i la policia no dispararien contra ell, i que s'unirien a la seva causa. No obstant això, la policia no es va replegar davant Ludendorff i es va iniciar un tiroteig. Setze membres del NSDAP van morir durant la topada, però Hitler va escapar únicament amb una espatlla dislocada.
Hitler es va amagar a la casa d'Ernst Hanfstaengl, i va pensar en el suïcidi. Va ser arrestat dos dies més tard, acusat d'alta traïció. Alfred Rosenberg es va convertir temporalment en el líder del partit. Segons Joachim Fest, aquesta subversió fracassada va marcar una de les grans fites en la vida de Hitler, ja que amb ella hauria finalitzat el seu aprenentatge i hauria donat pas a la seva veritable entrada a la política.

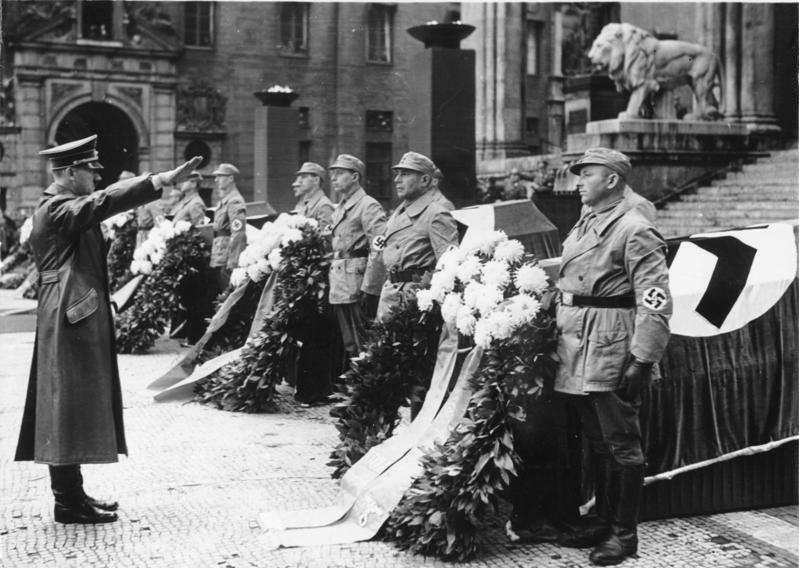
Hitler saluda la tomba dels setze morts del Putsch

El seu judici, va atreure atenció internacional, i li va proporcionar una plataforma política per anunciar el seu moviment. Durant el seu judici, que es va iniciar el 26 de febrer de 1924, Hitler va rebre temps gairebé il·limitat per a parlar, cosa que va fer que la seva popularitat creixés a causa del seu poderós i convincent discurs nacionalista. A diferència dels participants del cop de Kapp, Hitler va assumir la responsabilitat de l'intent colpista, però va negar haver comès cap crim:
| «                                       | Només jo carrego amb la responsabilitat. Però no per això sóc un criminal. Si avui em presento aquí com un revolucionari, és com un revolucionari en contra de la revolució. No hi ha alta traïció contra els traïdors de 1918. | » |
| — Hitler, durant el seu judici el 1924. | |   |

L'1 d'abril de 1924, Hitler va ser sentenciat a 5 anys de presó a la fortalesa de Landsberg, encara que la Constitució estipulava cadena perpètua contra crims d'aquest tipus. Hitler va rebre un tracte privilegiat dels guàrdies i va poder rebre cartes i visites dels seus admiradors. Va ser absolt i alliberat el 20 de desembre d'aquell mateix any, com a part d'una amnistia massiva cap a presoners polítics. En total havia passat nou mesos a la fortalesa d'entre tota la condemna.

### Mein Kampf

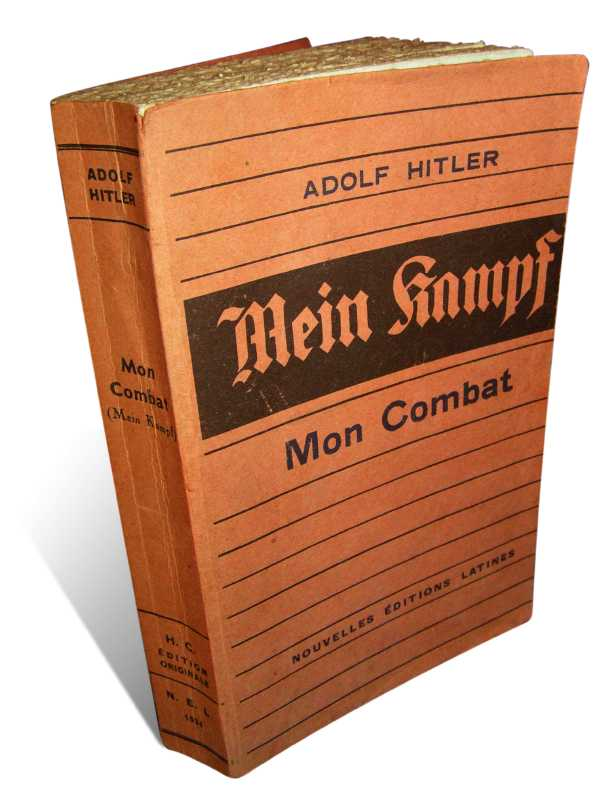
Edició francesa de Mein Kampf, 1934.

La seva detenció a Landsberg fou considerada per Hitler com «la universitat a costa de l'Estat», li va permetre llegir les obres de Nietzsche, Chamberlain, Ranke, Treitschke, i les memòries de Bismarck i dels generals i homes i d'estat alemanys.
Hitler va dictar a la presó de Landsberg, la major part del volum de Mein Kampf (traduït al català La meva lluita, originalment titulat Quatre anys i mig de lluita contra mentides, estupidesa i covardia) al seu adjunt Rudolf Hess. El llibre, dedicat als membres de la societat Thule, fundada per Dietrich Eckart, va ser una autobiografia i una exposició de la seva ideologia. Mein Kampf, va ser publicat en dos volums el 1925 i 1926, venent prop de 240.000 còpies entre 1925 i 1934. Al final de la guerra, al voltant de 10 milions de còpies s'havien venut o distribuït. Els drets d'autor de Mein Kampf a Europa estan sota la tutela de l'Estat Lliure de Baviera i finalitzarà el 31 de desembre de 2015 deixarà de ser-ho, context en què algun familiar podria reclamar els seus drets. A Alemanya, les edicions de Mein Kampf es troben disponibles únicament per als estudis acadèmics.
A més del seu odi a la democràcia occidental que trobava decadent i «enemiga mortal del poble alemany», com el socialisme i el «bolxevisme jueu», la seva doctrina es basa en la seva convicció sobre la base de la pseudociència de la lluita darwiniana entre les diferents «races» inherentment desiguals. A la part superior d'una piràmide hi seria la raça alemanya, o la «raça superior», de vegades anomenat la «raça nòrdica» i, de vegades «raça ària» i els representants més destacats d'aquesta serien els homes rossos amb ulls blaus. La raça superior ha de ser «purificada» ell deia, de tots els elements estrangers, «no alemanys, jueus, homosexuals o malalts», i han de dominar el món per la força bruta.

### Reorganització de l'NSDAP
Hitler va sortir de la presó el 19 de desembre de 1924. El seu moviment revolucionari probablement estava al punt més baix, el Partit Nazi i els seus òrgans mediàtics havien estat prohibits, a més, Hitler tenia prohibit parlar en públic i el govern regional estava recomanant que fos extradit a Austria. Durant la seva absència, Gregor Strasser i Erich Ludendorff van liderar el moviment nazi, i es van anar distanciant d'ell.
En l'aspecte nacional, la inestabilitat política i econòmica que havien contribuït al ràpid creixement del Partit Nazi estaven quedant en el passat. La hiperinflació i els forts pagaments d'indemnització havien estat esmorteïts, i els francesos havien acceptat sortir de la Renània. Encara que gràcies al seu fallit cop Hitler va arribar a tenir certa prominència nacional, el puntal del seu partit va seguir sent Múnic i en els mesos següents el suport popular va començar a minvar. En les eleccions parlamentàries de desembre, els nazis, que van participar-hi sota el nom de «Moviment Nacionalsocialista de Llibertat», van perdre la meitat dels seus votants, en contrast, els socialdemòcrates estaven recuperant els vots perduts. Els nazis continuarien en decadència fins a 1929, mentrestant, Hitler va haver de seguir organitzant el partit i lluitant per mantenir el lideratge d'aquest.
Encara que molts dels seus col·legues creien que estava acabat, Hitler va sortir de presó amb una visió messiànica del seu paper en la història, i va assegurar que els bons temps de la República no durarien. Al cap de pocs dies va demanar una entrevista amb el Dr. Heinrich Held, Primer Ministre bavarès, i després de prometre bona conducta, va aconseguir que legalitzés el Partit Nazi de nou. Al diari nazi Voelkischer Beobachter també se li va permetre circular de nou. Creient en les promeses de Hitler, el Dr. Held li va dir al seu ministre de Justícia: 
| « | La fera està controlada. Podem permetre'ns afluixar la cadena. | » |

En el primer discurs després de la presó no va poder contenir-se. Aviat va començar a qualificar a l'Estat, als jueus i als marxistes de ser «l'enemic», i els va amenaçar de mort. Immediatament l'Estat bavarès li va prohibir donar discursos per dos anys. Des de llavors, la major part del seu temps la va passar en Obersalzberg, on va continuar escrivint Mein Kampf. Temorós de ser deportat en qualsevol moment, el 7 d'abril de 1925, va renunciar a la seva ciutadania austríaca, i es convertí efectivament en un home sense nacionalitat, ja que el govern bavarès es negava a concedir-li l'alemanya.
Encara que Hitler seguia sent un autoritari, les seves promeses d'adherir-se a la Constitució eren parcialment certes. No obstant això, el futur Canceller no havia canviat la seva ideologia, sinó més la seva estratègia. Havent fracassat en enderrocar la República amb un cop d'Estat, ara perseguia la «estratègia de la legalitat»; això significava adherir-se a les normes de la Constitució de Weimar per poder ascendir al poder legalment. Alguns membres del partit, sobretot els líders de les «camises marrons», es van oposar a aquesta estratègia; Röhm la va arribar a ridiculitzar, i va li adjudicar a Hitler el malnom Adolphe Legalitas (Adolf el legal). D'aquesta manera, Hitler ara es recolzaria en la democràcia i les eleccions per accedir al poder, i després el destruiria:
| « | En lloc de treballar per aconseguir el poder a través d'un cop d'estat, hem de tapar-nos els nassos i entrar al Parlament com a oposició als diputats Democratacristians i marxistes. Si, superar-los en vots porta més temps que superar-los en trets, almenys el resultat serà garantit per la seva pròpia constitució (...) Tard o d'hora aconseguirem la majoria, i després d'això a Alemanya. | » |

Sense poder utilitzar els seus dons d'oratòria, Hitler va començar llavors a treballar com a propagandista i organitzador. Va ser en aquells anys que va organitzar el Partit Nazi a escala nacional, i va començar a crear agrupacions de tota classe dins d'aquest. Aviat es van crear les Joventuts Hitlerianes i la Lliga de Noies Alemanyes, i es van establir organitzacions a Àustria, Txecoslovàquia, el Sarre i la Ciutat Lliure de Danzig. Es van establir les SS com una subdivisió de les SA; els seus membres havien de fer un jurament de lleialtat especial cap a Hitler i aviat es van distingir per ser més fiables que les rudes «camises marrons». Hitler es va col·locar al capdavant de la jerarquia nazi, sota el títol de «Suprem Líder del Partit i de les SA, President de l'Organització Nacionalsocialista Alemanya dels Treballadors». A més, va crear el «Directorat del Reich», compost pels principals jerarques nazis. Un dels objectius de crear aquesta estructura tan vasta i complexa era la formació d'«un Estat dins d'un Estat». D'aquesta manera, quan els nazis finalment arribessin al poder, Hitler podria destruir l'estructura republicana en poc temps, i la reemplaçaria per l'estructura del seu Partit.
El 22 de novembre de 1925, Strasser va impartir una conferència a Hannover, on va recolzar l'expropiació de béns de la noblesa deposada, mesura que aviat seria consultada en un plebiscit. D'aquesta manera, l'organització nazi del nord, la Arbeitsgemeinschaft der Gauleiter Nord-West, es va unir al costat dels marxistes en la campanya electoral. Hitler contraatacà el 14 de febrer de 1926, organitzant una conferència a Bamberg, on va obligar a Strasser i Goebbels a retractar-se del seu programa. Per complicar la posició de Strasser, Goebbels va abandonar la seva causa uns dies després i es va unir a Hitler. No obstant això, aquest no seria la fi de l'enemistat entre Hitler i Strasser.
Després d'aquesta trobada, el partit de Hitler queda encara més centralitzat, i l'anomenat Führerprinzip («principi del líder») va quedar finalment arrelat en l'organització partidària. Sota aquest sistema, els dirigents no serien triats pel seu grup, sinó més aviat designats pels seus superiors, i és delegada la completa responsabilitat davant ells, alhora que exigirien la mateixa obediència incondicional als seus subordinats. D'acord amb Hitler, tot el poder i l'autoritat havia de ser delegada de dalt a baix.

## Finançament a Hitler

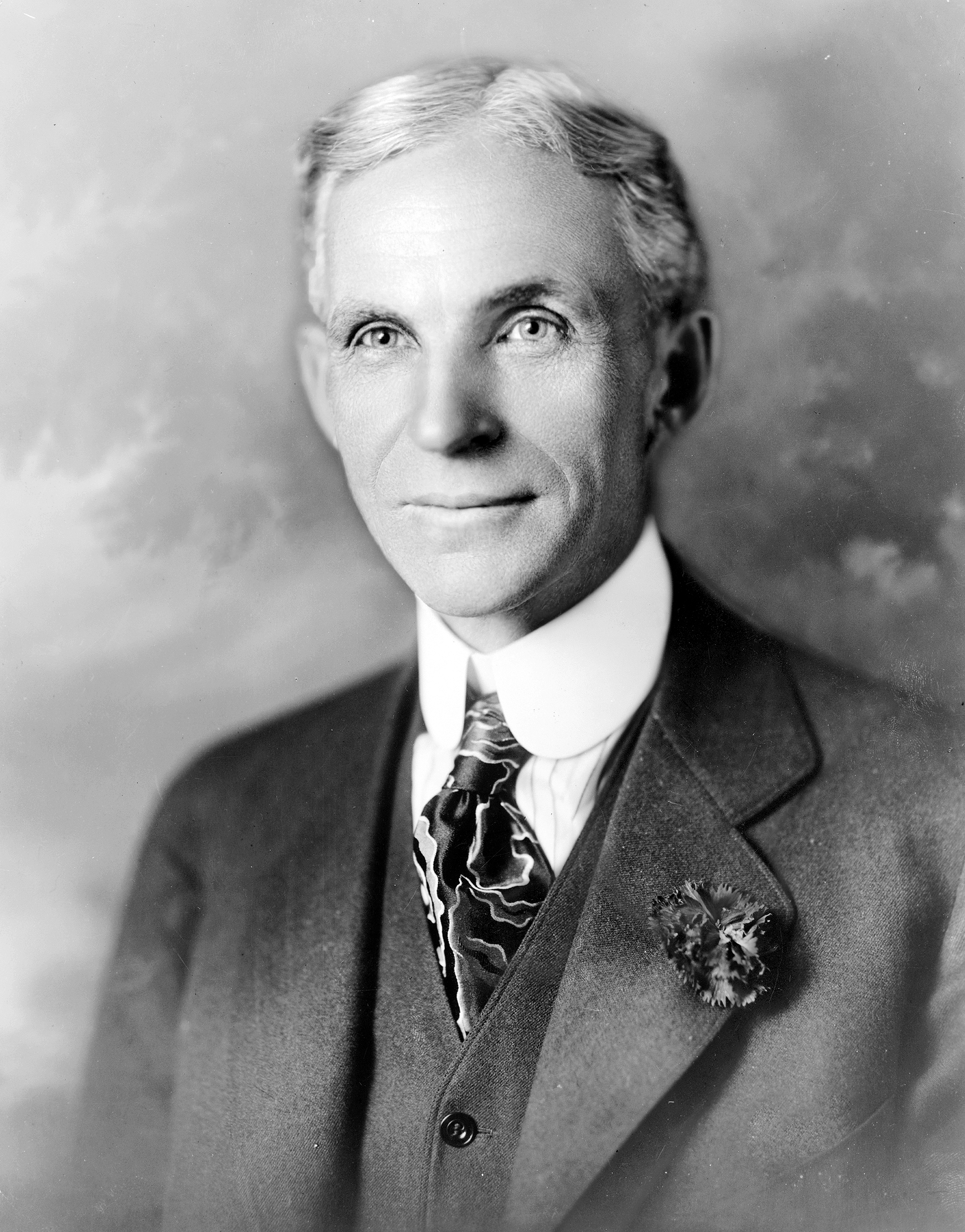
Ford, un dels més fervents defensors de Hitler als EUA

Cal destacar que una gran part de les grans empreses i societats dels Estats Units van col·laborar econòmicament amb Hitler,
abans i després del començament de la Guerra: empreses com Ford i General Motors, Du Pont, Union Carbide, Westinghouse, General
Electric, Goodrich, Singer, Kodak, ITT, IBM, JP Morgan, etc.
Per exemple, Esso proporcionava gasolina, Ford i General Motors els camions militars. IBM proporcionava els elements materials per al fitxatge dels presoners en els camps d'extermini.
Els tribunals suïssos van dictaminar el 2009 que IBM no hauria de respondre a les acusacions d'haver ajudat els nazis a exterminar milions de persones en els camps de concentració, no perquè les acusacions fossin falses, sinó perquè eren antigues. L'associació Gypsy International Recognition and Compensation Action (GIRCA) va dir que apel·laria a Ginebra la decisió de la cort suïssa.
Els capitalistes nord-americans també van invertir diners en la indústria de guerra i d'armament de l'Alemanya nazi i van seguir rebent beneficis durant la guerra. Tots ells obtenien enormes beneficis a través de les seves filials alemanyes.
Els banquers s'enriquien amb els préstecs a Gran Bretanya a la que empenyien a abandonar les seves colònies a la vegada que col·laboraven amb els nazis. Per exemple, l'avi de George W. Bush finançava a Hitler a través de la filial americana del banc alemany de Thyssen, la UBC, que era dirigida per Prescott Bush.
Després de la invasió alemanya de Polònia el 1939, la Standard Oil va prometre mantenir la seva unió amb la IGFarben fins i tot si els EUA entraven en guerra, com va demostrar el comitè investigador del senador Harry Truman.
El director de l'Standard a Alemanya va reconèixer després de la guerra que alguns fons de la Standard Oil servien per pagar als membres de les SS a Auschwitz.
Una gran part dels empresaris i banquers nord-americans eren pronazis declarats en els anys 30 i 40. Mai van deixar de ser-ho, excepte quan els seus interessos es van veure momentàniament compromesos.
Per altra part alguns dels antics nobles zaristes encara conservaven l'esperança en reinstaurar un govern tsarista a Rússia, i donen enormes sumes de diners al partit nazi, destacant personalitats com Max Erwin Richter, Victoria Feodorowna, Kirill Wladimirowitsch (espòs de l'anterior i pretendent al tron tsarista) o Vasilij Biskupskij.
Els fons dels tsaristes van ser molt alts. Hitler va indicar que Richter seria insubstituïble. Richter també va arreglar trobades de Hitler amb Thyssen. El 1939 Biskupskij indica l'ajuda de Richter per al partit NSDAP: 500.000 marcs d'or.
Fritz Thyssen va ser un dels homes més rics de la indústria del seu temps. Thyssen va conèixer a Hitler el 1923. per via del general Ludendorff i aquest va indicar que Hitler seria l'única esperança per a Alemanya. Thyssen va resultar tan impressionat de Hitler que ell va donar 100.000 marcs d'or —i això va ser una suma gegant en els temps de la inflació.
Els banquers més rics de Wall Street (per exémple John Pierpont Morgan) s'aprofiten de la inflació de l'any 1923 i instal·len sindicats a Alemanya per a una altra economia de guerra enviant quantitats importants de diners.
De la mateixa manera Hitler va compensar aquestes ajudes amb títols honorífics, a Ford li foren concedides distincions per part del govern Alemany (Ordre de l'àguila), durant el govern de Hitler.

### Els EUA
Els banquers «americans» van ser al mateix temps els directors d'empreses dels cartells alemanys ajudant més tard a Hitler per prendre el poder. La «contribució» del «capitalisme americà» per preparar la presa del poder pel partit NSDAP i preparant les guerres de Hitler va ser «absolutament decisiva».

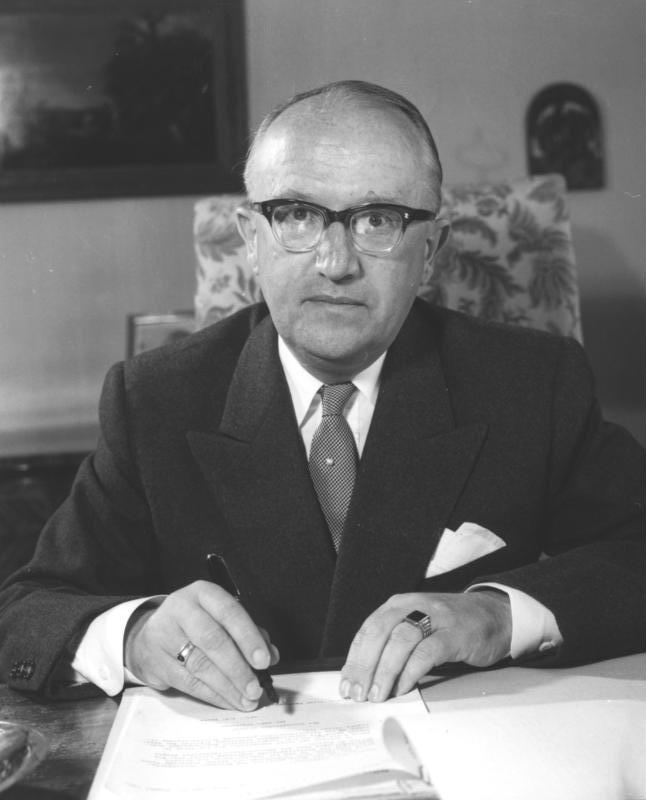
Walter Hallstein

D'altra banda al final de la guerra van ser trets d'Alemanya i acollits secretament als Estats Units des de 1945. Milers de criminals nazis van ser salvats i acollits als EUA. El Departament d'Estat, els serveis d'intel·ligència de l'Exèrcit, la CIA, i les organitzacions que la van precedir, com l'Oficina de Serveis Estratègics (OSS, 1942-1945), la Unitat de Serveis Estratègics (SSU, 1945-1946), i la Central Intelligence Group (CIG, 1946-47), es van encarregar que fossin introduïts en òrgans de govern. Les xifres exactes són desconegudes però es parla de 4.000 nazis i de 1 500 científics nazis. Christopher Simpson, va més lluny afirmant al seu llibre que entre 1948 i 1952 es va fer entrar als Estats Units a uns 10.000 criminals de guerra nazis.
La CIA reconeix en un dels seus documents disponible a la seva pàgina web que «va patrocinar el nou servei d'intel·ligència d'Alemanya Occidental, una organització sota el control dels oficials de l'Estat Major alemany desaparegut».
De la mateixa manera la CIA també va encobrir a altres nazis situats en llocs polítics europeus, per exemple el passat nazi de Hans Globke (que va ajudar a redactar les lleis de l'Holocaust), quan era assessor de seguretat nacional clau per al canceller Konrad Adenauer, va ser ocultat per la CIA que va pressionar a la revista Life, que havia comprat les memòries d'Eichmann a la seva família, per eliminar la referència a Globke abans de la publicació.
O personatges com Walter Hallstein Oberleutnant (Primer Tinent) de la Wehrmacht durant la Segona Guerra Mundial i membre de la Nationalsozialistische Volkswohlfahrt, presoner de guerra durant dos anys per part dels EUA, recordat principalment per esdevenir el primer President de la Comissió Europea l'any 1958.
O Otto Ambros, membre del comitè executiu de la companyia IG farben entre 1938 i 1945, que va supervisar i decidir ubicació i construcció de la fàbrica d'IG Farben al costat del camp d'Auschwitz, on es produïen productes químics amb finalitats criminals per als camps veïns (com el Zyklon B utilitzat per assassinar centenars de milers de persones). Durant la guerra va ser nomenat líder de la indústria militar (Wehrwirtschaftsführer). Condemnat per esclavitud en els Judicis de Nuremberg a 8 anys de presó, havent-ne complert cinc, fou nomenat assessor de Konrad Adenauer.
I molts altres noms com Carlk Krauch, Max Ilgner, Arno Sölter, criminals nazis i membres de corporacions químiques i farmacèutiques que després de la guerra van passar a ser membres dels successius governs alemanys o grups de pressió econòmics.

### L'escandol d'IG Farben

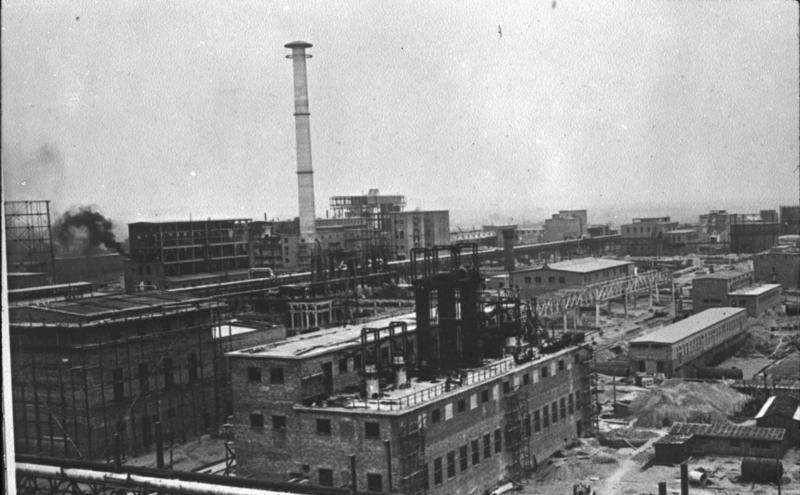
Industries d'IG Farben a Monowitz prop d'Auschwitz on es fabricava el Zyklon B

Un cas exemplar d'aquestes col·laboracions entre industrials i banquers nord-americans i els nazis és la relació entre una de les empreses
nazis, IG Farben, i Rockefeller a la banca i en el petroli (la Standard Oil Company, més tard Exxon).
Des de 1933 la principal empresa química alemanya, IG Farben, va col·locar la seva gent en llocs claus de l'aparell polític nazi i el 1937 després d'eliminar els jueus que quedaven en ella, la totalitat dels seus executius foren adherits al partit nazi.
Durant la guerra va fabricar el sinistre gas Zyklon B per assassinar els deportats dels camps d'extermini.
I. G. Farben va ser dirigida fins a 1937 per la família Warburg, soci de Rockefeller a la banca (avui Chase Manhattan Bank) i un dels principals dissenyadors de l'eugenèsia dels nazis alemanys.
Sota el domini nazi, IG Farben i la Standard Oil de Rockefeller estaven unides per nombrosos acords.

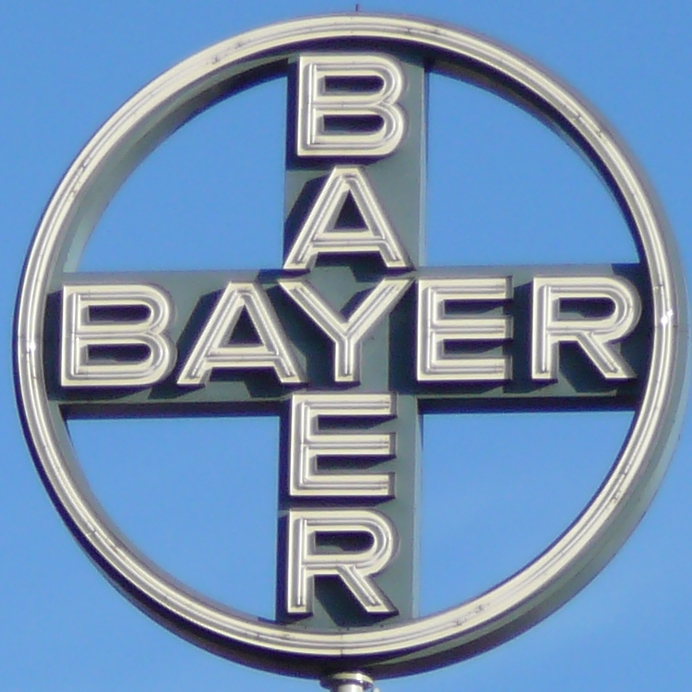
logotip de Bayer, empresa subsidiària de IG Farben activa fins als nostres dies

Després de la guerra l'empresa I.G. Farben va donar a llum a les multinacionals Bayer, Hoescht i Basf que segueixen actualment en actiu i són un dels pilars de la indústria farmacèutica internacional. Ja que 25 membres d'Ig Farben van ser condemnades per crims de guerra durant els Judicis de Nuremberg. Com Otto Ambros director d'IGFarben. En el Tribunal Penal de Nuremberg van ser condemnats 24 membres de la junta IG Farben i executius de l'empresa per assassinats en massa, esclavitud i altres crims contra la humanitat, però la sentència «més dura» va ser de vuit anys de presó. El 1951 tots eren lliures de càrrecs penals, i reincorporats per BASF AG, Bayer AG i Hoechst AG.
El 1995, es va crear la coalició «Mai més!» el Comitè Alemany d'Auschwitz, format per diverses organitzacions de treballadors ex esclaus. La coalició exigeix que hi ha d'haver una compensació adequada per part de les empreses descendents d'IG Farben per als treballadors esclaus i els seus descendents. És important ressaltar que la seva acció desborda el marc de les indemnitzacions com ells mateixos exposen:
| « | A causa del seu afany de lucre, les empreses alemanyes i els bancs han contribuït a dues guerres mundials el termini d'un segle. IG Farben ha tingut un paper important. Si no hi ha comprensió de la història i no hi ha rendició de comptes pel passat, sempre hi haurà el perill que aquests crims podrien tornar a ocórrer. | » |

Més de 1.500 persones i uns 100 grups alemanys han signat aquesta plataforma. Les activitats van ser organitzades per la Coalició contra els perills de Bayer, un grup que ha donat seguiment a Bayer des de fa gairebé 30 anys.

## La Gran Depressió, l'aliada de Hitler
La Gran Depressió va portar nous temps per al moviment revolucionari alemany. Durant anys Hitler havia predit que arribaria, i mentre diversos bancs es declaraven en fallida i milions de persones perdien les seves ocupacions, ell va declarar la seva immensa satisfacció, perquè va entendre que el moment era oportú per al seu discurs:
| «                         | Mai a la vida he estat més disposat i interiorment convençut de la lluita que en aquests dies. Perquè la dura realitat ha obert els ulls de milions d'alemanys a les estafes, mentides i traïcions sense precedents dels marxistes destructors del poble. | » |
| — Sobre la Gran Depressió | |   |

Un element clau del discurs de Hitler va ser la seva capacitat de reviure el sentiment d'orgull nacional, debilitat en la Primera Guerra Mundial i en el posterior Tractat de Versalles. Després d'aquests successos, Alemanya havia perdut importància econòmica a Europa, juntament amb totes les seves colònies, a més havia adquirit un pesat deute en acceptar la responsabilitat de la guerra. Hitler prometia repudiar el Tractat de Versalles, suspendre els pagaments d'indemnització, generar ocupació, combatre la corrupció i controlar els rics. Els nazis van començar també a associar als jueus amb els comunistes i els empresaris corruptes, revivint antics sentiments antisemites.

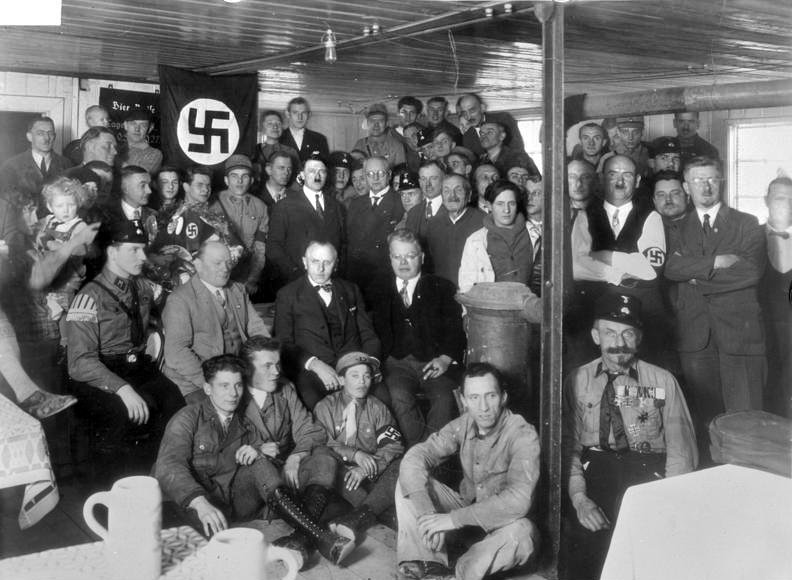
Reunió del partit nazi el 1930

La inestabilitat econòmica de la Gran Depressió aviat es va estendre al camp polític i va beneficiar a Hitler. Al març de 1930, Heinrich Brüning va ser nomenat Canceller d'Alemanya pel president Paul von Hindenburg, ja que el Canceller sortint va ser incapaç d'aconseguir la majoria parlamentària per governar. Brüning tampoc la va aconseguir, però es va mantenir en el poder gràcies als decrets presidencials de Hindenburg. D'aquesta manera, la voluntat del Canceller va quedar subjecta a la del President, i la voluntat del Parlament alemany va ser relegada a un segon pla. No obstant això, Brüning era demòcrata, i va procedir a celebrar noves eleccions, amb l'esperança d'obtenir la majoria parlamentària necessària poder governar sense l'aprovació de Hindenburg. Irònicament, les eleccions parlamentàries de 1930 no contribuirien a l'enfortiment de la democràcia, ja que convertirien al Partit Nazi en la segona força política d'Alemanya i al Partit Comunista en la tercera.
Després d'obtenir suport popular, Hitler va procedir a buscar el de l'Exèrcit. El discurs nacionalista de Hitler va fer efecte en joves oficials, i una setmana després de les eleccions, durant un judici contra tres oficials que havien promogut la ideologia nazi en l'Exèrcit, Hitler va ser cridat a testificar i va aprofitar aquesta oportunitat per intentar guanyar el suport dels militars, assegurant que «venjaria» la Revolució de Novembre i que eliminaria els límits imposats a l'Exèrcit alemany en el Tractat de Versalles. La victòria electoral de Hitler també va atreure l'atenció dels homes de negocis germans. Des de 1931, Walther Funk va començar a presentar a Hitler a poderosos industrials, a més, diverses empreses van començar a finançar-lo, entre les quals destaca l'asseguradora Allianz. No obstant això, la majoria d'empreses alemanyes es van negar a donar suport al futur Canceller.

## Ascens al Poder
Com a líder de la segona força política al Parlament, Hitler aviat va ser inclòs en els plans dels governants de la República de Weimar. Al final de 1931 es va reunir amb el Canceller Brüning i el President Hindenburg, però ambdós van ser incapaços d'aconseguir un acord polític amb ell. Va ser després d'aquesta primera reunió que Hindenburg va assegurar que:
| «                         | «El seu cap bohemi» el convertia en un curiós personatge que podria arribar a ser Ministre de Correus, però certament no un Canceller. | » |
| — Hindenburg sobre Hitler | |   |

El 7 de gener de 1932, Brüning es va reunir de nou amb Hitler, i va intentar persuadir-lo per postergació de les eleccions presidencials de 1932. L'ancià Hindenburg no volia postular-se a la reelecció, i tot semblava indicar que Hitler es convertiria en President davant la manca d'altres candidats de pes, si Hitler acceptava la postergació de les eleccions fins a la mort natural de Hindenburg, el Canceller Brüning després demanaria el restabliment de la monarquia alemanya, encara que sota un sistema de govern similar al britànic. Hitler es va adonar que aquesta mesura no el beneficiaria, i després de presentar una sèrie de demandes que van ser rebutjades immediatament per Hindenburg, va refusar donar suport al pla de Brüning. D'aquesta manera, Hindenburg va ser forçat a aspirar a una reelecció per evitar un triomf hitlerià.
El 25 de febrer, Hitler finalment va decidir convertir-se en ciutadà alemany, i immediatament va presentar la seva candidatura, en contraposició a la de Hindenburg. Tot i que Hitler va fer una impressionant campanya electoral, Hindenburg va guanyar amb comoditat aquelles eleccions, avantatjat amb més de 16 punts percentuals. El candidat austríac havia duplicat els vots del seu partit en dos anys, però semblava incapaç d'accedir el poder a través dels vots sense pactar amb Hindenburg. Va ser en aquell any que l'animositat entre Gregor Strasser i Hitler es va accentuar de nou; malgrat la seva derrota a Bamberg el 1926, Gregor Strasser havia continuat sent un important líder del Partit Nazi, i era més acceptat pel Parlament i el President que Hitler. A causa del seu talent polític, Hitler el mantenia en el seu cercle d'assessors més proper, i juntament amb Goebbels, Göring, Frick i Röhm, ocupava l'escalafó més alt del Partit el 1932. No obstant això, Strasser va començar a criticar la postura intolerant de Hitler, que refusava compartir un govern amb els homes de Hindenburg.
Després d'aquesta derrota electoral, les «camises marrons», que ja superaven a l'Exèrcit en nombre, van ser prohibides. Va ser en aquell moment que el general Kurt von Schleicher, artífex de l'ascens de Brüning, va començar a conspirar per provocar la seva caiguda. Schleicher va contactar amb Hitler a través de Röhm, a aquest últim li va oferir legalitzar les SA de nou, amb plans d'annexar posteriorment l'exèrcit. D'altra banda, li va oferir a Hitler la convocació de noves eleccions parlamentàries, a canvi de donar suport a un nou govern. Com antic amic de Hindenburg, Schleicher va aconseguir convèncer de forçar la renúncia de Brüning, i després el va persuadir perquè nomenés Canceller a Franz von Papen. En les noves eleccions parlamentàries de 1932, el Partit Nazi va esdevenir la primera força política del Parlament, però no va aconseguir la majoria necessària per governar. Amb aquests resultats, Hitler es va negar a donar suport a Papen, i va reclamar la Cancelleria per a ell, refusant de nou compartir el poder amb la facció de Hindenburg i Schleicher. Amb aquest nou fracàs, el corrent de Strasser en el Partit Nazi es va enfortir, i la direcció política de Hitler va començar a ser criticada públicament per aquest sector.
Igual que el seu predecessor, el nou Canceller, va resultar ser incapaç d'aconseguir la majoria parlamentària, i Papen va fixar unes noves eleccions, les terceres el 1932. En aquelles eleccions els nazis van continuar sent la primera força política, van perdre vots, i Hitler va quedar encara més lluny d'aconseguir la majoria al Parlament. No obstant això, no va canviar la seva estratègia, ja que el polític austríac va continuar demandant la Cancelleria per a ell, rebutjant l'oferiment de la vicecancelleria que li va proposar Hindenburg. Per la seva banda, Schleicher va començar a planificar la caiguda de Papen, i va convèncer a Hindenburg que si el nomenava Canceller aconseguiria dividir el Partit Nazi separant a Strasser. Hindenburg hi va accedir el 2 de desembre de 1932, però, el govern de Schleicher va ser breu, ja que Hitler el succeiria en menys de dos mesos.
En aquell punt era clar que encara abans de l'ascens dels nazis al poder, el poder ja no residia en el poble ni en el Parlament democràticament electe, sinó en el President Hindenburg, que era molt ancià i propens a ser manipulat per la camarilla que el rodejava. Això era obvi per a Hitler, i per això, quan Papen se li va acostar uns dies després d'haver sortit de la Cancelleria, va decidir fer un tracte amb ell, ja que l'ex-Canceller encara comptava amb la confiança del President. Aquesta aliança va arribar en el moment oportú per a Hitler, ja que el Partit Nazi es trobava en fallida, i els seguidors més radicals estaven abandonant les files per ingressar al Partit Comunista. Per complicar la situació, Schleicher havia posat en marxa el seu pla de dividir els nazis, oferint la vicecancelleria a Strasser, i encara que aquest no havia acceptat, sí que va tenir una calorosa discussió amb Hitler, després de la qual va renunciar a tots els seus càrrecs i va enviar la seva versió de la història als diaris, amenaçant acabar amb el Partit. Aquesta era l'amenaça més greu contra el moviment nazi d'ençà de 1925, i Hitler va amenaçar de suïcidar-se:
| «                                | Si el partit arribés a caure a trossos, li posaré fi a tot en tres minuts amb un tret. | » |
| — Sobre les amenaces de Strasser |                                                                                        |   |

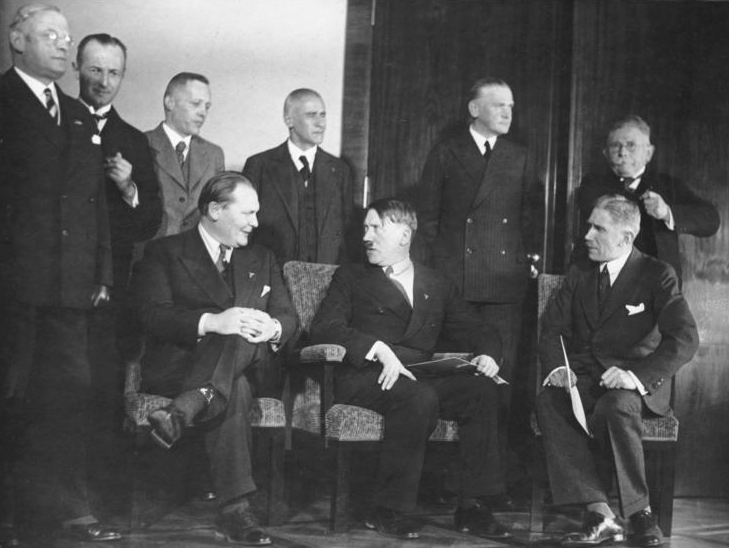
Hitler amb el seu primer gabinet el 1933, conformat principalment per conservadors que desitjaven controlar en Hitler per als seus propis fins, Hitler entre Hermann Göring (esquerra) i Franz von Papen (dreta).

Strasser tenia control sobre una part important de l'estructura nazi, però en un moment molt crític va decidir viatjar a Itàlia per prendre unes vacances, amb l'esperança que Hitler el cridés de tornada. El futur Canceller no només no el va anomenar, sinó que va aprofitar la seva absència per destituir a tots els seus simpatitzants dels càrrecs d'importància en el partit, i en el seu lloc va nomenar a partidaris més fidels. Després, va convocar a tots els líders nazis a Berlín, on els va prendre un jurament de fidelitat personal. Quatre dies després de la partida de Strasser, Hitler havia pres finalment el control de tota l'estructura política del Partit.
El 4 de gener de 1933, Hitler es va reunir amb Papen, i van acordar formar una coalició en cas que l'últim aconseguís convèncer Hindenburg de nomenar Canceller al líder nacionalsocialista. El 22 de gener, Hitler va tenir una altra reunió amb Otto Meissner i amb Oskar von Hindenburg, secretari i fill del President respectivament, aconseguint el seu suport. El 28 de gener, després de passar diversos dies intentant aconseguir suport de qualsevol força política sense èxit, el Canceller Schleicher va presentar la seva renúncia davant Hindenburg. L'ancià president immediatament va buscar el consell de Papen, qui va assegurar que podria formar un govern amb Hitler, on els nazis serien minoria i estarien sota control.
Finalment, el 30 de gener de 1933, Hitler va ser nomenat Canceller d'Alemanya pel President Hindenburg. Polítics conservadors com Papen, i industrials adinerats com Emil Kirdorf, van pensar que aconseguirien controlar al líder nazi i que el farien obrar en pro dels seus interessos, però en unes poques setmanes Hitler demostraria ser més capaç que ells, i durant el seu govern, molts els que el van ajudar en la seva carrera al poder acabarien sent executats, confinats en camps de concentració o fugint a l'exili per salvar les seves vides.

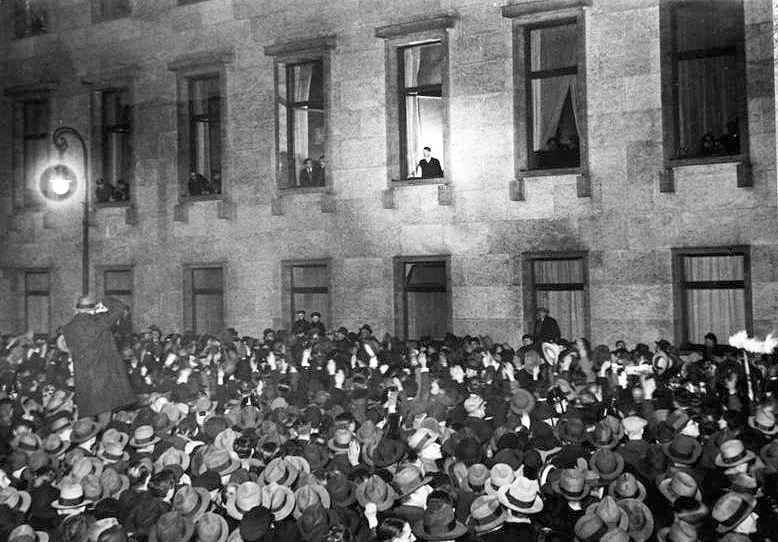
Hitler saluda des de la finestra de la cancelleria, el 30 de gener de 1933.

## Hitler, nou Canceller
Amb la seva arribada al poder, Hitler estava lluny de trobar-se en una situació segura, les mateixes forces que havien motivat la renúncia dels tres últims cancellers seguien vigents i, per tant, Hitler havia de bregar amb el President Hindenburg i el seu seguici, que al seu torn tenia el suport de l'exèrcit i del seu propi gabinet de ministres, controlat pels conservadors i industrials, on els nazis eren minoria. Més, en el Partit Nazi estaven presents les expectatives de 4 milions de camises Marrons que, liderats per Ernst Röhm, no ocultaven el seu descontentament pel fet que tants «elements» conservadors compartissin el govern amb Hitler.
Addicionalment es trobaven les forces polítiques opositores al Parlament, socialdemòcrates i comunistes, que controlaven diversos governs regionals, tot i que, malgrat la seva aversió pel nazisme, mai van ser capaços d'aproximar-se entre si per formar un front comú contra aquests.

## Naixement del Tercer Reich
Amb només el 34% del Parlament sota el seu control, Hitler encara havia de recórrer a l'«Ancià Cavaller», el president Hindenburg, per aconseguir aprovar les seves lleis. El vicecanceller Franz von Papen, que gaudia del suport de Hindenburg, pensava que, en paraules seves «en dos mesos haurem arraconat tant Hitler, que es posarà a cridar de dolor». Papen no va ser l'únic que va subestimar a Hitler, la premsa en general seguia aquesta mateixa línia de pensament:
«La composició del gabinet no deixa a Herr Hitler la menor possibilitat de satisfer les seves ambicions dictatorials», fragment del New York Times del 31 de gener de 1933.
Conscient de la seva situació, Hitler va ocultar inicialment els seus plans revolucionaris, en els seus primers discursos com a Canceller va evitar alarmar el ciutadà comú. No obstant això, immediatament va començar a treballar per adquirir més poder, després de sabotejar les converses del Partit de Centre, Hitler va informar al seu gabinet que eren necessàries noves elecciones. Davant les protestes de Hugenberg i Papen, Hitler els va calmar assegurant-los que no canviaria la composició del gabinet sense importar el resultat. Per a la campanya de les noves eleccions parlamentàries, fixades per al 5 de març, Hitler va poder fer ús dels recursos de l'Estat; a més, va comptar amb el suport d'un important grup d'industrials; que, després que Hermann Göring els assegurés que probablement serien les últimes eleccions «en els cent anys vinents», van donar tres milions de marcs de l'època per la causa nazi. Addicionalment, dies abans, Hitler havia tingut un sopar amb diversos líders de l'exèrcit; malgrat la seva crida al rearmament d'Alemanya, els resultats van ser mixtos, pocs alts oficials tenien sentiments democràtics i eren molts els que desitjaven una dictadura militar, però desconfiaven dels nazis.
No content amb tenir molts recursos per fer campanya, Hitler va començar a posar traves als partits d'oposició. A través de decrets presidencials, va imposar restriccions als mítings polítics i restriccions a la prensa. A més, va consolidar l'autoritat d'un govern paral·lel regional a Prússia, i va col·locar a Göring al comandament de la policia estatal. Al cap de poc, la policia prussiana amb l'ajut dels «camises marrons» va començar a dissoldre les concentracions opositores; només els opositors més il·lusos acudien a la policia quan eren assetjats pels nazis. Molt aviat, altres set governs regionals d'estats més petits van ser usurpats pels nazis, que van establir autoritats paral·leles.
El 27 de febrer de 1933, una setmana abans de les eleccions l'edifici del Reichstag va ser incendiat. Si bé encara hi ha dubtes sobre l'autoria de l'incendi, és clar que Hitler es va beneficiar àmpliament d'aquest crim. Després que la policia atrapés un comunista neerlandès de nom Marinus van der Lubbe en l'escena del crim, Göring va començar a acusar els comunistes de voler executar un cop d'Estat, i la premsa nazi aviat va copiar el seu discurs. L'endemà, Hitler no va perdre temps a presentar un decret d'emergència de sis articles, redactats per Göring, on demanava la suspensió de diversos articles de la Constitució de Weimar amb l'objectiu de «protegir els documents culturals alemanys». En realitat, l'anomenat Decret de l'Incendi del Reichstag acabava amb tots els drets que solen defensar les nacions democràtiques: la llibertat d'expressió, el respecte a la propietat privada, la llibertat de premsa, la inviolabilitat del domicili, de la correspondència i de les converses telefòniques, així com la llibertat de reunió i de asociación. A més, permetia al govern nacional intervenir qualsevol govern regional que considerés incapaç de mantenir l'ordre en el seu estat. Després que Papen i Meissner donessin suport al decret, l'ancià president el va firmar.
Amb aquests poders, la persecució nazi es va intensificar, els dirigents comunistes van ser arrestats i enviats a camps de concentració, a més, des dels mitjans de l'Estat es va iniciar una campanya d'alerta contra el «terror comunista», tractant de convèncer el ciutadà alemany que, llevat que no votessin pels nazis, el país entraria en una guerra civil. D'altra banda, Hitler va moderar el seu discurs, va assegurar que només necessitava quatre anys al poder i va minimitzar el seu antisemitisme en públic, com va deixar constància el futur President d'Alemanya durant la postguerra, Theodor Heuss:
| «                                                                                | Vocifera molt menys. Ha deixat de vomitar foc contra els jueus i en aquests dies és capaç de pronunciar un discurs de quatre hores sense esmentar la paraula "jueu". | » |
| — Heuss sobre el discurs de nazi d'abans de les eleccions parlamentaries de 1933 | |   |

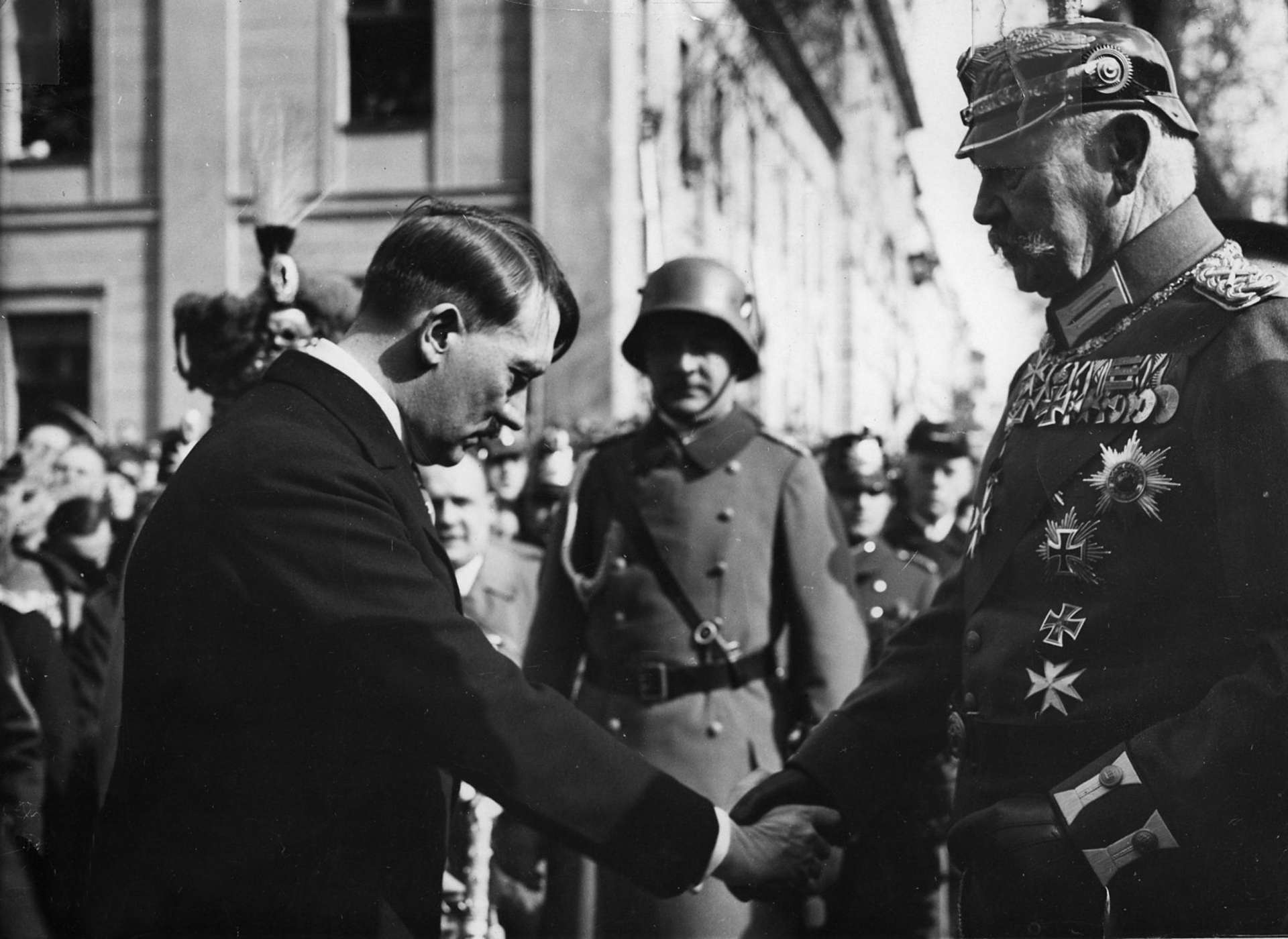
Hitler se «subordina» davant l'Ancià Cavaller, en inaugurar el nou Parlament, el 21 de març de 1933. L'endemà passat, Hitler obté la Llei de Capacitació, que acaba amb el govern parlamentari i el converteix en un dictador constitucional.

El 5 de març de 1933 es van celebrar les últimes eleccions democràtiques sota el govern de Hitler, malgrat la seva intensa campanya electoral i de la persecució contra els seus opositors, la majoria parlamentària seguia eludint als nazis, que van obtenir el 44% dels escons. Aliat amb els nacionalistes de Hugenberg, Hitler controlava la meitat del Parlament, però per poder dur a terme la seva revolució nacional, el Canceller demandava dos terços dels escons. Per solucionar aquest fet, i fent ús del decret de l'incendi del Reichstag, van ser arrestats tots els diputats comunistes i uns pocs socialdemòcrates desafortunats, passant per alt la immunitat parlamentària de què gaudien.
Ara Hitler comptava amb suficients diputats per a canviar la Constitució i tindre més poder, no obstant això, primer va fer un acte simbòlic per tranquil·litzar els moviments representats pel president Hindenburg: els militars, els junkers i els monarquistas. El 21 de març, la mateixa data en què Bismarck va inaugurar el primer Parlament de l'Imperi Alemany, Hitler va inaugurar el primer Parlament del Tercer Reich; Va seleccionar l'església de la caserna de Potsdam, lloc d'importància històrica per als militaristes prussians, i Goebbels es va esforçar a crear una atmosfera que fes la impressió que Hitler estava subordinat a l'ancià Hindenburg.

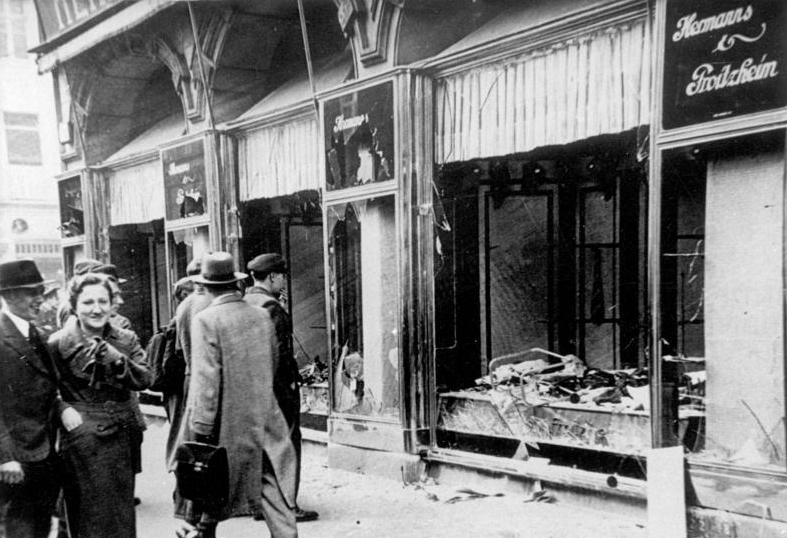
Una botiga jueva destrossada durant la Nit dels vidres trencats el 1938.

El 23 de març de 1933, el Parlament Alemany, reunit a l'Òpera Kroll, va aprovar la Llei per alleujar les penúries del poble i del Reich, més coneguda com la Llei de Capacitació de 1933. Hitler va pronunciar un discurs moderat que contrastava amb les seves habituals diatribes. Va prometre usar els seus poders només en casos essencials, i es va comprometre amb totes les classes i a més, va pregonar per la recerca de la pau amb Occident i fins i tot amb la Unió Soviètica. No obstant això, en finalitzar la seva exposició, va deixar clar que si no obtenia aquests poders legalment del Parlament, el seu govern els obtindria a través d'altres mètodes més violents.
Només els socialdemòcrates van votar en contra de Hitler, el Zentrum va cedir després que Hitler els prometés que tota llei seva podria ser vetada pel president Hindenburg D'aquesta manera, 441 diputats van aprovar la llei contra 94 diputats socialdemòcrates.
Amb aquesta llei, Hitler, per un període de quatre anys, prenia tots els poders del poder legislatiu, i guanyava la capacitat de decretar lleis que «podien desviar-se de la Constitució». No obstant això, no buscant guanyar-se l'enemistat de Hindenburg, la llei conservava els poders del president intactes. D'aquesta manera, el Reichstag alemany sucumbia voluntàriament davant el Canceller, adquirint un estat d'impotència total que mantindria fins a la postguerra.
En total, entre 1933 i 1939, de 150.000 a 200.000 persones foren internades, i entre 7000 i 9000 van ser assassinades per l'Estat. Centenars de milers més van fugir d'alemanya.
Els nazis van condemnar l'«art degenerat» de «ciència jueva», i van destruir o dispersar moltes obres d'artistes d'avantguarda. Odiant tota barreja de poblacions (anomenades «vergonya racial»), el líder alemany va ordenar l'esterilització de milers de malalts. La persecució dels homosexuals també estava començant i no seria pas menys forta que la dels altres grups perseguits.

## El líder fet Déu

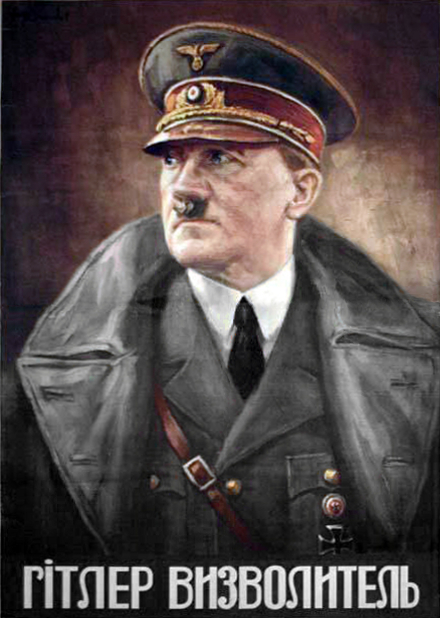
Propaganda nazi amb la imatge de Hitler on es pot llegir: Hitler l'alliberador

Envoltat d'un culte a la seva persona, Hitler es creia el Messies, el salvador d'Alemanya, i va exigir un jurament de lleialtat a la seva persona, particularment als militars, per fer més difícil les possibles conspiracions futures contra ell en l'exèrcit.
L'objectiu del règim totalitari i l'imperi de Hitler són simbolitzats pels gravats de la nova moneda: «Ein Volk, ein Reich, ein Führer» ('Un poble, un imperi, un líder'), on Hitler és tan idolatrat que pren el lloc de Déu en contraposició al vell lema del Segon Reich, «Ein Volk, ein Reich, ein Gott» ('Un poble, un imperi, un Déu').
El Führerprinzip es converteix en el nou principi d'autoritat en tots els nivells dels òrgans públics i administratius. La llei nazi per exemple, proclama oficialment el patró del seu negoci com Führer, com el marit és Führer de la seva família, o el gauleiter Führer del partit a la seva regió assignada.
Hitler va fer mantenir el seu propi culte amb la seva participació sistemàtica a la ràdio, i tot el país quasi suspenia la seva activitat i religiosament escoltaven el seu discurs transmès per la ràdio i els altaveus.
Hitler per als seus propòsits va crear l'important ministeri de propaganda, que va tenir un paper clau en el Reich, dirigit per Joseph Goebbels, un altre geni de l'oratòria. S'adoctrinaven les masses des de la infància per a donar culte per damunt de tot a Hitler.

Hitler va mantenir el seu propi culte per les seves accions a la ràdio tot el temps, tot el país havia de suspendre les seves activitats i la gent escoltava religiosament als carrers o treballant el seu discurs transmès per altaveus. A cada convenció a Nuremberg durant les «grans misses» de l'NSDAP, que comptaven amb una posada en escena intel·ligentment orquestrada pel seu confident, el tecnòcrata i l'arquitecte Albert Speer: 
| « | la seva oratòria electritzar l'audiència, davant les masses recollida en un esclat d'aplaudiments i frenètics crits per animar el seu líder. | » |

Per contra, qualsevol crítica, qualsevol reserva sobre el Führer va posar en risc la vida de l'autor. En «creuar el desert» durant els anys 20, els germans Strasser són marginats i eliminats a causa de la seva insensibilitat a la persona de Hitler. Dels milers de condemnes a mort imposades per l'Assemblea Popular encapçalada pel jutge Roland Freisler, un munt de persones foren enviades a la guillotina com els germans Hans i Sophie Scholl.
La salutació nazi esdevé obligatòria per a tots els alemanys. Qualsevol que utilitzi, per resistència passiva, una qui no sigui «Heil, Hitler!» era immediatament assenyalat i marcat.
A la primavera de 1938, el Führer accentua el seu domini i la dels seus més fidels seguidors en el govern. I elimina el general Von Fritsch i Blomberg, i posa la Wehrmacht en mans del seu servil Alfred Jodl i Wilhelm Keitel, conegut per romandre cegament dedicat a ell. En relacions Exteriors, substitueix el conservador Konstantin von Neurath pel nazi, Joachim von Ribbentrop.
La població alemanya s'emmarca des del naixement fins a la mort, subjecte a una intensa propaganda orquestrada pel seu amic fidel Joseph Goebbels, per a qui va crear el primer Ministeri de Propaganda de la història. Als treballadors s'organitzen activitats recreatives —i motoritzades— per la Kraft durch Freude dirigida pel Dr. Robert Ley, també cap del sindicat únic, la DAF. Els joves s'han de sotmetre a un intens adoctrinament en el nom del Führer Hitler en les Joventuts Hitlerianes, membresia que es converteix en obligatòria l'1 de desembre de 1936.

## Gleichschaltung

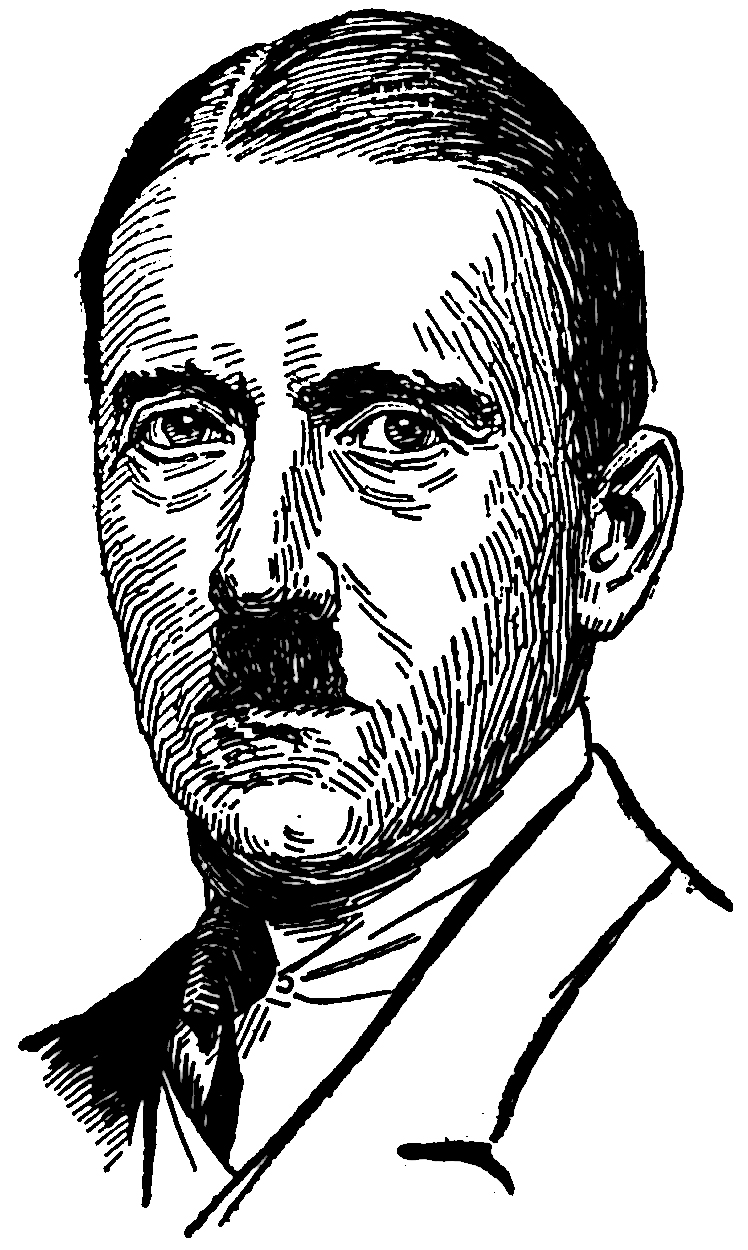
«Només lluito per allò que estimo, només estimo allò que respecto, i per a respectar quelcom ho he de conèixer»

Alemanya va entrar llavors en un procés conegut com a Gleichschaltung (coordinació), on l'Estat i la societat van començar a ser assimilades pel Partit Nazi i les seves organitzacions. En el seu desig d'unificar Alemanya sota un totalitari govern central, Hitler, primer va utilitzar la llei de capacitació contra el federalisme alemany. Els governs dels estats més grans, Prússia i Baviera, ja havien estat usurpats, i els governs d'altres estats més petits aviat van córrer la mateixa sort. El 31 de març, amb l'ajut de Wilhelm Frick, Hitler va promulgar una llei que dissolia totes les governacions regionals, i ordenava la seva reconstitució sota els resultats de les últimes eleccions nacionals. Una setmana després, Hitler va triar governadors per a cada estat, i els va concedir la facultat de dissoldre els parlaments regionals i destituir els jutges. D'aquesta manera, tots els governs regionals van començar a seguir les directives de Berlín, i Hitler aconseguia posar fi a la gelosa autonomia que els històrics estats alemanys havien defensat des de la Guerra dels Trenta Anys.
Amb l'oposició política neutralitzada, Hitler va proposar llavors al seu gabinet il·legalitzar tots els partits excepte el Partit Nazi. Aquest gabinet havia estat modificat, i ressaltava Hjalmar Schacht com a nou ministre d'Economia, i comptava ara amb vuit nazis, i tot i que el conservador Franz von Papen romania en el govern com a vicecanceller, era molt conscient de la futilitat de la seva posició. La llei del partit únic va ser aprovada el 14 de juliol, gairebé sense oposició dins del gabinet.
Mentre Hitler s'esforçava per «coordinar» la societat alemanya amb el Partit, al mateix temps obrava per mantenir al marge de la societat als elements racials «inferiors». L'1 d'abril va defensar i començar un boicot contra els negocis jueus, com a resposta a una «campanya mediàtica» que suposadament Estats Units i Anglaterra havien iniciat en la seva contra. Una víctima d'aquest període va ser Albert Einstein, els seus actius al banc van ser embargats després que es descobrís a casa seva una arma considerada letal pels nazis: el ganivet amb què tallava el pa. Encara que es van apostar camises marrons davant dels negocis jueus, en general hi va haver poca violència, i la ineficaç mesura va haver de ser aixecada tres dies després. El boicot sí que va servir per treure de la seva letargia, encara que temporalment, a l'ancià Hindenburg, el president li va recriminar al Canceller el fet que els veterans de guerra jueus no estaven sent tractats com a ciutadans alemanys. Hitler va elaborar una vaga promesa per calmar-lo, però el 7 d'abril va promulgar lleis prohibint la presència de jueus en l'administració pública, i restringir la seva presència en l'advocacia i la medicina. Després va limitar el nombre d'estudiants jueus a les universitats, sota el pretext de prevenir l'«amuntegament». No obstant això, les mesures de 1933 no van ser considerades perilloses per molts jueus, que creien que l'objectiu de Hitler es limitava a assetjar als jueus provinents d'Europa oriental.

### La primera purga

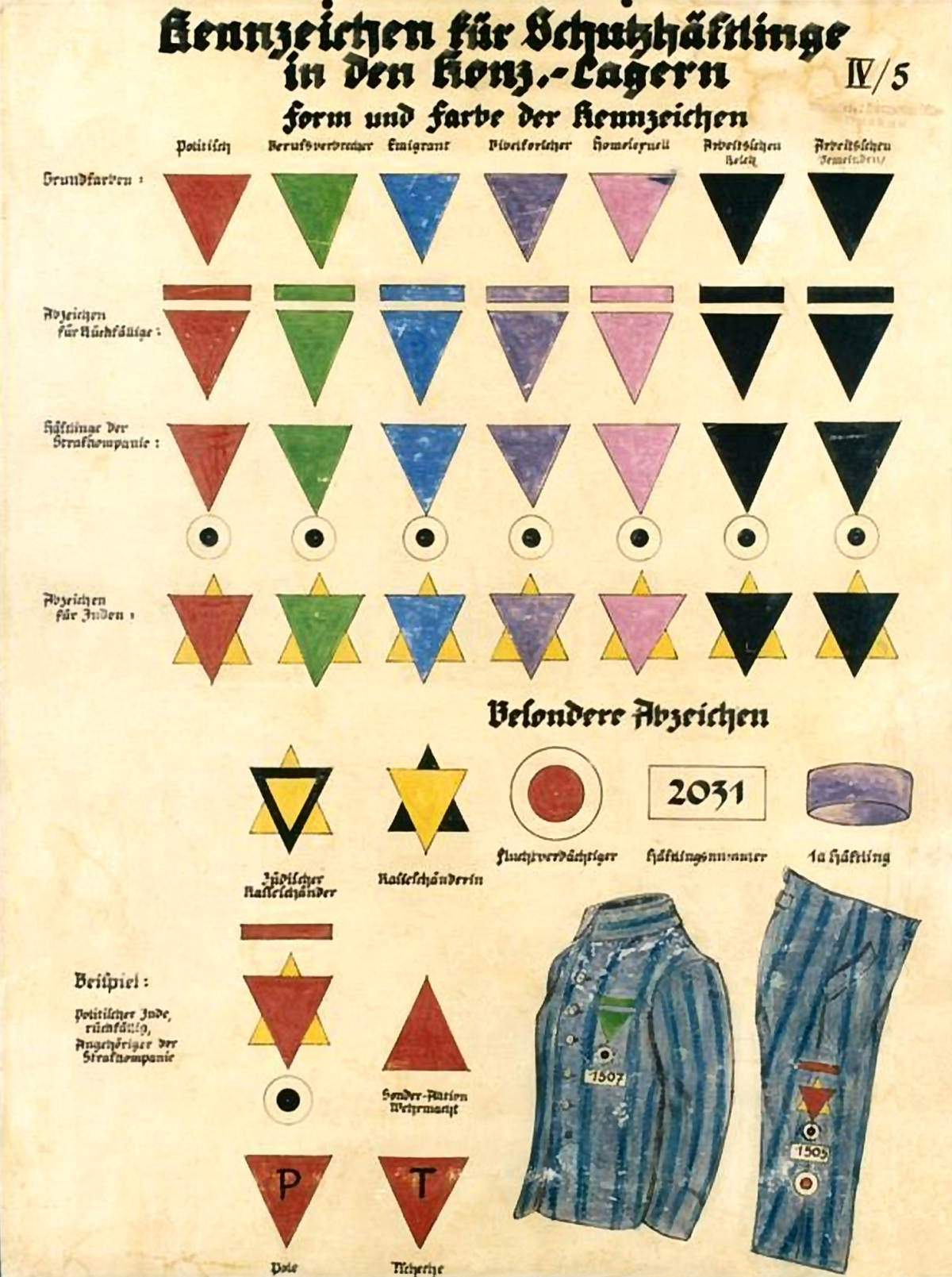
Gràfic que mostra el Sistema de marcat en els camps de concentració nazis.

En poc temps, va aconseguir consolidar-se en el poder, ocupant els càrrecs de canceller i president de la República a la mort de Hindenburg (2 d'agost de 1934), nomenant-se a si mateix Führer. Va eliminar els oponents del seu propi partit ja col·laboradors de dubtosa fidelitat durant l'anomenada «Nit dels ganivets llargs», iniciant el procés d'eliminació de diversos grups racials, polítics, socials i religiosos que considerava «enemics d'Alemanya» i «races impures», el que el va portar a reassignar les directrius als camps de concentració per a la liquidació sistemàtica de comunistes, jueus, testimonis de Jehovà (Bibelforscher), gitanos, malalts mentals i homosexuals, principalment. Així com un intens rearmament.
Les fabriques i factories van començar a treballar en la maquinària del rearmament, a més per absorbir mà d'obra desocupada es van començar a construir modernes Autobahns o carreteres, supervisades per la RAD.

### Rearmament
Si bé s'especula que des de 1919, es mantenia un programa secret per reconstruir un exèrcit per part del govern Alemany, és al març de 1934, quan Hitler anuncia públicament que l'exèrcit alemany s'ampliaria a 600.000 homes (sis vegades el nombre estipulat en el Tractat de Versalles), així com la introducció d'una Força Aèria (Luftwaffe) i l'increment de la mida de la Marina (Kriegsmarine). Gran Bretanya, França i Itàlia, així com la Societat de Nacions ràpidament van condemnar aquestes accions. No obstant això, atès que Alemanya novament va explicar que només estava interessada en la pau, cap país va prendre cap mesura per aturar aquest desenvolupament i es va permetre que el programa armamentista alemany continués. A més, el Regne Unit no compartia la visió pessimista de França sobre Alemanya, i el 1935 va signar un acord naval amb Alemanya, el que va permetre augmentar el tonatge alemany fins a un 35% del de l'armada britànica. Aquest acord que es va signar sense consultar ni a França ni a Itàlia, va afeblir directament la Societat de Nacions i va posar al Tractat de Versalles en camí cap a la irrellevància.

Hitler amb Mussolini

Al març de 1936, les disposicions del govern alemany, van violar novament el tractat en introduir tropes i ocupar novament la zona desmilitaritzada de Renània. Davant la inacció dels governs de Gran Bretanya i França, l'afany expansionista d'Alemanya es va estendre. El juliol de 1936, va començar la guerra civil espanyola quan l'exèrcit, dirigit pel General Francisco Franco, es va revoltar contra el govern de la República. Després de rebre una petició d'ajuda del General Franco el juliol de 1936, Hitler va enviar tropes en suport dels colpistes, i Espanya va servir com a banc de proves per les noves forces alemanyes i els seus mètodes, inclòs el bombardeig de ciutats, com el de Guernica, l'abril de 1937, primer bombardeig contra civils de la història aèria, i que, posteriorment, el cèlebre pintor Pablo Picasso va plasmar en el seu Guernica, per l'exposició Internacional de París.

### Relacions exteriors

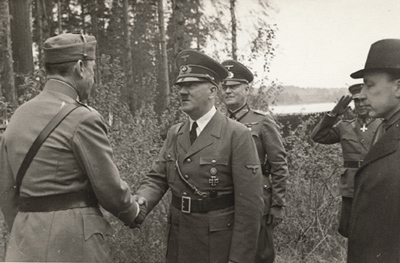
Adolf Hitler el juny de 1942

Durant la seva dictadura, va donar suport al cop d'estat esdevingut a Espanya l'any 1936, que es convertí en guerra civil. Tingué molt bones relacions amb Franco, amb qui s'entrevistà a Hendaia (País Basc), al qual ajudà amb l'aportació al bàndol feixista de nombrós material de guerra de darrera generació i amb tropes (legió Còndor, responsable del bombardeig de Guernica). Tot i que després de conèixer Franco a Hendaya es va endur una decepció i va dir: abans de tornar a reunir-me amb ell prefereixo visitar al dentista
El comte Galeazzo Ciano, ministre d'Afers Exteriors del Duce Benito Mussolini, va declarar el 25 d'octubre de 1936 una aliança entre Berlín i Roma, a la qual va denominar «L'Eix». El 25 de novembre del mateix any, Alemanya va signar el Pacte Anti-Comintern amb Japó. amb el Japó, amb Grècia (a la que va ajudar donant suport amb crèdits tous al règim feixista de Metaxas en el seu programa de rearmament) i amb l'URSS de Stalin fins a la invasió alemanya de Rússia el 1941 (signatura del Pacte Molotov-Ribbentrop germano-soviètic on s'establia el repartiment de Polònia i altres països europeus entre les dues potències).
El 1940, després d'ocupar França, fomentà la delació i facilità la persecució i extradició a Espanya dels exiliats republicans, entre ells el president de la Generalitat de Catalunya, Lluís Companys, exiliat a París des de la fi de la Guerra Civil, que un cop a Espanya fou empresonat, torturat, jutjat en consell de guerra i afusellat al Castell de Montjuïc de Barcelona.

### Economia i cultura
Hitler va estar a càrrec d'una de les majors expansions de la producció industrial i la millora civil com mai s'havia vist a Alemanya, la majoria sobre la base del deute de flotació i el rearmament. Durant un discurs de l'Organització de les Dones Nacional Socialistes al setembre de 1934, Adolf Hitler va argumentar que per a la dona alemanya el seu món era «el seu marit, la seva família, els seus fills, i la seva casa».
Aquesta política va ser reforçada en instaurar la Creu d'Honor de la Mare Alemanya, juntament amb incentius econòmics per a la dona que tingués quatre o més fills. La taxa d'atur es va reduir substancialment, majoritàriament a través de la producció d'armes, construccions d'obres civils (Organització Todt) i l'enviament de la dona a casa, perquè els homes poguessin ocupar els seus llocs de treball. En vista d'això, es va arribar a afirmar que l'economia alemanya va aconseguir fer treballar a tothom, almenys segons la propaganda de l'època. Gran part del finançament per a la reconstrucció i el rearmament venia de la manipulació de la moneda per Hjalmar Schacht, inclosos els crèdits a través dels comptes mefo. Els efectes negatius d'aquesta inflació es van compensar durant els anys següents per l'adquisició d'or de les tresoreries de les nacions annexades.
Hitler també va estar a càrrec d'una de les més grans campanyes de millora de la infraestructura en la història alemanya, amb la construcció de desenes de preses, autopistes, ferrocarrils, i altres obres civils. Hitler va insistir en la importància de la vida familiar: els homes havien de ser el «suport de la família», mentre que les prioritats de les dones havien de ser l'educació dels

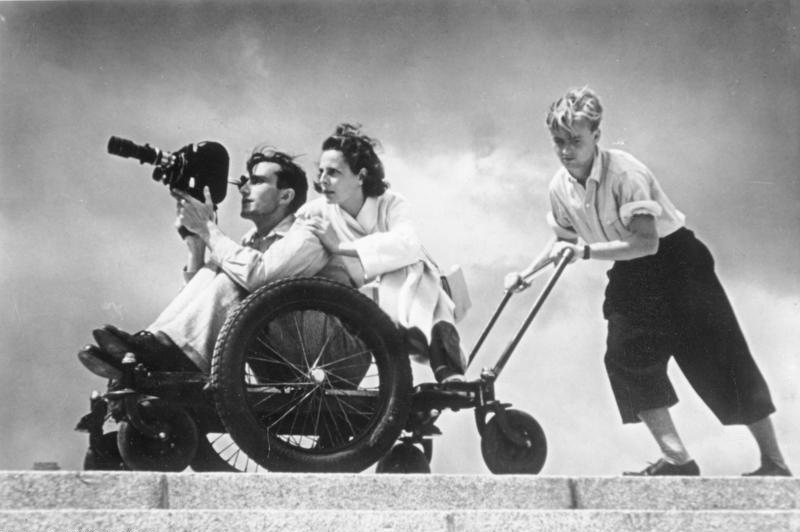
Walter Frentz i Leni Riefenstahl filmant Olimpia, el 1936

fills i les tasques domèstiques. Aquesta revitalització de la indústria i la infraestructura es va produir a costa del nivell general de vida, almenys per als que no van ser afectats per l'atur crònic després de la República de Weimar, ja que els salaris es van reduir lleugerament durant la Segona Guerra Mundial i es va augmentar en un 25% el cost mitjà de vida. Els obrers i els agricultors, els votants freqüents del NSDAP, però, van registrar un augment en el seu nivell de vida.
El govern de Hitler va promoure l'arquitectura en una escala immensa, juntament amb Albert Speer que passaria a ser el famós «arquitecte del Reich». Si bé com a arquitecte va ser important en l'aplicació classicista i la re-interpretació de la cultura alemanya, Speer va demostrar ser molt més eficaç com a ministre d'armament en els últims anys de la Segona Guerra Mundial. Tots aquests avenços van ser àmpliament explotats pel Ministeri de propaganda dirigit per Goebbles.
Encara que Hitler va fer plans per a una Breitspurbahn (nova xarxa de ferrocarrils d'ampli calibre) aquests van ser cancel·lats després de l'inici de la II Guerra Mundial. Si hagués estat construït el ferrocarril, el seu calibre hauria estat de tres metres, sent fins i tot més ampli que el ferrocarril Great Western de Gran Bretanya.
Hitler també va contribuir al disseny un automòbil accessible i pràctic per al poble, automòbil que més tard es convertiria en el Volkswagen Tipus 1, el disseny i construcció li va ser supervisada per l'enginyer Ferdinand Porsche. La producció massiva d'aquest també va ser ajornada a causa de la guerra.
Hitler va considerar a l'antiga Esparta com el primer estat nacionalsocialista, i va lloar el seu tractament eugenèsic dels nens deformes.
També va atorgar l'Ordre de l'Àguila Alemanya, una de les més altes distincions del Tercer Reich, a l'industrial Emil Kirdorf l'abril de 1937, en recompensa pel seu suport financer durant el seu ascens al poder. A l'any següent, quan va morir, també li va organitzar-li un funeral d'estat.

### El Führer en el sistema nazi: interpretacions i debats

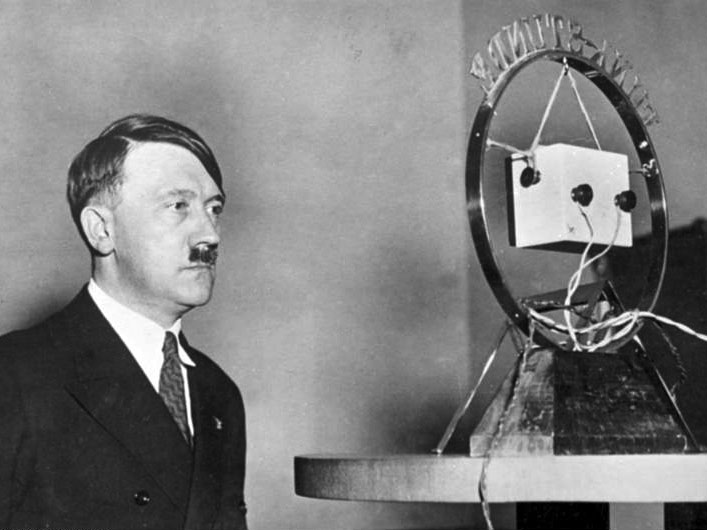
Hitler l'1 de febrer de 1933 poc després d'assumir la Cancelleria

L'escola històrica alemanya coneguda com a «intencionalista», insisteix en la primacia de Hitler en el funcionament del sistema. La forma extrema de poder personal i culte a la personalitat al voltant del Führer no s'entendria sense el seu «poder carismàtic». Aquest important concepte és pres del sociòleg Max Weber: Hitler es considerava des de 1920 com a investit d'una missió divina, i, sobretot, es considerava com veritablement l'home indicat pels seus conciutadans, llavors les masses dels alemanys es van bolcar per encaixar en el marc del Tercer Reich.
Mentre que el culte a Stalin es va imposar artificialment tard amb un burocratitzat Partit Bolxevic, Stalin sense talent com a orador i sense un paper principal en la Revolució d'Octubre li costava portar les masses, el culte a Hitler però, va existir des dels orígens del nazisme, i és d'importància primordial. El nombre de membres del partit nazi significa, sobretot, una lleialtat absoluta al Führer, i cap persona podrà ocupar un espai en el Partit i l'Estat més amunt de la persona de Hitler. Hitler també va reforçar la seva imatge de líder inaccessible, solitari, i abstenir-se d'amistats personals conegudes pel poble (fora del seu cercle íntim), i va prohibir a tothom que l'anomenés pel seu nom o el seu nom de pila —fins i tot la seva amant Eva Braun davant seu li devia parlar referint-se a ell com a «Mein Führer».
D'altra banda, per al intencionalista, sense el caràcter de la ideologia tremendament coherent (Weltanschauung) que impulsa a Hitler, el règim nazi no s'hauria pres el camí de la guerra i l'extermini en massa, o en la negació de totes les normes legals i administratives que regeixen els estats civilitzats moderns.
Per exemple, sense el seu poder carismàtic, Hitler no hauria permès una eutanàsia massiva de més de 150.000 alemanys discapacitats mentals per unes simples paraules gargotejades en la Cancelleria (Operació T4, 3 de setembre de 1939). De la mateixa manera, Hitler podria fins i tot desencadenar l'holocaust sense haver de signar un paper oficial.
L'escola rival de «funcionalista» (dirigida per Martin Broszat) No obstant això, ha qualificat la idea de l'omnipotència del Führer. Com s'ha demostrat, el Tercer Reich va decidir entre la primacia del partit i l'Estat, on les rivalitats de poder i competència entre les jerarquies interminables dobles del NSDAP i el govern del Reich. En especial, l'Estat nazi apareix com un embull estrany de poders que competeixen amb els igualment legítims. Aquest és el principi de «policràcia».
Amb un estat amb poca burocràcia, havent heretat de la seva joventut bohèmia a Viena una total falta de gust pel treball dur seguit, treballant d'una forma molt irregular (excepte en la conducció d'operacions militars), el Führer apareix com un «dictador feble» o «dictador mandrós» per a Martin Broszat. Bàsicament, deixa a tothom la llibertat, esperant que tots caminin en la direcció de la seva voluntat de forma incondicional.
Per tant, va demostrar el biògraf Ian Kershaw, cada individu, cada clan, cada burocràcia, cada grup va fer una oferta més alta, i va tractar de ser el primer a arribar a la vora d'Adolf Hitler. Per tant, la persecució antisemita que va començar tímidament als anys 30 i passar gradualment de l'escarni a la massacre i la persecució en el genocidi industrial. Això explica per què l'estructura del Tercer Reich obeeix a la llei de «radicalització acumulativa».

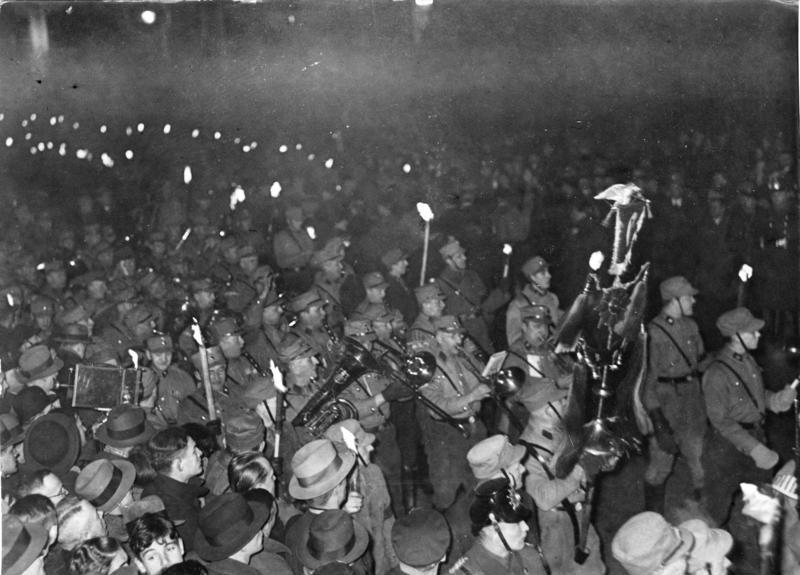
Desfilada als carrers de Berlín encaminats cap a la Cancelleria per retre homenatge al recentment nomenat Canceller Hitler

Aquest «poder carismàtic» de Hitler també explica que molts alemanys de manera espontània es «reunissin» amb el Führer. Així, el 1933, les organitzacions estudiantils organitzaren les cremes de llibres. Alemanya es dona en gran manera al Führer en què reconeix els seus somnis i ambicions, en lloc d'aquest últim va prendre possessió.
D'acord amb Kershaw, el Führer és l'home que fa els seus plans sense haver de donar ordres directes, la seva mera presència en el poder, permet, per exemple els molts antisemites Alemanya activar els boicots, o doctors de l'extrema dreta, com Josef Mengele, per practicar els atroços experiments pseudomèdics i l'eutanàsia amb operacions massives.
Això també explica, segons Ian Kershaw, i la majoria dels funcionalistes, la tendència del règim de Hitler a la «destrucció». El Tercer Reich, tornar a l'«anarquia feudal», es descompon en vigor en una multitud caòtica de feus rivals. Hitler no va poder i no va donar cap ordre per estabilitzar el sistema en virtut de les regles formals. Així, el 1943, quan l'existència del Reich estava en perill després de la batalla de Stalingrad, totes les unitats líders del Reich estaven «lluitant» des de feia mesos sobre si la prohibició de les curses de cavalls —sense decidir-se.
El culte a Hitler existia des dels orígens del nazisme i és consubstancial amb el moviment i el règim. Cada un obté la seva legitimitat de la seva proximitat amb el Führer. Per tant, en absència de qualsevol successor («Amb tota modèstia, sóc irreemplaçable», va dir Hitler als seus generals, paraules reportades per Hannah Arendt), la dictadura de Hitler no té futur sense Hitler, i no podia sobreviure sense ell (d'acord amb Kershaw). La mort del Tercer Reich i el seu dictador van fusionar-se també segons aquest últim.

### Els alemanys i Hitler
L'adhesió a la política dels alemanys (i més a la figura de Hitler) era important, sobretot al principi del Tercer Reich.
L'«altra Alemanya», l'«Alemanya contra Hitler», sens dubte va existir, però aquestes mateixes expressions subratllen el seu caràcter minoritari després, desesperat i aïllat. Qualsevol oposició es va reduir ràpidament a l'exili, la presó o l'internament en un camp. Els demòcrates, socialistes i comunistes van pagar el preu més alt. Denúncies constants es van imposar i van sumir el país en una atmosfera de por, on ningú pot obrir sense risc al seu veí, adoctrinant els nens fins a denunciar els seus pares.
Poques persones en el nom dels seus principis humanistes, marxistes, liberals, cristians o patriòtics, van animar a dubtar de la figura del Führer, transgredint les normes estrictes de la societat nazi, o ajudant a perseguits —més encara en entrar a la resistència activa.

### Olimpíades de 1936

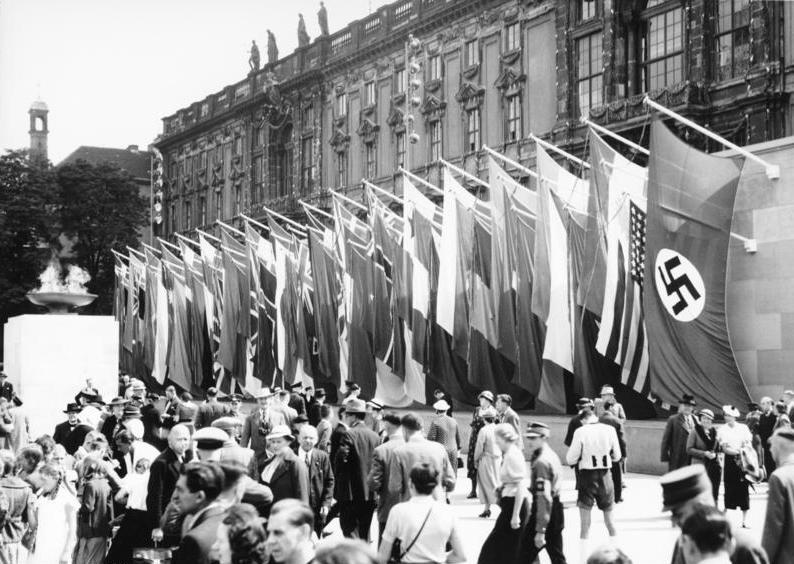
Carrer de Berlín amb banderes dels participants als Jocs Olímpics

El maig de 1931 molt abans de jurar el càrrec de canceller d'Alemanya, Berlín fou l'escollida per a la celebració dels Jocs Olímpics d'Estiu de 1936, que no van ser boicotejats pels Estats Units, tal com alguns havien proposat, però sí per l'Espanya Republicana, que organitzà l'Olimpíada Popular.
Els jocs amb un elaborat programa de publicitat encarregat al ministre de propaganda Joseph Goebbels qui va encarregar el projecte arquitectònic a Albert Speer, «l'arquitecte del Reich» van constituir un autèntic frenesí nacionalsocialista d'exaltació a Alemanya i al seu canceller.
Així mateix, Hitler com una forma de demostrar la superioritat ària alemanya sobre totes les altres races, feu filmar Olympia, la pel·lícula sobre els jocs i altres pel·lícules documentals de propaganda per al partit nazi, dirigides per Leni Riefenstahl.
Molts atletes negres van guanyar medalles, Hitler però, va estar content amb el resultat dels esdeveniments, ja que el país amfitrió va aconseguir més medalles que els altres.

## Segona Guerra Mundial

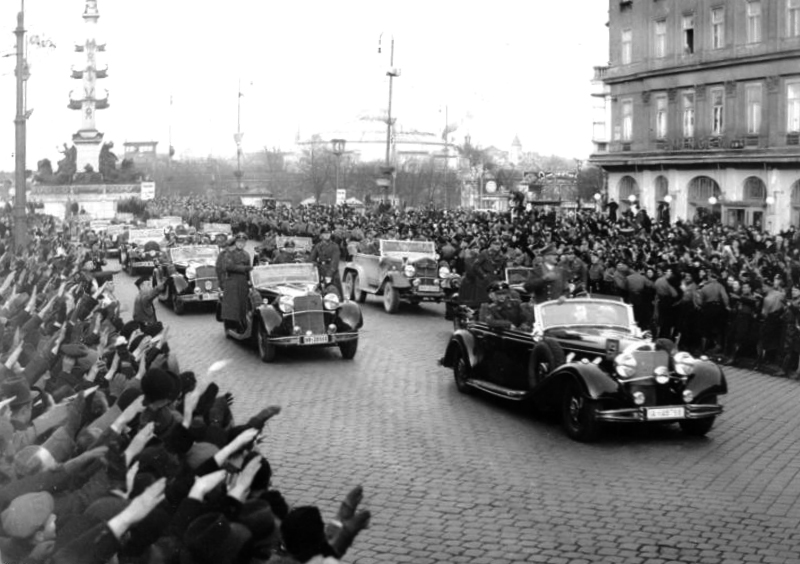
Hitler entrant victoriós a Viena el maig de 1938.

### L'aliança amb Japó

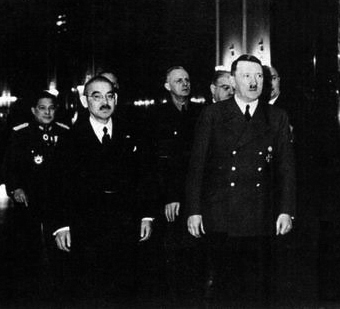
Hitler i el ministre d'exteriors japonès Matsuoka, rere ells (en el mig) Ribbentrop.

Al febrer de 1938, per consell del seu recentment nomenat ministre de Relacions Exteriors, favorable al Japó, Joachim von Ribbentrop, Hitler va posar fi a l'aliança entre la Xina i Alemanya amb la República de la Xina en lloc d'entrar en una aliança amb les més modernes i poderoses indústries del Japó. Hitler va anunciar el reconeixement alemany de Manxukuo, l'estat ocupat pels japonesos a Manxúria, i va renunciar a les reclamacions alemanyes a les antigues colònies al Pacífic. Hitler també va ordenar el cessament dels enviaments d'armes a la Xina. En represàlia, el general xinès Chiang Kai-shek va cancel·lar tots els acords econòmics entre la Xina i Alemanya, privant els alemanys de matèries primeres com el tungstè i la limitació dels esforços de rearmament alemany.
Per enfortir la relació amb aquesta nació, Hitler es va reunir el 1937 a Nuremberg amb el príncep Chichibu, germà de l'emperador Hirohito.

### Àustria i Txecoslovàquia

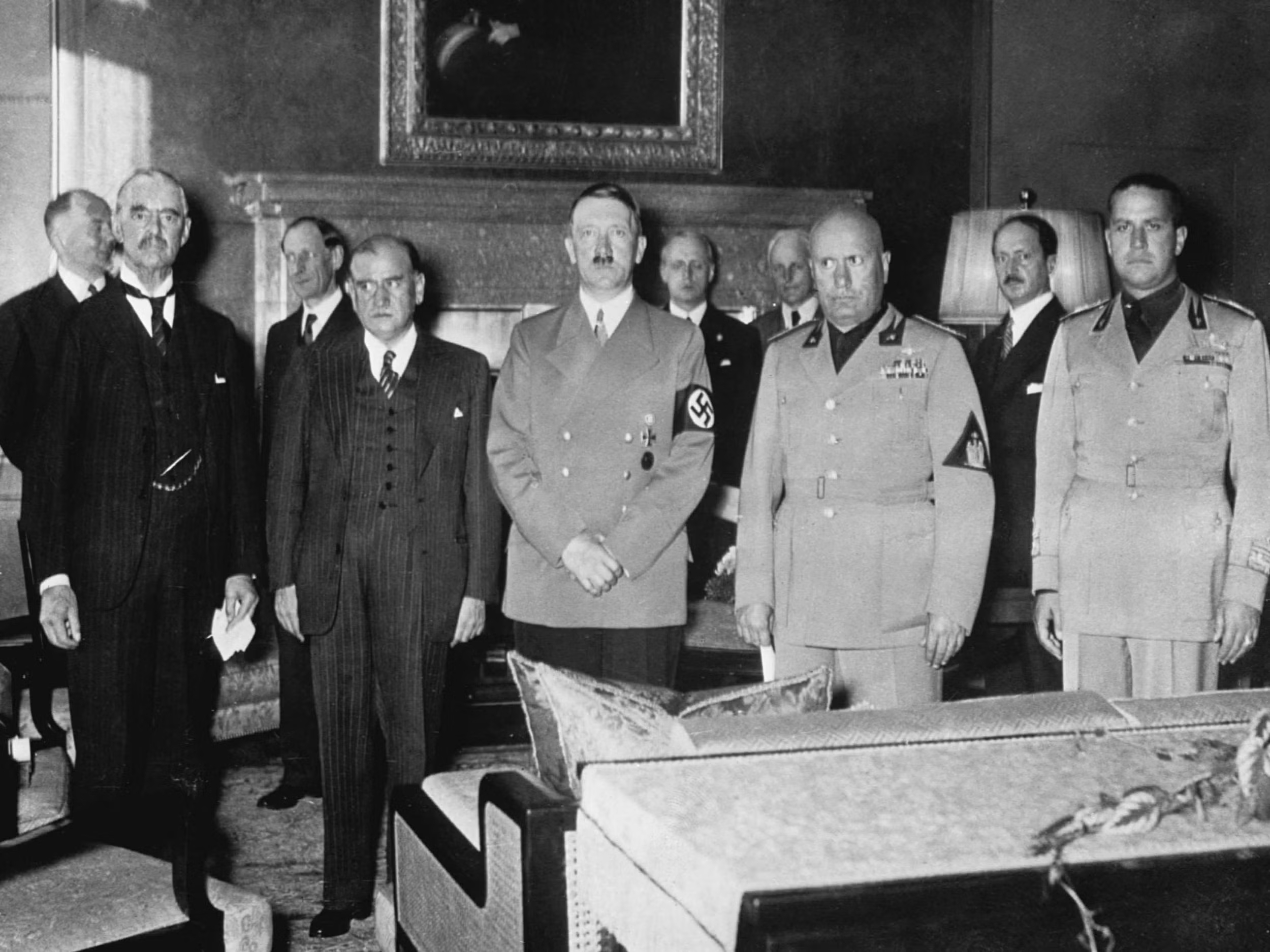
D'esquerra a dreta: Chamberlain, Daladier, Hitler, Mussolini i Ciano, en la foto, abans de signar l'Acord de Múnic, que va donar als Sudets a Alemanya.

El 12 de març de 1938, Hitler va pressionar a Àustria per a la unificació amb Alemanya (l'Anschluss) i va fer una entrada triomfal a Viena el 14 de març. A això li va seguir la intensificació de la Crisi dels Sudets, a la zona de parla alemanya de Txecoslovàquia coneguda com a Sudetes; Això va conduir a l'Acord de Múnic de setembre de 1938, que va autoritzar a l'annexió i ocupació militar immediata d'aquests districtes per part d'Alemanya. Com a resultat de la cimera, la revista TIME va proclamar a Hitler Home de l'Any de 1938, però en donar forma a les exigències militars de Hitler, Gran Bretanya I França també van abandonar Txecoslovàquia a la seva sort.
Chamberlain es va mostrar satisfet amb l'acord de Múnic, batejant resultat com «la pau per al nostre temps», mentre que Hitler es va enfadar per la seva oportunitat de guerra el 1938. Hitler va expressar la seva decepció per l'Acord de Múnic en un discurs pronunciat el 9 d'octubre de 1938 a Saarbrücken. En vista de Hitler, va ser una derrota diplomàtica, el que va animar a la intenció de Hitler de limitar el poder britànic per aplanar el camí per a l'expansió oriental d'Alemanya.
Des de la fi de l'any 1938, la contínua crisi econòmica causada pels esforços de rearmament de Hitler va obligar a fer retallades importants del ministeri de defensa. El 30 de gener de 1939, Hitler va dir «Exportar o morir» en un discurs i va perseguir una ofensiva econòmica alemanya, que hauria d'augmentar les reserves alemanyes de matèries primeres per disposar de l'alt grau de ferro necessari per a la fabricació de les armes de guerra, en aquell moment en fabricació accelerada.
Hitler va ordenar a l'exèrcit alemany entrar a Praga el 15 de març de 1939. Les forces alemanys van ocupar el Castell de Praga i el Reich va proclamar Bohèmia com protectorat alemany a Moràvia.

### Inici de la guerra
Després d'això, Hitler eleva queixes relatives a la Ciutat lliure de Danzig i el corredor polonès (la Crisi de Danzig), que va ser cedida per Alemanya en virtut del Tractat de Versalles. Gran Bretanya no havia pogut arribar a un acord amb la Unió Soviètica per a una aliança contra Alemanya, i, el 23 d'agost de 1939, Hitler signa a un pacte secret de no-agressió (el Pacte Molotov-Ribbentrop) amb Stalin en el qual es va acordar la probable partició de Polònia entre la Unió Soviètica i l'Alemanya nazi. L'1 de setembre, Alemanya va envair la part occidental de Polònia. Després d'haver garantit l'assistència a Polònia, Gran Bretanya i França declaren la guerra a Alemanya el 3 de setembre, però no actuen immediatament. No gaire després d'això, el 17 de setembre, les forces soviètiques van envair Polònia oriental.
Durant aquesta part de la guerra, Hitler reconstrueix les seves forces. L'abril de 1940, ordena a les forces alemanyes marxar sobre Dinamarca i Noruega. Al maig de 1940, Hitler ordena a les seves forces atacar França, la conquesta dels Països Baixos, Luxemburg i Bèlgica. França es va rendir el 22 de juny de 1940. Aquesta sèrie de victòries van persuadeir al seu principal aliat, Benito Mussolini d'Itàlia, per unir-se a la guerra al costat de Hitler al maig de 1940.
Gran Bretanya, va continuar lluitant al costat de les forces canadenques en la batalla de l'Atlàntic. Després de les seves gestions en pro de la pau sistemàticament rebutjades pel Govern britànic, ara conduït per Winston Churchill, Hitler ordena els bombardejos sobre les Illes Britàniques, el que va donar lloc a la batalla d'Anglaterra, un preludi de la ja prevista invasió alemanya. Els atacs van començar a copejar per les bases de la Reial Força Aèria i la protecció de les estacions de radar sud-est d'Anglaterra. No obstant això, la Luftwaffe no va poder derrotar la Reial Força Aèria (RAF) al final d'octubre de 1940. La superioritat aèria per a la invasió, denominada Operació Sealion, no estava assegurada, i Hitler va ordenar diversos bombardejos nocturns que es portarien a terme a ciutats britàniques, incloent-hi Londres i Coventry.
El 22 de juny de 1941, encara sense doblegar Anglaterra, Hitles va trencar el pacte de no-agressió que havia signat amb Stalin dos anys abans i tres milions de soldats alemanys van atacar la Unió Soviètica. Aquesta invasió, anomenada Operació Barbarroja, que s'estimava duraria uns pocs mesos, al principi va guanyar grans quantitats de territori als soviètics, inclosos els Estats Bàltics, Belarús, i Ucraïna. També van envoltar i van destruir moltes forces soviètiques. Però els alemanys a causa del retard de quatre mesos per les operacions a Grècia i Iugoslàvia, no van aconseguir arribar a Moscou el desembre de 1941, pel que també va influir l'arribada anticipada de l'hivern rus amb temperatures de fins a -50 °C (el més dur en 50 anys), tot això unit a la ferotge resistència soviètica, reforçada amb tropes siberianes del llavors general Zhukov especialment adaptades a les condicions extremes, per aquests factors la invasió no va acabar amb el triomf ràpid que Hitler perseguia.

### Inici de la derrota

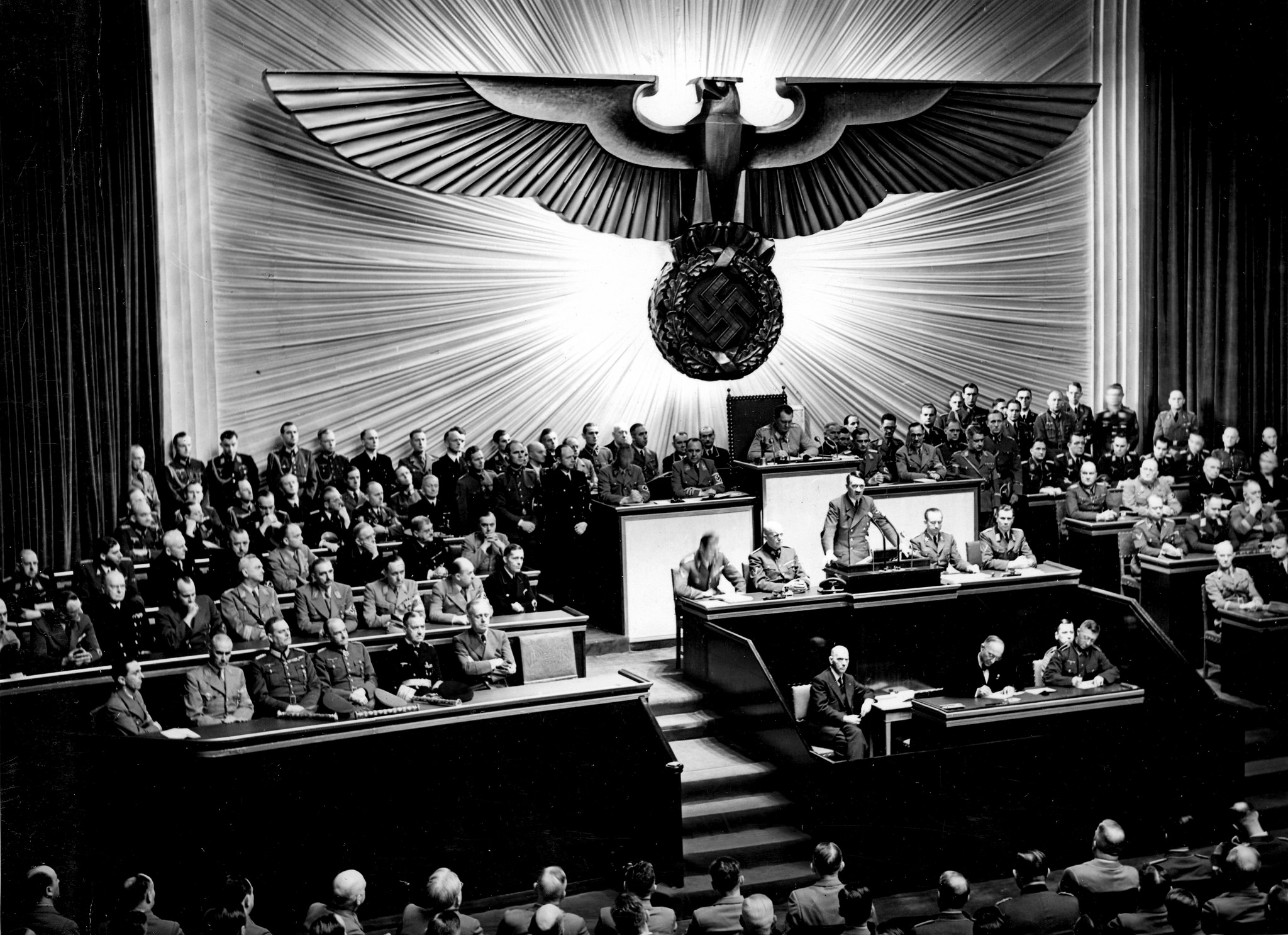
Hitler l'11 de desembre de 1941 pronunciant un discurs contra Roosevelt

Hitler va signar la declaració de guerra contra els Estats Units l'11 de desembre de 1941, quatre dies després de l'atac a Pearl Harbor, Hawaii, per l'Imperi del Japó molts historiadors i revisionistes consideren aquest pas un greu error tàctic i polític, aconseguia així posar en contra, una coalició que incloïa l'imperi més extens del món (l'Imperi britànic), i el més gran del món industrial i financer (els Estats Units), i l'exèrcit més gran del món (el de la Unió Soviètica).
A la fi de l'any 1942, les forces alemanyes van ser derrotades a la segona batalla d'El Alamein, el que va frustrar els plans de Hitler per aprofitar el Canal de Suez i l'Orient Mitjà. Al febrer de 1943, la titànica batalla de Stalingrad va posar fi al setge i la destrucció del 6è Exèrcit alemany. Poc després va arribar la gegantesca Batalla de Kursk (1.300.000 soviètics, 3.600 tancs, 20.000 peces d'artilleria i 2.400 avions, enfront de 900.000 alemanys, 2.700 tancs, 2.000 avions).
De Stalingrad en endavant, el pla militar de Hitler es va tornar cada vegada més erràtic, els russos van començar a avançar i van obligar les forces alemanyes extenuades a retirar-se. La situació econòmica interna a Alemanya es va deteriorar.
Després de la invasió aliada d'Itàlia (Operació Husky), el 1943, l'aliat de Hitler, Mussolini, va ser deposat per Pietro Badoglio, que es va rendir als Aliats. Al llarg de 1943 i 1944, la Unió Soviètica va forçar als exèrcits de Hitler a retrocedir al llarg del Front Oriental. El 6 de juny de 1944, els exèrcits occidentals aliats van desembarcar al nord de França en el que va ser l'operació amfíbia més gran de tots els temps, l'Operació Overlord.
En l'exèrcit alemany, els més realistes sabien que la derrota era inevitable, i alguns oficials van idear un pla per deposar Hitler del poder. El juliol de 1944, un d'ells, l'exoficial d'observació d'artilleria del mariscal Erwin Rommel, Claus von Stauffenberg va posar una bomba a un dels quarters generals de Hitler, la Wolfsschanze.

## Atemptats contra Hitler

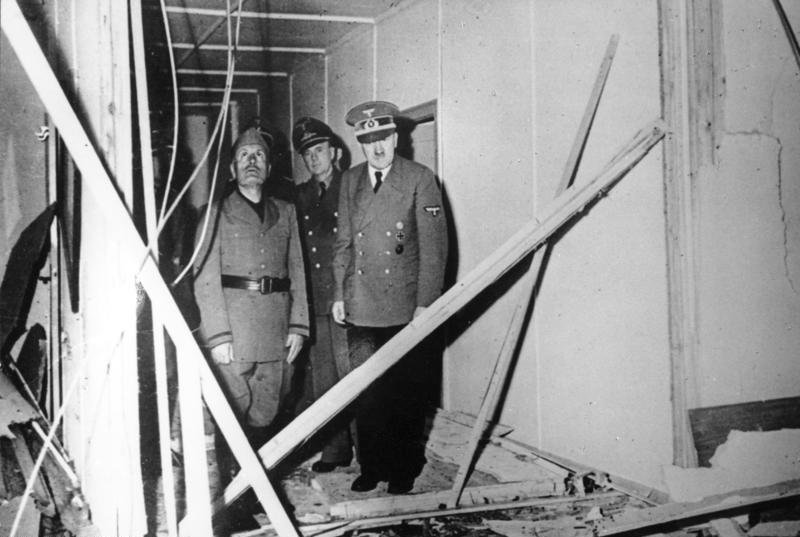
Hitler ensenya a Benito Musolini com va quedar la sala de la Wolfsschanze (Cau del Llop), on van atemptar contra ell el 20 de juliol de 1944

Hi va haver nombrosos intents o de particulars, organitzacions, militars o d'estats que van voler assassinar Hitler. Alguns dels plans es van produir abans de la Segona Guerra Mundial, tot i que l'intent més famós es va gestar dintre de l'exèrcit alemany. El pla va ser almenys en part impulsat per la perspectiva de la derrota cada vegada més imminent.
El juliol de 1944, com a part de l'Operació Valquiria, en el que es coneix com la trama 20 de juliol, Claus von Stauffenberg va col·locar una bomba al quarter general de Hitler, la Wolfsschanze (El Cau del Llop). Hitler va escapar de la mort per casualitat, algú sense saber-ho, va traslladar el maletí que contenia una bomba, i portat darrere d'una pota de la taula de conferències. Quan la bomba va explotar, la taula es va desviar molt de l'explosió de Hitler. Aquest és un dels pocs atemptats contra Hitler que podien haver tingut un final esperat per als perpetradors.
Aquest va ordenar salvatges represàlies, i una persecució implacable per part de les SS, el que va resultar en l'execució de més de 4.900 persones, de vegades per inanició en règim d'aïllament seguit per estrangulació lenta. El principal moviment de resistència va ser destruït, encara que petits grups aïllats van seguir funcionant. La llista de personatges que van «capturar» és extensa i es pot citar per exemple a Wilhem Canaris, Friedrich Fromm i Erwin Rommel, entre d'altres.
L'atemptat contra Hitler el 20 de juliol de 1944 li va deixar seqüeles progressives que lentament van afectar el seu subconscient, i van precipitar el desenvolupament del final de la guerra.
Hitler també va experimentar un deteriorament de la salut. La seva mà esquerra tremolava, el biògraf Ian Kershaw i altres creuen que podia haver sofert de la malaltia de Parkinson. També s'ha sospitat, per algun dels símptomes, que va poder haver patit sífilis, encara que les proves que acreditarien aquest fet són mínimes.

## Últims dies

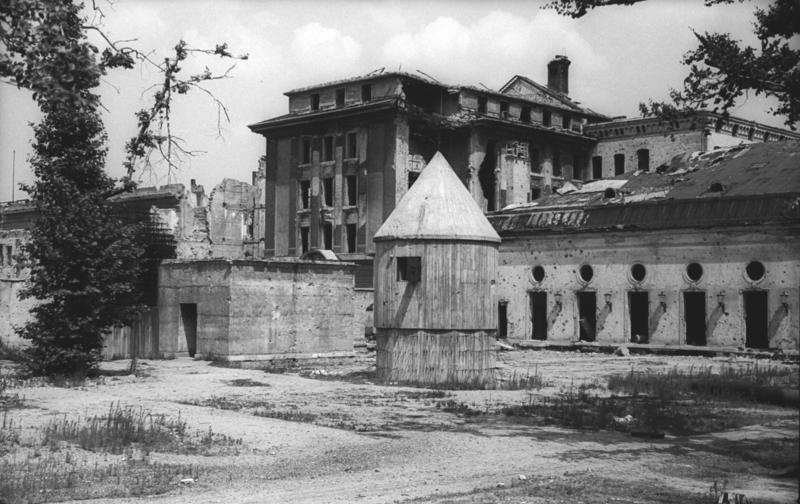
Entrada del Búnquer de Hitler amb les runes de la Nova Cancelleria al fons, 1947

En els últims dies de la guerra, Hitler va contreure matrimoni amb la seva amant Eva Braun, al búnquer subterrani sota les ruïnes de la Cancelleria nova, mentre la ciutat era envoltada per l'Exèrcit Roig. Després de contreure matrimoni, Hitler i Braun es van suïcidar i els seus cossos van ser incinerats.
Si bé Hitler havia designat en el seu testament a Karl Dönitz com a successor, el seu suïcidi va significar la rendició incondicional del Tercer Reich i la fi de la Segona Guerra Mundial a Europa i de 13 anys de mandat nacionalsocialista a Alemanya i a Europa. Des d'aleshores la historiografia, la memòria col·lectiva i la cultura popular en general, manté un aspecte negatiu sobre la seva figura a causa de la crueltat dels seus crims contra la humanitat de forma molt més viva de com es tracta altres figures contemporànies al Canceller com la de Stalin, que va governar tan despòticament com Hitler.

### Mort de Hitler

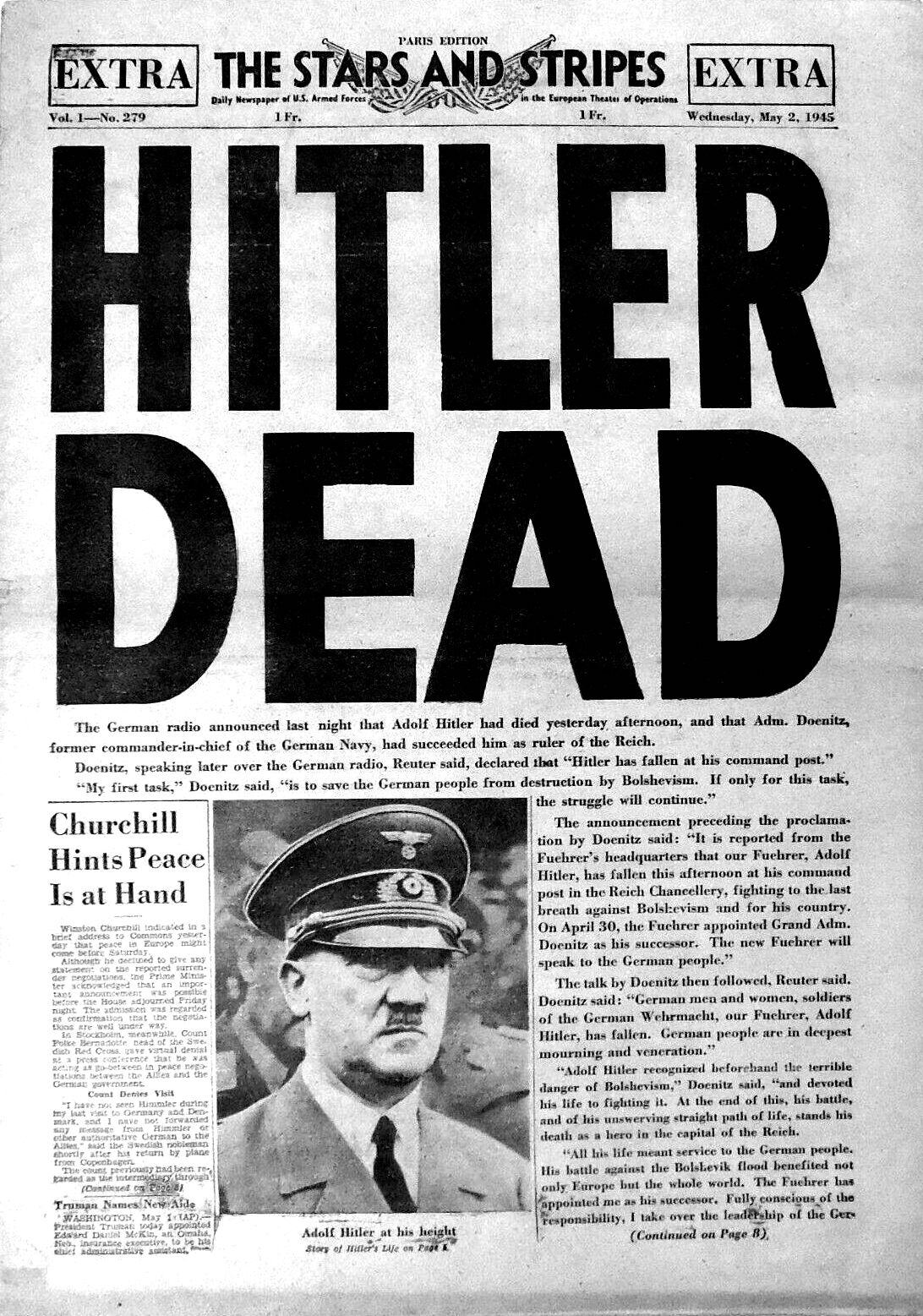
Portada del diari militar estatunidenc The Stars and Stripes amb data del 3 de maig de 1945, on es pot llegir en portada Hitler Dead, Hitler Mort en català

La versió oficial dels aliats concorda amb les versions donada per la secretària personal de Hitler, Traudl Junge, en el llibre Fins a l'última hora (Bis zur letzten Stunden: Hitlers Sekretärin erzählt Ihr Leben), on explicà la seva vida; amb la versió de Joachim C. Fest, historiador i biògraf, a la pel·lícula (Der Untergang) així com a la biografia del General Freytag von Loringhoven. Segons aquestes versions, Hitler va renunciar a intentar fugir de Berlín i es va suïcidar amb un tir de pistola justa després d'haver ingerit una càpsula de cianur en el seu despatx del Führerbunker, a 15 m de profunditat en el subsòl de l'edifici de la Cancelleria a Berlín just després que amb la seva esposa Eva Braun, s'empassés una altra càpsula de cianur. Era el 30 d'abril quan l'Exèrcit Roig, dirigit pel mariscal Gueorgui Júkov prenia Berlín (es trobava a menys de 300 m del búnquer).

Aquell dia, Hitler va dinar en companyia de les seves secretàries en un ambient silenciós i, després de dinar un àpat servit per Constanze Manziarly, va fer matar la seva gossa Blondie. A continuació, va donar al seu ajudant Otto Günsche instruccions estrictes sobre la cremació del seu cos i el de la seva esposa, probablement per evitar que fossin exhibits com «trofeus de guerra», recordant l'ultratge del cadàver del seu amic Benito Mussolini, que va ser penjat nu boca per avall juntament amb el de la seva amant en una gasolinera de Milà, on va ser colpejat, escopit i menyspreat durant dies. El següent relat procedeix del testimoni de Günsche: 
| « | Hitler es va retirar cap a les 16 hores juntament amb Eva Braun al seu despatx privat contigu a la sala de mapes i Otto Günsche es va parar davant del despatx esperant el moment d'entrar; l'acompanyava Linge. Es va sentir un tret ofegat i Günsche va esperar uns 15 minuts d'acord amb les instruccions; posteriorment Günsche va entrar seguit de Linge a l'habitació. Hitler estava recolzat a un extrem del sofà amb un tret a la timpà, amb sortida de projectil, de la qual encara rajava sang, la seva boca tenia una grotesca ganyota. | » |

Segons Günsche i Linge, Eva Braun estava recolzada a l'altre extrem amb els ulls oberts i una faç de dolor, una pistola era a la taula a la seva disposició, però no va trobar menester utilitzar-la, ja que el cianur subministrat pel metge personal de Hitler, Ludwig Stumpfegger, havia estat ràpid.
En efecte, Linge va seguir a Günsche en entrar al compartiment de Hitler, i un cop confirmada la seva mort, va aixecar els cossos embolicats en una catifa i els va treure al pati del darrere de la Cancelleria, en un moment en què plovien obusos russos molt prop del lloc.
Günsche va dipositar ambdós cossos en un orifici produït per l'artilleria soviètica, els va ruixar amb uns 200l de gasolina i els va calar foc. Mentre es consumien, uns quants testimonis, entre ells Martin Bormann, Goebbels, van fer una última i angoixada salutació militar; un obús que va esclatar a prop els va obligar a tornar al búnquer sense verificar la total consumació de la incineració. Rochus Misch sempre ha afirmat haver vist els cossos de la parella sense vida.
La seva mort es va posar en dubte durant molt de temps i es crearen tota mena de mites sobre el seu possible parador.
Recents versions sorgides en els anys 1990 del costat rus, confirmen que els soviètics (NKVD), després d'una infructuosa recerca en la qual fins i tot van trobar un doble de Hitler suïcidat en una habitació de la Cancelleria com una forma de despistar, per fi van trobar algunes restes de Hitler, Braun i la família Goebbels, i que aquests, secretament per ordre del mateix general Júkov, van ser transportats en caixes especials a la frontera, a una caserna militar que després passaria a ser territori de la República Democràtica Alemanya.
Els russos van confirmar el 1955 la mort de Hitler, però no en van mostrar proves substancials, excepte alguns detalls odontològics, la qual cosa confirmava, malgrat tot, que els russos tenien els cossos.
Aquestes restes van romandre enterrades secretament sota el jardí d'aquella caserna a la ciutat de Magdeburg i només algunes autoritats de la NKVD sabien on eren. El 1970, van ser exhumats, es va extreure el crani a Hitler i la resta dels cadàvers van ser incinerats. Per a evitar que la seva tomba fos objecte de veneració, les cendres van ser llançades al riu Rin.
No s'ha pogut trobar el crani de Hitler, però sí una part parietal de la seva caixa craniana, que es conserva en un museu soviètic. No obstant això, el setembre del 2009, l'arqueòleg Nick Bellantoni va anunciar que, després d'una anàlisi d'ADN practicat a les restes, es va determinar que el fragment del crani corresponia a una dona d'entre 20 i 40 anys.

## Judicis de Nuremberg
Absent en els Judicis de Nuremberg, i malgrat la consigna de Göring de «Ni una sola paraula en contra de Hitler» (que li va valer la burla dels seus compatriotes) el Führer va ser «traït» per la major part dels seus subordinats, la majoria el va culpar, a títol pòstum, com a responsable i ideòleg principal dels actes criminals comesos durant el Reich. La majoria van afirmar que només havien obeït les seves ordres, i van ignorar la realitat essencial del seu règim de terror i el genocidi.
La desnazificació després de la guerra no va impedir que molts còmplices de Hitler no es veiessin afectats, econòmicament o administrativament entre les dues noves realitats polítiques, Alemanya Occidental i Alemanya Oriental. Altres van fugir, a través del corredor de les rates a Amèrica Llatina o al món àrab, ja que en alguns països musulmans el nazisme no estava pas tan mal vist per la persecució dels jueus, sense deixar de mantenir el culte nostàlgic a la figura del Führer, i, sovint continuant fins a la mort la difusió de la negació de l'antisemitisme i de l'Holocaust, mentre que es reutilitzaven els mètodes policials del Tercer Reich per al benefici de les noves dictadures. Altres van ser utilitzats directament pel Servei Secret dels EUA, com Klaus Barbie. Gairebé cap funcionari nazi, mai no va declarar el seu penediment, ni expressar cap disgust per al seguiment i obediència cega de Hitler.
Albert Speer tot i renegà públicament de la figura de Hitler i del seu paper dintre del seu govern, en les seves memòries tracta, potser inconscientment la persona de Hitler amb molt de respecte, temor i fascinació. El 1952, el 25% dels alemanys enquestats van admetre tenir una bona opinió de Hitler i el 37% se sentia bé per no tenir més jueus al seu territori. El 1955, el 48% encara creia que Hitler, sense guerra, seguia sent un dels més grans estadistes que el seu país hages conegut mai. Encara el 1967 un 32% de població donava suport a aquest punt de vista, especialment entre la gent de més edat.
Encara en la dècada de 1980, va veure el ressorgiment dels grups neonazis, minoritaris però molt violents, molts encara duren i s'han multiplicat des de llavors, poc tenen a veure, però, amb la ideologia nazi que Hitler va idear, que celebren com a hereus seus l'aniversari del naixement i la mort del Führer. Fins i tot a Occident, la guerra contra Hitler mai va ser dissenyada com una guerra per salvar jueus. L'especificitat de la seva acció racista i genocida havia estat poques vegades vista pels seus contemporanis i no era gaire coneguda entre els Aliats.

## Antisemitisme
El primer testimoni de Hitler sobre la qüestió jueva es troba en una carta escrita el setembre de 1919:
utilitzant la terminologia biològica que sovint desplegaria, va declarar que les activitats dels jueus produïen «una tuberculosi racial en les nacions». Va afirmar categòricament que els jueus eren una raça, no una religió. L'antisemitisme com a moviment polític, va declarar, s'hauria de basar en la «raó», no en l'emoció, i hauria de conduir a l'eliminació sistemàtica dels drets dels jueus. No obstant això, concloïa, l'«objectiu final», que només podia assolir amb un govern de «fortalesa nacional» havia de ser la «eliminació completa dels jueus».
Vint-i-cinc anys després, en vigílies del seu suïcidi, va deixar escrit en el seu Testament Polític la seva valoració de la «raça jueva» com la veritable culpable de la guerra que s'esdevenia en aquell moment.
En un passatge de Mein Kampf, va escriure que el sacrifici dels soldats alemanys al front de la Gran Guerra no hagués estat necessari si «dotze o quinze mil d'aquests jueus corruptors del poble haguessin estat sotmesos als gasos tòxics».

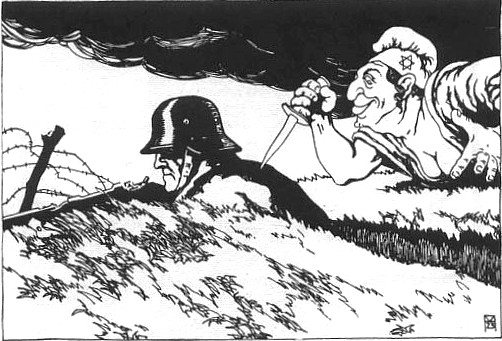
Idea nazi de la «punyalada a l'esquena» de 1918

L'antisemitisme de Hitler era un component molt arrelat i essencial de la seva ideologia, més enllà dels usos propagandístics que va poder donar-li al llarg de la seva trajectòria política. Juntament amb el desig d'assegurar l'hegemonia d'Alemanya a Europa i la consecució d'un espai vital per al seu país, l'eliminació dels jueus era el tercer element que formava la seva ideologia.
El desig de venjança que Hitler va desenvolupar després de la capitulació alemanya el novembre de 1918 es va centrar en una sèrie d'enemics que ja havia identificat anys abans, als quals només es podia combatre mitjançant la guerra, i des del seu punt de vista els jueus eren els responsables dels crims més terribles de tots els temps, principalment, per la «punyalada a l'esquena» de 1918, la capitulació, la revolució, la desgràcia d'Alemanya. Segons la seva pervertida percepció eren els principals protagonistes del capitalisme de Wall Street i de la City de Londres, així com del bolxevisme de Moscou, i, segons la seva creença en la llegenda de la «conspiració jueva mundial», sempre estarien bloquejant el seu camí i representarien l'enemic més perillós per als seus plans, lògicament aquesta guerra no podia ser altra cosa que una guerra contra els jueus.
En aquest sentit, Hitler es veia com l'agent necessari per a la salvació d'Alemanya i veia la destrucció del poder dels jueus com el mitjà indispensable per assolir-la.
Amb el seu ascens al poder el 30 de gener de 1933, la seva Weltanschauung, abans de res ideà un conjunt d'objectius visionaris, va servir per integrar les forces del nazisme, per mobilitzar als seus activistes i per legitimar determinades iniciatives polítiques dutes a terme seguint, d'una forma o una altra, la seva voluntat. Entre aquests objectius hi havia l'eliminació dels jueus, idea que va saber manejar amb criteri tàctic al llarg de la seva carrera. Així, Hitler intervenia per canalitzar els atacs en forma d'una legislació antijueva tremendament discriminatòria, apaivagant en cada fase als radicals i progressant en la radicalització de les mesures adoptades. Existia, per tant, una «dialèctica» contínua entre accions «salvatges» des de baix i discriminació orquestrada des de dalt. Cada fase de radicalització era més intensa que la que precedent. D'aquesta manera, la inèrcia no s'esvaïa mai.

### Teories sobre l'origen del seu antisemitisme
Des de la seva aparició en el món polític, van sorgir tota mena de teories i rumors que han intentat explicar, insatisfactòriament, els orígens de l'antisemitisme de Hitler.
Hi va haver rumors que Hitler tenia alguna part de sang jueva i que la seva àvia, Maria Schicklgruber, es va quedar embarassar mentre treballava com a criada en una família jueva. Les implicacions d'aquests rumors eren políticament explosives per al proponent d'una ideologia racista. Els adversaris van intentar demostrar que Hitler tenia avantpassats jueus o txecs. Encara que aquests rumors no van ser mai provats, per a Hitler van ser una raó suficient per ocultar els seus orígens. Segons Robert GL Waite a The Psychopathic God:
| « | Hitler va convertir en il·legal per les dones alemanyes treballar en famílies jueves, i després del Anschluss (annexió) d'Àustria, va convertir la ciutat natal del seu pare en una àrea de pràctiques d'artilleria. Waite diu que les inseguretats de Hitler en aquest aspecte poden haver estat més importants que si l'ascendència jueva va poder ser provada pels seus detractors. | » |

Pels volts de 1903, Hitler assistia a la Realschule al mateix temps que Ludwig Wittgenstein, un dels més destacats filòsofs del segle xx. Un llibre de Kimberley Cornish suggereix que els conflictes entre Hitler i alguns estudiants jueus, inclòs Wittgenstein, van influir críticament en la formació de Hitler com a antisemita. No obstant això, l'obra de Cornish ha estat acusada de ser de naturalesa especulativa.
Molts historiadors especulen que el seu odi extrem cap als jueus era per la possibilitat que el pare biològic d'Alois (i per tant el seu avi) fos d'origen jueu, el que va ser desmentit després. Uns altres ho atribueixen al fet que la seva mare va morir a la cura d'un metge jueu, però el mateix Hitler va semblar estar agraït per les seves atencions (li va regalar una pintura i més tard com a canceller li va permetre sortir d'Àustria). Segons alguns, seria la idea de la suposada influència sionista perquè Estats Units entrés en la guerra. Fins ara, cap d'aquestes asseveracions ha estat convincentment confirmada. Una altra hipòtesi afirma que va ser simplement per estratègia política. Hitler va trobar un culpable simbòlic que li permetia justificar fàcilment el nacionalisme alemany i superar la lluita de classes (el que en psicologia bàsica es denomina boc expiatori).
El banquer no era dolent per ser banquer, sinó per ser jueu. Si el banquer era alemany, nacionalista alemany, només podia obstinar la plusvàlua que obtenia a costa dels treballadors en engrandir Alemanya. Era una adaptació de la idea feixista del nacionalisme per superar la lluita de classes, però era molt més potent en identificar un enemic mític contra el qual ja existia recel i aversió mítica i antiga (els jueus com a responsables de la mort de Crist). Una brillant idea amb la qual va promoure un moviment unitari amb una gran dosi de crítica i acció constructora (la gran Alemanya) i una no menor dosi de destrucció i violència mítica. L'acció política perfecta: construir i destruir com a proposta política.
Segons els seus escrits, ell considerava als jueus com una raça estrangera en territori alemany i compartia moltes de les idees antisemites comunes de l'època, que eren d'origen molt antic (un exemple d'això el tenim en la influència del pamflet apòcrif Els protocols dels savis de Sió). Així, parlava d'una «conspiració judeo-bolxevic» (en la qual incloïa a tots els moviments d'esquerra per igual), al mateix temps que culpava als empresaris i financers jueus dels problemes econòmics pels quals passava Alemanya per aquell temps (alguns dels seus primers discursos versaven sobre el que ell anomenava «l'esclavitud de l'interès»). Com es veurà, això va portar a acusar també de portar a Alemanya a la derrota el 1918.

## Actitud cap a l'ocultisme

Emblema de la Societat Thule, Un dels fonaments principals de la Societat Thule van ser els orígens mítics de la raça ària, un desig de la qual era demostrar que la raça ària provenia d'un continent perdut, potser de l'Atlàntida.

Alguns autors creuen que, a diferència d'alguns ideòlegs nazis, Hitler no es va adherir a les idees esotèriques, l'ocultisme, o ariosofia. Hitler ridiculitzava certes d'aquestes creences a Mein Kampf. No obstant això, altres autors creuen que el jove Hitler va ser fortament influenciat, sobretot en el seu punt de vista racial, per l'abundància d'obres ocultes en la superioritat mística dels alemanys, com l'ocultisme i la revista antisemita Ostara, donar crèdit a l'afirmació del seu editor Jörg Lanz von Liebenfels que Hitler va visitar-lo el 1909 i va elogiar el seu treball. Els historiadors segueixen dividits sobre la qüestió de la fiabilitat del suposat «contacte amb Hitler». Nicholas Goodrick-Clarke considera que aquest fet pot ser cert, Brigitte Hamann per la seva part, deixa la qüestió oberta i Ian Kershaw, tot i qüestionar fins a quin punt estava influenciat per ell, assenyala que, «el més probable és que Hitler va llegir Ostara, juntament amb altres racistes», Kershaw dona per fet que Hitler ho va fer i s'interessava molt per aquestes «doctrines».
Amb tot, cal no oblidar que molts dels emblemes dels graus de les institucions nazis tenien, com per exemple l'esvàstica, un origen molt antic i de caràcter espiritual i simbòlic.

## Personalitat

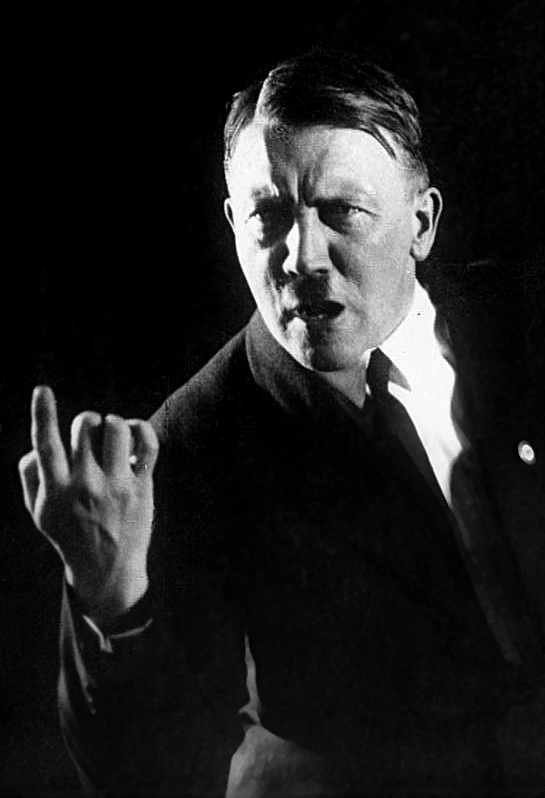
Hitler el 1927 en una de les seves poses oratòries

El gran interès que desperta la figura de Hitler es deu precisament als rivets del seu extraordinari tipus de personalitat i la seva aura d'impenetrabilitat. Hitler posseïa un extraordinari carisma capaç de convèncer no només a una persona, sinó també a les masses, a més de posseir una gran oratòria i una gesticularització molt estudiada a més d'una extraordinària capacitat de lideratge, però el coneixia diria el mateix que va opinar el seu ministre i arquitecte Albert Speer: «Mai vaig arribar a conèixer a Hitler».
Hitler era en si un individu molt autosuficient i solitari. Molt poques persones integraven el seu seguici personal, on es poden citar Albert Speer, el fotògraf Heinrich Hoffmann, Martin Bormann, Wilhelm Bruckner, Josef Dietrich, Joseph Goebbels, Julius Schaub, Julius Schreck i l'arquitecte Geisler com les seves secretàries personals. A ells els exigia lleialtat total i discreció.
Hitler mai va visitar una ciutat bombardejada, un camp de concentració o un hospital (l'única excepció va ser per visitar a les víctimes de l'atemptat del 20 de juliol). Un fidel exemple d'aquest aspecte és que Hitler es va negar a veure les fotos i filmacions de les execucions dels involucrats en l'atemptat executat per Claus von Stauffenberg cap a la seva persona el 1944.
Una de les característiques més rellevants de la personalitat de Hitler era la capacitat d'impressionar, encantar, manipular i subjugar a qui l'envoltes; hi havia persones que podien ser molt fortes i segures de si mateixes, però en presència de Hitler aquestes personalitats es veien disminuïdes i manipulades fins al servilisme, per exemple, Hermann Göring va expressar al ministre de finances Schacht que «cada vegada que estava davant del Führer sentia el cor en un puny».
Hitler, era molt poc procliu a demostrar algun tret emocional o demostrar afinitat a algú, com quan es prenien fotografies d'ell acompanyat, en canvi si demostrava una faceta molt humana en presència de nens, sobretot quan era visitat a Berghof, d'on es conserven gran quantitat de fotografies amb joves.
Hitler demostrava a més insensibilitat i falta d'escrúpols quan es tractava de desfer-se d'enemics o sacrificar soldats; es pot citar com a exemple la destrucció del 6è Exèrcit alemany a Stalingrad.
Un altre dels trets característics de Hitler era el seu menyspreu per la debilitat davant l'enemic i per aquest, sobretot al judaisme i en segon grau al comunisme, la seva impulsivitat i la seva obcecació per les metes sense importar el cost que tinguessin. Per exemple: quan Brauchistch li va demanar la retirada estratègica de Moscou, Hitler es va enfellonir dient: «No em podeu treure Moscou!, Vull Moscou!».
Un exemple de la seva aparent flexibilitat és quan va cedir davant Himmler per la deportació dels holandesos a Polònia, en pro d'augmentar primerament el contingent de les SS.
Albert Speer va arribar a afirmar que «en el lloc on hi havia d'haver un cor al pit de Hitler, hi havia un gran buit».
Quan li tocava tractar temes variats sobre aspectes tècnics o militars, mostrava un bast coneixement d'aquests, arribant a sorprendre els seus interlocutors.
Hitler era molt condescendent amb qui mostraven valor en combat; va arribar a dissenyar ell mateix la  Creu de Cavaller de la Creu de Ferro amb Fuller de Roure d'Or, Espases i Diamants per a Hans Ulrich Rudel, el cèlebre pilot de «Stukas».

Cita Junge en les seves memòries: 
| « | «Hitler era vegetarià, li agradava el te i no suportava la calor, no es podia fumar en la seva presència i feia climatitzar els seus ambients a no més de 11 °C de temperatura. Un altre dels aspectes és que a Hitler li agradava escoltar xafarderies, car el distreien de la seva realitat. A més, Hitler es ficava al llit molt tard, a les tres o quatre de la matinada, i s'aixecava també molt tard, entre les 10:00 i les 11:00 hores, el personal militar de la primera planta es ficava al llit al voltant de la mitjanit, acabada la darrera reunió de guerra de cada dia i s'aixecava cap a les set». | » |

Solitari i sense amics, Hitler no va superar les vivències de la seva joventut, no reflectia ni afecte ni compassió per ningú, reservant els seus pocs moments de tendresa al seu gos Blondi, un pastor alemany. El seu egoisme sense complexos, la seva convicció que era infal·lible i la seva set de dominació es reflecteix en la negativa perpètua a rebre cap crítica i els seus monòlegs nocturns interminables, esgotava la seva comitiva fins a altes hores de la nit per l'insomni que patia.
Hitler podia consumir grans quantitats de dolços i xocolata, que es podrien deure a compensacions enfront d'altres privacions, no fumar, no beure alcohol. Reinhold Hanisch company de vagabundeig de Hitler, explicà que, quan aquest aconseguia vendre un dels quadres de Hitler, ell reunia una gran quantitat de dolços i gelats, ja en els anys 30, quan tenia amics adinerats, abocava gran quantitat de sucre als vins de les millors reserves europees, per a escàndol dels amfitrions.
Segons la Llei de Godwin si una discussió es fa molt extensa, les probabilitats de comparar alguna cosa amb el món nazi tendeixen a u.

### L'oratòria
Hitler va perfeccionar les seves habilitats, donant discursos als soldats durant 1919 i 1920. Es va convertir en un expert en dir a la gent el que volia escoltar (la punyalada per l'esquena, el complot judeo-marxista per conquerir el món, i la traïció d'Alemanya en el Tractat de Versalles) i la identificació d'un boc expiatori per a les seves dificultats. Va ser entrenat suposadament per Erik-Jan Hanussen, un vident amb estil propi que es va centrar en gestos de la mà i el braç i que, irònicament, tenia llegat jueu. El ministre de Munició i arquitecte personal del Führer, Albert Speer va dir que Hitler era abans que res un actor.
Massives manifestacions nazis van ser organitzades per Speer, dissenyades per provocar un procés d'auto-persuasió per als participants. En participar en les manifestacions, marxant, cridant Heil, i fent salutacions militars, els participants van enfortir el seu compromís amb el moviment nazi. Aquest procés es pot apreciar en observar el treball de Leni Riefenstahl, que presenta el Rally de 1934 a Nuremberg. La càmera va enfocar a Hitler des de dalt i des de baix, però només dues vegades al cap. Aquest angle de la càmera dona una aura a Hitler similar a la de Crist. Algunes de les persones a la pel·lícula són actors pagats, però la majoria dels participants no ho són. Si la pel·lícula en si mateix va reclutar part de la companyia de teatre, es desconeix.
Alfons Heck, un ex membre de les Joventuts Hitlerianes, ens descriu la reacció a un discurs de Hitler: 
| « | «Nosaltres vam entrar en erupció en un frenesí d'orgull nacionalista que ratllava la histèria. Durant uns minuts en el final, vam cridar des de la part superior dels pulmons, amb llàgrimes corrent per les nostres galtes: Sieg Heil, Sieg Heil, Sieg Heil a partir d'aquell moment, jo pertanyia a Adolf Hitler, el cos i ànima» | » |

### Sexualitat

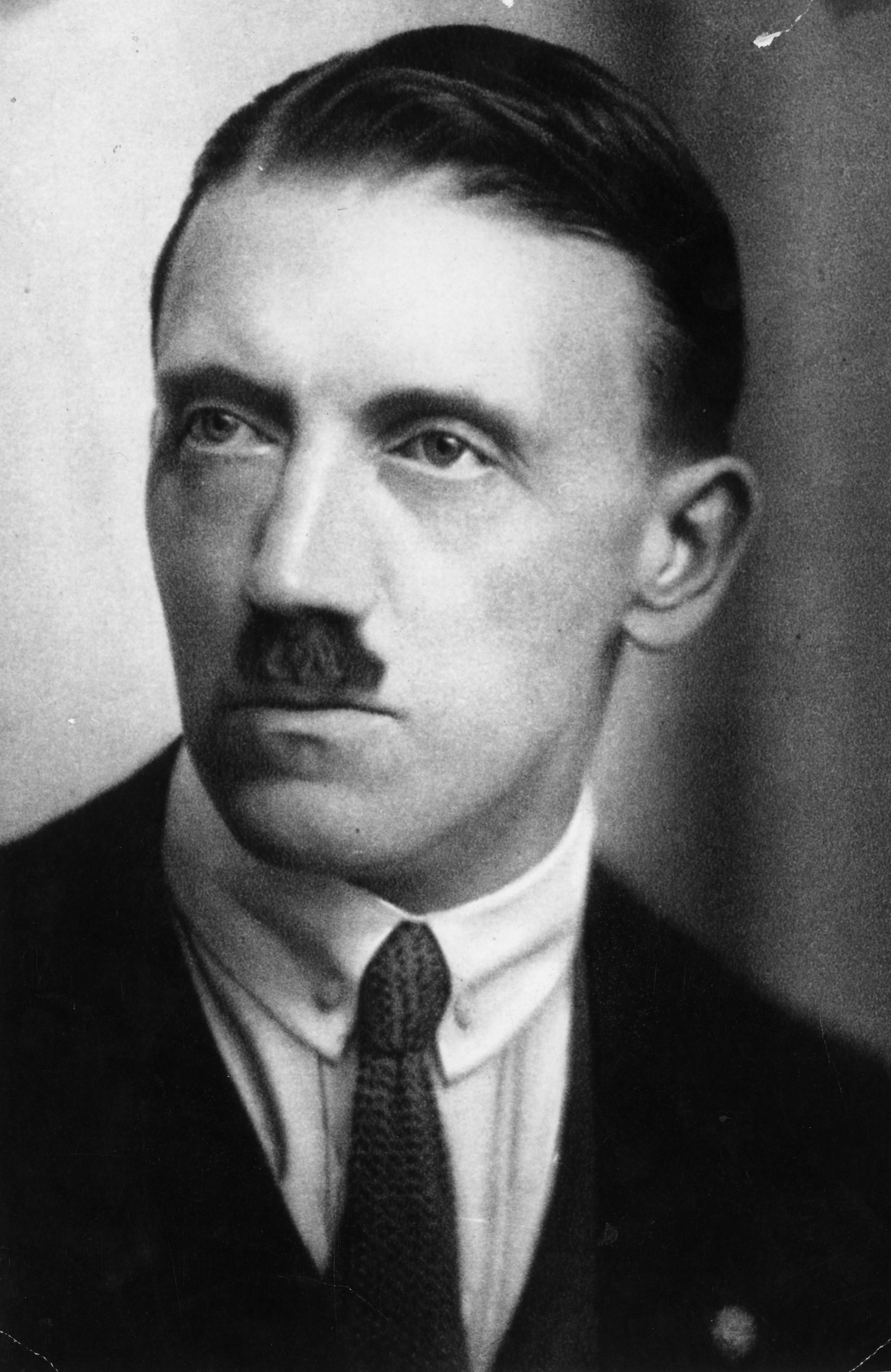
Adolf Hitler de jove, vora el 1920

Hitler es va presentar públicament com un home sense vida domèstica, dedicat completament a la seva missió política. No obstant això, ell tenia parella en la dècada de 1920, Mimi Reiter; i més tard Geli Raubal o Leni Riefenstahl van tenir relacions amb ell sobreposades a la d'Eva Braun, que va ser la seva amant fins a la mort de manera extraoficial. Ell tenia un estret vincle amb la seva neboda Geli, que alguns comentaristes han afirmat ser sexual, encara que no hi ha proves que ho corroborin.
Algunes d'aquestes dones van intentar suïcidar-se (dos van tenir èxit), un fet que ha portat a l'especulació que Hitler podia haver tingut comportaments sexuals fetitxes i perversos, que les van portar fins al suïcidi.
Alguns historiadors també han especulat sobre la possible homosexualitat de Hitler, com Eugen Dollman que va publicar les seves memòries el 1949 a Itàlia, on defensava l'homosexualitat de Hitler. Lothar macht, en la seva obra El secret de Hitler, per exemple, també defensa aquesta teoria.

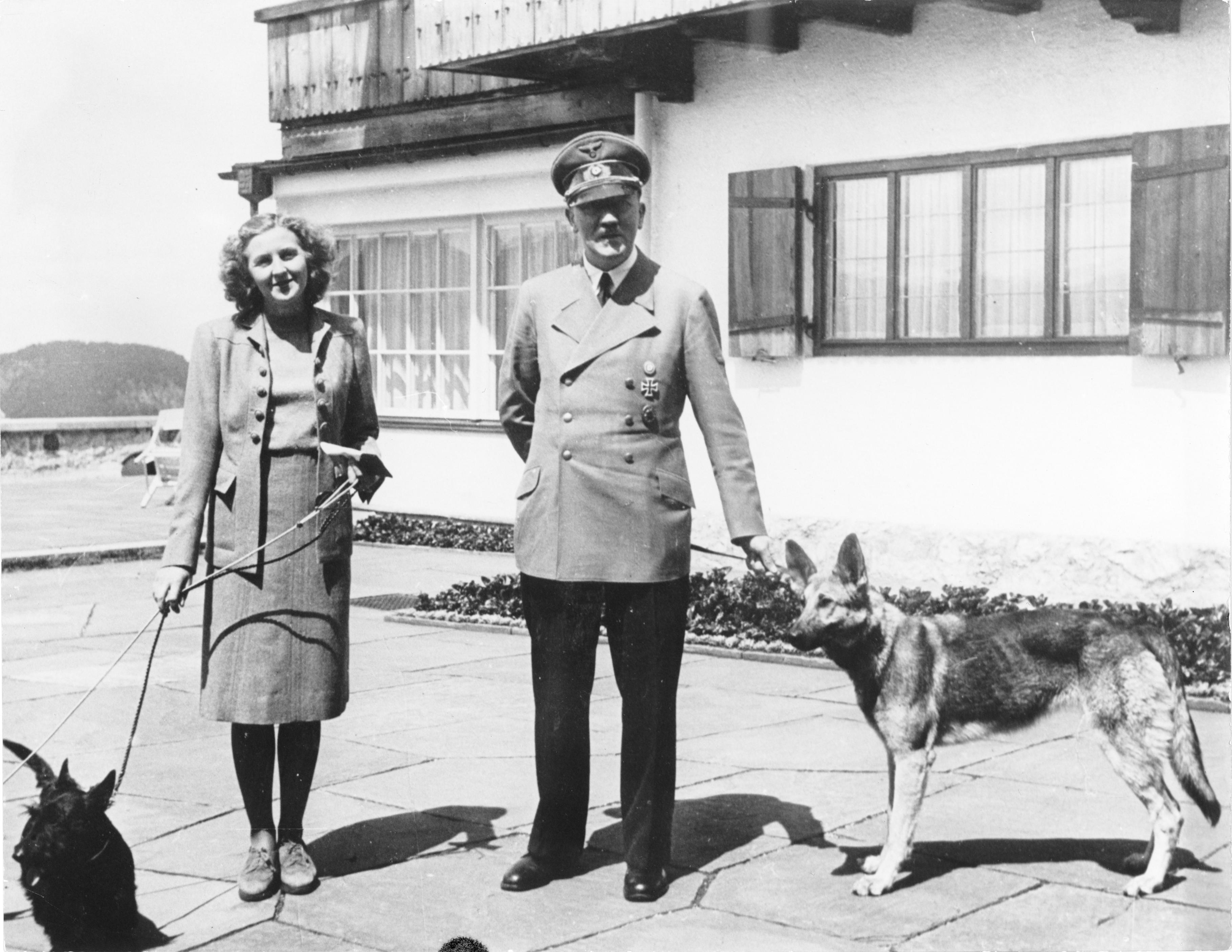
Hitler i la seva futura esposa i amant Eva Braun

Quan Hitler poc després d'abandonar l'escola es va traslladar a Viena, quan no va ser admès en l'Acadèmia d'Art, va començar a viure (uns quatre mesos) amb August Kubizek, un jove de la seva ciutat natal. Intensament gelós, Hitler va escriure de Kubizek, «no puc suportar la seva parella i que conversi amb altres joves».
Al maig de 1913, es va traslladar juntament amb un altre jove a Múnic i, al setembre de 1914, es va unir a l'exèrcit bavarès. Va passar els anys de la guerra darrere de les línies fent feina de missatgeria, i, suposadament gaudint d'una relació sexual llarga i activa amb un altre missatger, Ernst Schmidt. En finalitzar la guerra, Hitler va tornar a Múnic.
Alguns treballs han intentat demostrar que Hitler mai va tindre relacions sexuals amb cap dona, aquest fet però mai ha estat provat, encara que podria estar relacionat amb els seus fetitxes sexuals.
Hitler era molt gelós i no permetia a gairebé ningú immiscir-se en els seus assumptes amorosos. Albert Speer en les seves memòries va assenyalar que Hitler proporcionava un tracte desconsiderat, opressiu i vexatori cap a Eva Braun.

## Salut
La salut de Hitler ha estat objecte de debat. Se suposa que podia haver patit de la síndrome de l'intestí irritable, lesions a la pell, batec irregular del cor, malaltia de Parkinson, la sífilis, tinnitus, i la Síndrome d'Asperger. Va tenir problemes amb les seves dents i el seu dentista personal Hugo Blaschke va dir que li va encaixar un pont dental en la mandíbula superior el 1933 i que el 10 de novembre de 1944 van dur a terme una cirurgia per tallar part de la secció del darrere esquerre del pont que estava causant una infecció de les genives. Ell també patia de sinusitis.
Després de la dècada de 1930, Hitler va seguir en general una dieta vegetariana, tot i que menjaven carn de tant en tant. Hi ha informes que afirmen que aquest influïa a les persones del seu cercle amb la intenció que no mengessin carn, per mitjà d'històries terribles sobre la caça. La por de càncer (de la qual va morir la seva mare) és la raó més citada per aquest fet, encara que També s'afirma que Hitler, era un fervent defensor dels animals tenint-ne un profund interès. Martin Bormann tenia un hivernacle construït per ell (prop de Berchtesgaden) per assegurar un subministrament constant de fruites i hortalisses fresques de Hitler durant la guerra.
Hitler no fumava i va promoure agressives campanyes contra el tabac a tot Alemanya. També menyspreava l'alcohol.
Hitler va començar a consumir amfetamines a vegades des de 1937 i es va convertir en addicte des de l'estiu de 1942. Albert Speer, va afirmar que això era la causa més probable de la rigidesa després de la decisió de Hitler de no preocupar-se pels recessos militars que començaven a multiplicar-se.

## La religió de Hitler
Hitler va ser criat per pares catòlics, però després de sortir de casa, mai va assistir a missa o va rebre els sagraments amb regularitat. Aspectes de Hitler el declinaven a favor del protestantisme, si són més adequats per als seus propis objectius. Al mateix temps, va adoptar alguns elements de la jerarquia de l'Església Catòlica l'organització, la litúrgia i la fraseologia en la seva política. Quans s'havia traslladat a Alemanya, on les esglésies són finançades en gran part a través d'un impost eclesiàstic recollit per l'estat, Hitler va sortir de l'església i ja no va pagar els impostos eclesiàstics (Kirchensteuer).
En públic, Hitler sovint elogià l'herència cristiana d'alemany i la cultura cristiana, en la que professava la creença en un Crist, un Jesús que va lluitar contra els Jueus. Als seus discursos i publicacions, Hitler va parlar de la seva interpretació del cristianisme com un centre de la motivació del seu antisemitisme i va afirmar que «Com a cristià no tinc el deure de deixar-me ser enganyat, però tinc el deure de ser un lluitador per la veritat i la justícia.» Les seves declaracions privades, segons el que havia informat als seus íntims, mostraven Hitler com a crític del cristianisme tradicional, que considerà una religió que només servia per als esclaus. Admirava el poder de Roma, però mostrava hostilitat severa cap als seus ensenyaments. A la llum d'aquestes declaracions privades, per John S. Conway i molts altres historiadors, no tenen cap dubte que Hitler va dur a terme una «oposició fonamental» a les esglésies cristianes.

Bandera del Cristianisme positiu ideat pel nazisme

En les relacions polítiques amb les esglésies a Alemanya, però, Hitler ràpidament va adoptar una estratègia «que convenia als seus fins polítics immediats». Hitler tenia un pla general, fins i tot abans de l'arribada dels nazis al poder, per destruir el cristianisme al Reich. El líder de les Joventuts Hitlerianes, va afirmar que «la destrucció del cristianisme va ser reconeguda explícitament com un objectiu del moviment nacional-socialista» des del principi, però «les consideracions de conveniència van fer aquest fet impossible» públicament va expressar aquesta posició extrema, aquesta postura va ser obertament atacada per l'església. La seva intenció era esperar fins que la guerra hagués acabat per destruir la influència del cristianisme.
Hitler, per un temps, va advocar perquè els alemanys formessin una nova fe cristiana que ell va anomenar «Cristianisme Positiu», un sistema de creences purgat que s'oposava al cristianisme ortodox, i amb elements afegits de caràcter racista. El 1940, però, era de públic coneixement que Hitler havia abandonat la fe cristiana, fins i tot la idea sincretista d'un cristianisme positiu. Hitler sostenia que era poc menys que terrorisme «la religió és, per dir-ho breument, un dogma jueu, que el cristianisme s'ha universalitzat, i l'efecte és el de sembrar la torbació i confusió en les ments dels homes».
Hitler va dir una vegada: «No volem que cap altre déu que la mateixa Alemanya. És essencial tenir una fe fanàtica, esperança i amor en i per a Alemanya».

## Hitler creuat contra el Comunisme
Mein Kampf (La meva lluita) és un llibre violentament anti-marxista. Hitler va anomenar el marxisme una «doctrina jueva» i «plaga mundial». Sota la dictadura nazi, els socialistes van ser perseguits, assassinats i empresonats sota el règim del Schutzschaft en camps de concentració des del 1933. Els llibres de Karl Marx van ser prohibits i cremats.
L'austríac economista liberal Ludwig von Mises creia el 1944 que els nazis havien posat en pràctica la major part de les mesures de transició que propugnava el Manifest Comunista de Karl Marx i Friedrich Engels: vuit de les deu mesures que Marx i Engels enumeren el 1848 haurien sigut executades pels nazis. Només dos punts no estan plenament assumits pels nazis, és a dir, l'expropiació de la propietat de la terra i l'assignació de les despeses de renda de la terra de l'Estat (punt núm. 1 del Manifest) i l'abolició de l'herència (punt 3). Els mètodes dels impostos, la planificació agrícola i les polítiques relatives a la limitació de les rendes anirien lligades d'alguna manera amb el marxisme.
Aquest punt de vista és marginal. De fet, només quatre van ser aplicades, dues pel mateix Hitler, el que resultà de la conservació de les eleccions celebrades a la República de Weimar. Finalment, algunes d'aquestes mesures han estat àmpliament aplicades per tota mena de règims al segle xx «educació pública gratuïta per a tots els nens», per exemple. França va aplicar, cinc de les mesures proposades per Karl Marx. No es pot oblidar tampoc el rebuig radical de la noció de lluita de classes pels nazis, la seva total falta de nacionalització i reforma agrària, la seva comprensió complexa, però duradora amb la indústria i finances, el seu fort neo-paganisme lluny del materialisme històric, i, finalment, tot i que detestava el marxisme, de fet s'ha assenyalat pel seu biògraf Ian Kershaw que no hi ha proves que llegís un sol text de Marx.

## Llegat de Hitler

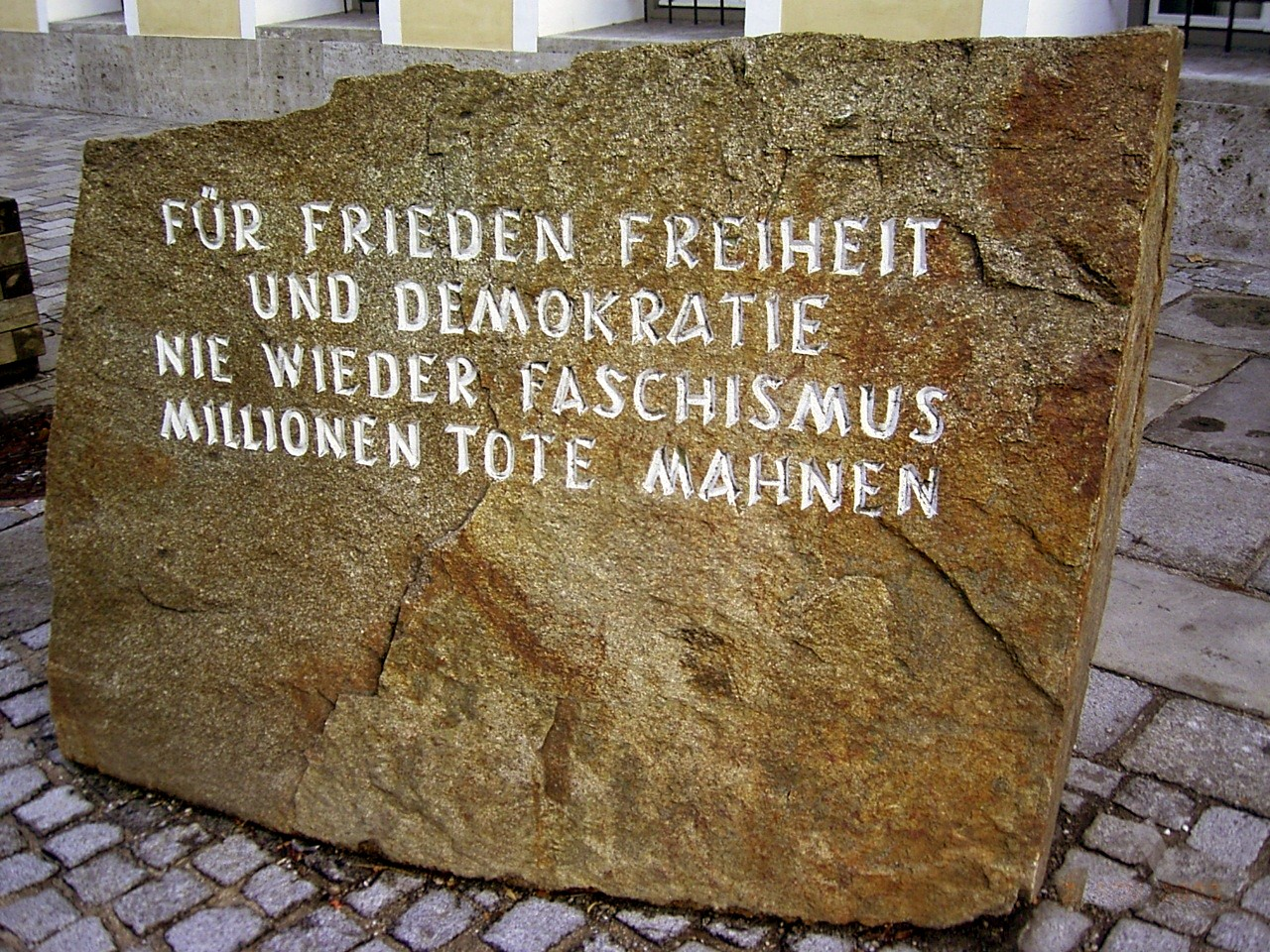
Fora de l'edifici a Braunau am Inn, Àustria, on Adolf Hitler va néixer, és una pedra commemorativa dels horrors de la Segona Guerra Mundial, que vol actuar com a advertiment a la humanitat

Durant, els judicis de Nuremberg uns 611 nazis van ser acusats com a integrants en alguna de les diverses institucions del Tercer Reich, de cinc delictes: complot, crims de Guerra, crims contra la Humanitat (extermini), Crims contra la pau i genocidi. Els principals jerarques nazis capturats van ser condemnats a la forca o llargues penes de presó. Altres van morir o suïcidar-se després de la caiguda de Berlín.
El nazisme i qualsevol reminiscència ideològica afí van ser prohibits a gairebé tot Europa, de fet no es poden publicar bibliografies, esvàstiques i altres símbols sense risc de cometre falta o delicte punible. No obstant això, la discriminació antisemita va romandre fins ben entrada la dècada dels anys 1960, sobretot a països americans.
Actualment, moltes reminiscències del nazisme, es troben encobertes en doctrines militars, socials i polítiques empresarials que encara perduren al món.
Potser un dels llegats més importants de l'Alemanya nazi sigui la completa adopció del concepte del Blitzkrieg o guerra llampec, en totes les acadèmies de guerra del món. Les estratègies, batalles i tècniques de la Wehrmacht usades en la Segona Guerra Mundial són objecte d'estudi en totes les institucions militars.

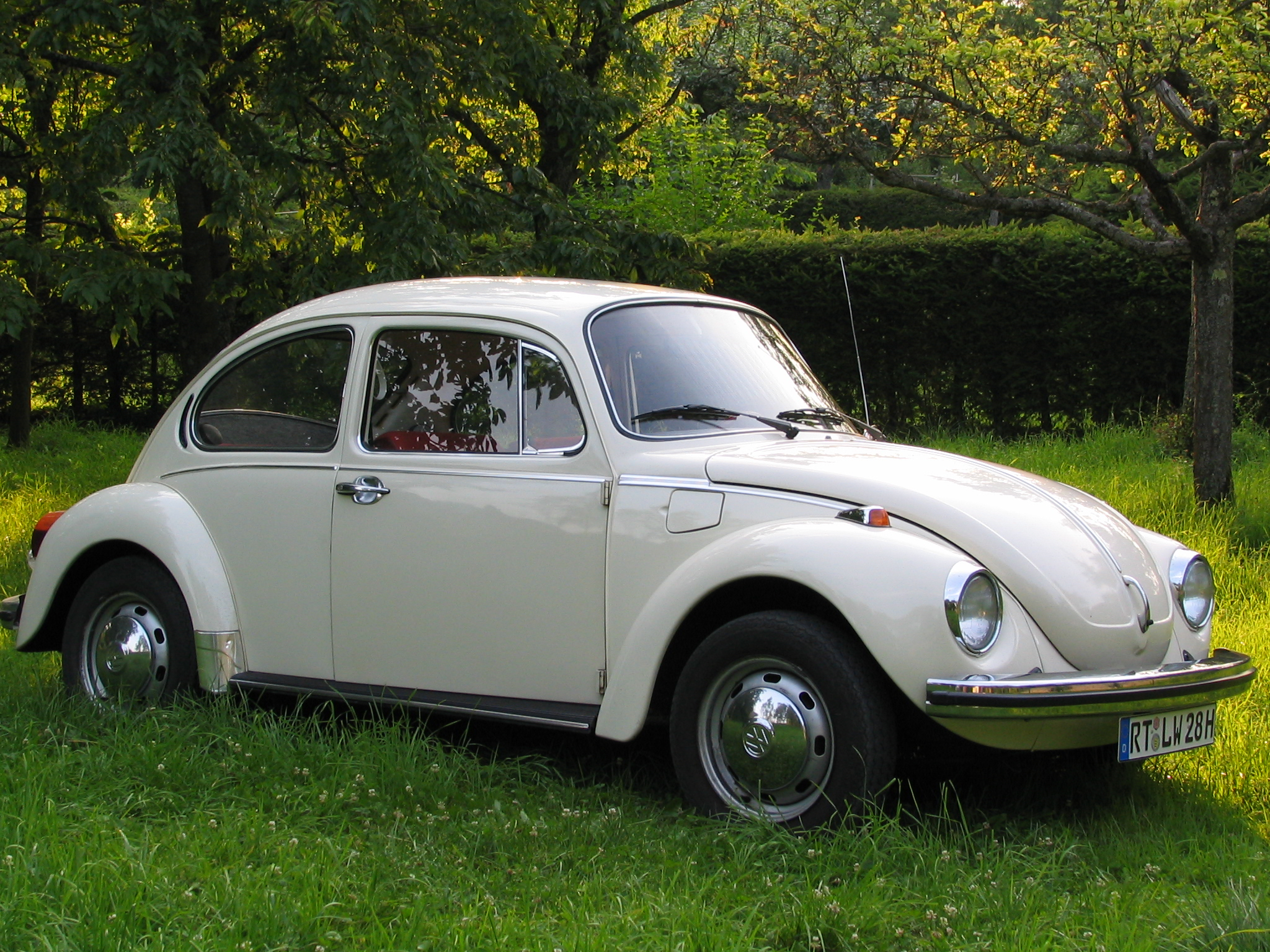
Volkswagen (cotxe del poble), dissenyat a petició del Canceller

Un altre dels llegats de Hitler és l'automòbil i actual nom de la firma constructora Volkswagen («cotxe del poble»). El disseny original del cotxe va ser ideat per l'enginyer Ferdinand Porsche, encara que els detalls finals dels acabats de la carrosseria i el seu nom van ser donats pel mateix Hitler. Durant el govern nazi la construcció del Kraft durch Freude-Wagen, es limità a prototips, encara que el Volkswagen com fos majorment conegut l'automòbil, transcendiria en els diversos models posteriors a la guerra (escarabat).
La publicació del llibre Mein Kampf de Hitler està prohibida en molts països europeus des de 1945. No obstant això, encara s'edita a altres llocs, com per exemple a Espanya i Mèxic, i circula lliurement per llibreries d'alguns països sense restriccions, en molts idiomes és objecte d'estudis de tota classe.
Diferents grups a tot el món es consideren hereus del nazisme. Grups violents com el Ku Klux Klan, Nació Ària, etc., reclamen ser hereves d'aquesta doctrina.
Després de la Segona Guerra Mundial el bigoti raspall va caure en desgràcia a Occident per la seva forta associació amb Hitler, amb el sobrenom de «bigoti de Hitler». L'ús del nom Adolf, també es va reduir. Molts dels símbols nazis van ser prohibits a Àustria i Alemanya en acabar la Segona Guerra Mundial, aquestes prohibicions segueixen vigents avui dia, i, per exemple dir Heil Hitler! és un delicte.
Algunes persones s'han referit al llegat de Hitler en termes neutrals o favorables. L'expresident egipci Anwar El Sadat va parlar de la seva admiració per a Hitler el 1953, quan era jove, encara que no se sap del cert si estava parlant en el context d'una revolta contra l'Imperi Britànic. Louis Farrakhan s'ha referit a ell com a «gran home». Bal Thackeray, líder del partit nacionalista hindú Shiv Sena, a l'estat indi de Maharashtra, va declarar el 1995 que era un admirador de Hitler. Friedrich Meinecke, l'historiador alemany, va dir de la vida de Hitler que «és un dels grans exemples del poder singular incalculable de la personalitat en la vida històrica».

### Víctimes
El nombre de víctimes no té precedents. En tres anys d'ocupació, el terror nazi va acabar amb gairebé una quarta part de la població de Belarús. Polònia sota l'ocupació de Hitler va perdre gairebé el 20% de la població total i el 97% de la seva comunitat jueva. La Unió Soviètica, Iugoslàvia i Grècia van perdre entre el 10 i el 15% dels seus ciutadans.
Cap a l'oest, el terror i l'explotació de Hitler van ser menors, però igualment durs. Entre 1940 i 1944, França governada pel règim de Vichy va ser el país més saquejat en proporció d'Europa (Alemanya es veia agredida per França i va fer pagar cara l'ocupació de França que en un primer moment no va preveure), 30.000 habitants van ser assassinats, desenes de milers van ser deportats a camps de concentració, una quarta part de la població jueva exterminada, per no parlar dels 400.000 soldats caiguts, ni els dos milions de soldats captius per temps indefinit en el Reich.
Els alemanys no van ser els últims a pagar un alt preu per les ambicions excessives de Hitler, que molts van obeir i festejar fins al final. Tres milions de soldats van morir al front, deixant vídues i encara més orfes, el que va condemnar una generació de patir el desequilibri permanent en la proporció de sexes i la duresa de la vida. Així, dos terços dels homes alemanys nascuts el 1918 no van veure el final de la guerra. Totes les grans ciutats alemanyes i mitjanes empreses estaven en ruïnes, i 500.000 civils van morir als bombardejos aliats. Centenars de milers de dones alemanyes de totes les edats van estar exposades a violacions per l'Exèrcit Roig el 1945, moltes de les quals es van suïcidar.
Fins i tot Alemanya, que Hitler havia afirmat ser el motiu de la lluita política de la seva vida, va desaparèixer com a estat després de l'aventura nazi. Va recobrar la seva independència el 1949 (sense la plena sobirania al principi) i la seva unitat el 1990. Berlín, una de les ciutats que el Führer mai havia estimat, va patir una divisió durant quaranta anys, que es va materialitzar després de la construcció el 1961 del Mur de Berlín. En represàlia pels abusos massius del Tercer Reich, més de vuit milions d'alemanys residents van ser expulsats el 1945, dels Sudets, els Balcans i d'Europa Central i Oriental. L'actual territori d'Alemanya és menys d'una quarta part del Reich del 1914.
A Europa oriental, alguns supervivents dels camps de concentració van ser sovint insultats o fins i tot assassinats al seu retorn, especialment per aquells que van prendre la seva propietat en la seva absència. No és estrany escoltar quan els polonesos o els txecs es queixen en veu alta que «Hitler no va acabar la feina».

### Higiene racial i l'holocaust

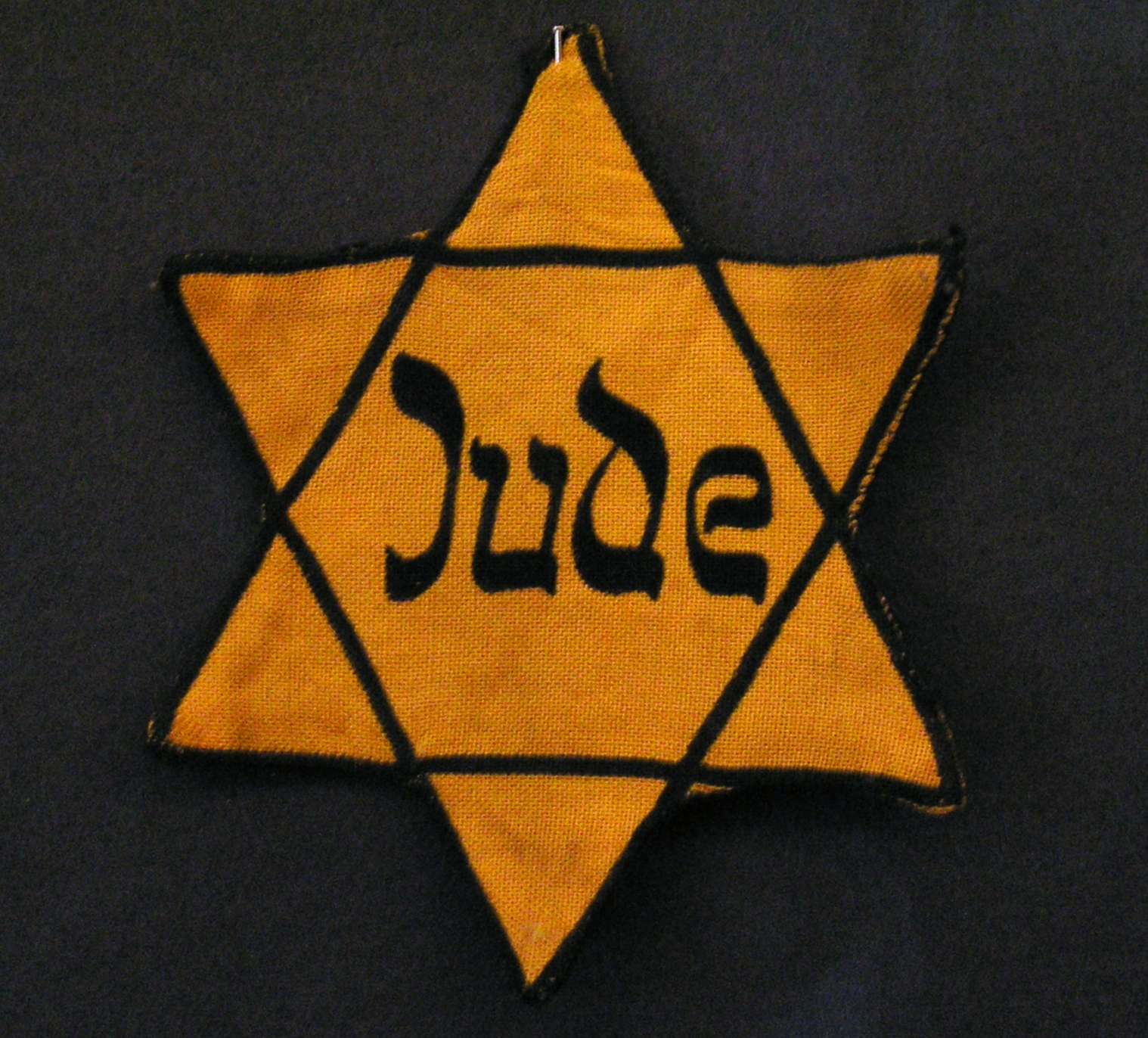
Estrella de David amb la qual s'identificava els jueus durant el Tercer Reich

Un dels fonaments de Hitler i l'NSDAP és el concepte d'«higiene racial». Es va basar en les idees d'Arthur de Gobineau, l'eugenèsia, i el darwinisme social. Aplicat als éssers humans, «la supervivència dels més aptes» va ser interpretada com una exigència de la puresa racial. Les primeres víctimes van ser els mutilats i nens amb retard en un programa anomenat Acció T4. Després d'una protesta pública, Hitler va suavitzar aquest programa, però, de fet, els assassinats van continuar.
Entre 1939 i 1945, les SS, amb l'ajuda de governs col·laboracionistes i reclutes dels països ocupats, sistemàticament van assassinar entre 11 i 14 milions de persones, inclosos prop de sis milions de jueus, als camps de concentració i d'exterminació, els guetos i les execucions en massa i també a través d'altres mètodes com els experiments mèdics. O van ser gasejats fins a la mort i molts d'ells van morir a conseqüència de la fam i la malaltia mentre treballaven com esclaus (sovint en benefici d'empreses privades alemanyes, a causa del baix cost d'aquesta mà d'obra). Juntament amb els jueus van ser assassinats polonesos no jueus (més de tres milions de víctimes), els comunistes o suposada oposició política, membres de grups de resistència, catòlics i protestant opositors, els homosexuals, els gitanos, els minusvàlids físics i retardats mentals, els presoners de guerra soviètics (possiblement el nombre més gran de tota la guerra, proper als tres milions), testimonis de Jehovà, clergat anti-nazi, sindicalistes, i pacients psiquiàtrics. Un dels majors centres d'assassinat en massa va ser el complex-camp d'extermini d'Auschwitz-Birkenau. Hitler mai va visitar els camps de concentració i no va parlar en públic sobre les morts en termes precisos.
Les matances que van portar a l'Holocaust (la «Solució Final de la Qüestió Jueva» o Endlösung der Judenfrage) van ser planificades i ordenades per líders nazis, amb Himmler jugant un paper clau. Si bé no s'ha trobat l'ordre concreta de Hitler autoritzant l'assassinat en massa dels jueus, hi ha documentació que demostra que va aprovar els Einsatzgruppen, esquadrons de mort que van seguir a l'exèrcit alemany a través de Polònia i Rússia, i que se'l va mantenir ben informat sobre les seves activitats.

## Moments d'una conversa privada

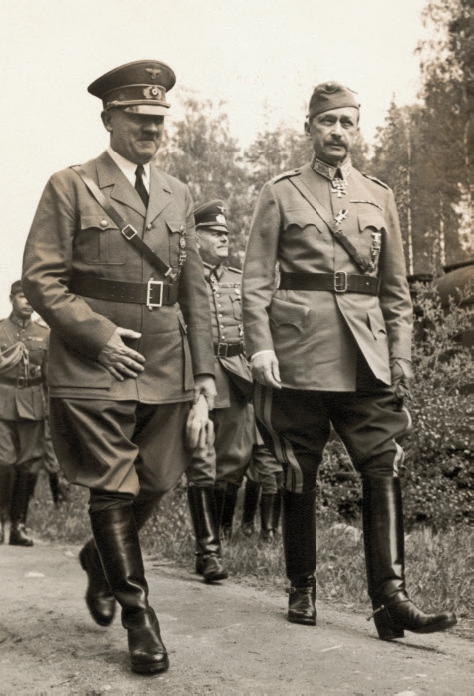
Hitler amb Carl Gustav Mannerheim. Noti's que la foto s'ha pres en un angle des d'on no s'aprecia l'evident diferència d'estatura entre les dues persones.

Hitler va visitar el Mariscal finlandès Mannerheim el 4 de juny de 1942. Durant la visita, un enginyer de l'empresa finlandesa YLE radiodifusió, Thor Damen, va gravar Hitler i Mannerheim conversant, cosa que havia de fer en secret, ja que Hitler mai va permetre els enregistraments de la seva persona sense prèvia autorització. En l'actualitat el registre és l'única gravació coneguda de Hitler en la qual no parla en un to oficial. La gravació captura 11 minuts i mig dels dos líders en una conversa privada. Hitler parla d'una manera una mica excitada, però independent de forma intel·lectual, durant aquesta conferència (el discurs del qual ha estat comparat amb exigències la classe obrera). La major part de la gravació és un monòleg de Hitler on aquest admet que subestimar la capacitat de la Unió Soviètica a la guerra seria un error.

## En televisió
L'assistència de Hitler en diverses funcions públiques, inclosos els Jocs Olímpics de 1936 i les reunions de Nuremberg era normal. I va aparèixer en programes de televisió de forma molt continuada entre 1935 i 1939. Aquests esdeveniments, juntament amb altres programes destacant l'activitat dels funcionaris públics, així com la de l'exèrcit, es repetien sovint a les encara joves sales de cinema.

### Paròdies
Malgrat l'horror que Hitler causà, ha estat molt parodiat. La imitació més cèlebre va ser la que en feu Charles Chaplin en la pel·lícula The Great Dictator (1940). També cal destacar el film To be or not to be (Ser o no ser) d'Ernst Lubitsch (1942), i més recentment Mein Führer: La veritat més autèntica sobre Adolf Hitler o Ha tornat, pel·lícula basada en la novel·la homònima de l'escriptor Timur Vermes.

### Documentals durant el Tercer Reich
Hitler va aparèixer i va estar involucrat en diverses pel·lícules propagandístiques o nacionalistes de la pionera cineasta Leni Riefenstahl a través de la Universum Film AG (UFA):
- Der Sieg des Glaubens (Victory of Faith, 1933)
- Triumph des Willens (Triumph of the Will, 1934), co-produïda per Hitler
- Tag der Freiheit: Unsere Wehrmacht
- Olympia (1938)

Hitler va ser la figura central de les tres primeres pel·lícules, centrant-se en els mítings del partit dels respectius anys, i són considerades pel·lícules de propaganda. Hitler també posseeix un lloc destacat a la pel·lícula Olympia. Que es tracta d'una pel·lícula de propaganda o d'un documental (És difícil definir quina de les dues categories anteriors li correspon millor), on es difon el missatge propagandístic dels Jocs Olímpics de 1936 representant a l'Alemanya nazi com un país pròsper i pacífic.